# Nehrungskuren

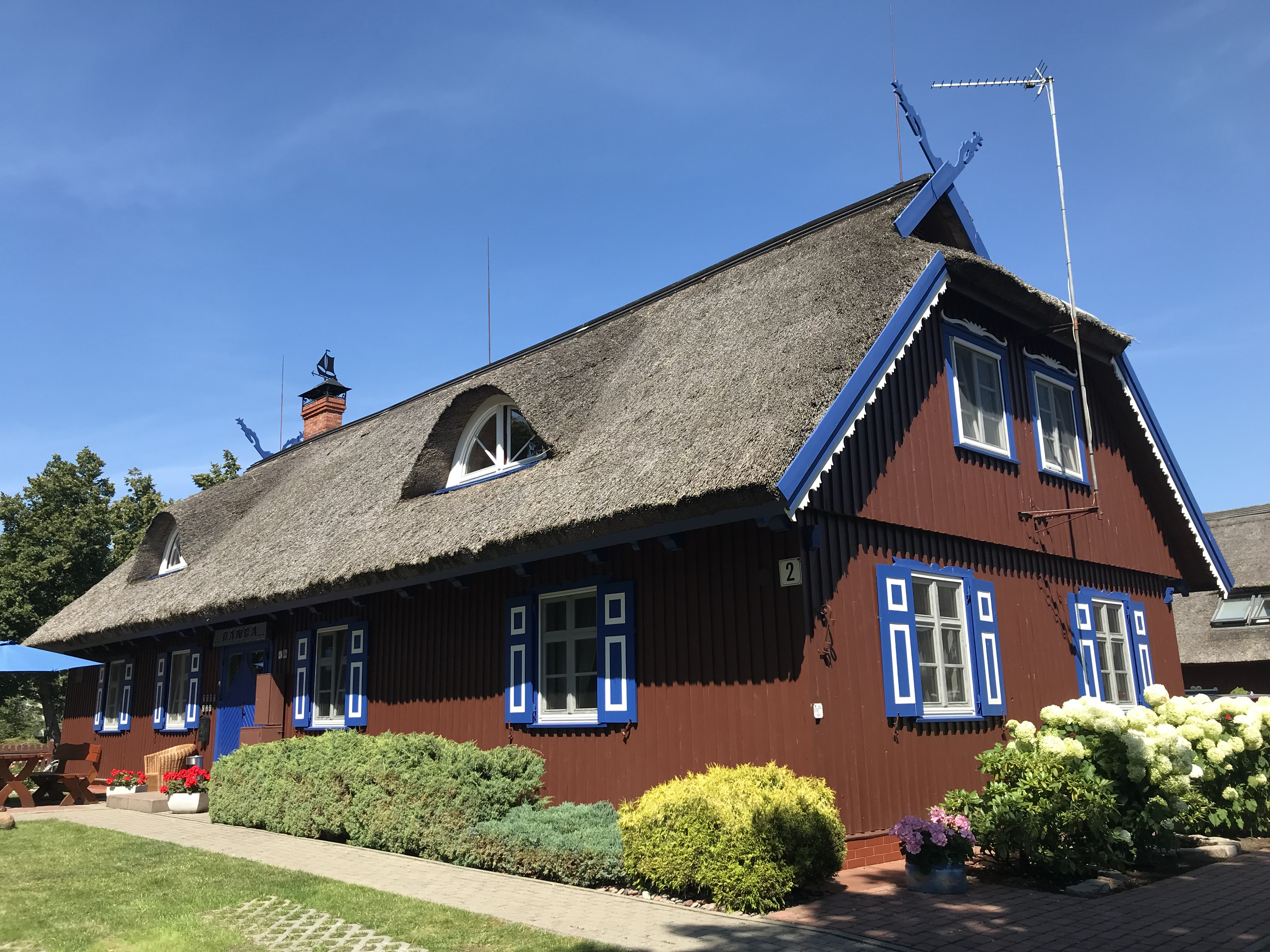
Kurenhaus in Nida (Kurische Nehrung)

Die Nehrungskuren oder Neukuren (nehrungskurisch und lettisch kursenieki, selten kāpenieki, wörtlich ‚Nehrungsbewohner‘, von lettisch-nehrungskurisch kāpas ‚Nehrung‘, litauisch kuršininkai, deutsch oft einfach Kuren genannt) waren eine Bevölkerungsgruppe, die im 15. bis 17. Jahrhundert aus Kurland im Westen des heutigen Lettland die litauische und preußische Küste und teilweise den Norden des späteren Ostpreußens besiedelt hatte. Nach ihnen sind die Kurische Nehrung und das Kurische Haff benannt.
Ihre Sprache Nehrungskurisch wird entweder als lettischer Dialekt oder als eigene, dem Lettischen nahestehende ostbaltische Sprache eingeordnet. Vom 17. bis 18. Jahrhundert wurde Nehrungskurisch von den je nach Region dominierenden Sprachen Litauisch (schemaitischer Dialekt) und Deutsch (niederpreußischer Dialekt) in den bäuerlichen Dörfern verdrängt, entwickelte sich aber zur dominierenden Sprache der Fischer in Preußen und Litauen. Bis zum 19. Jahrhundert wurde sie weiter verdrängt. Sie blieb in einigen Gebieten die Fachsprache im Fischereigewerbe und fast nur auf der Kurischen Nehrung die Alltagssprache, weshalb sie nun „Nehrungskurisch“ genannt wurde. Bis Ende des 19. Jahrhunderts wurde sie auch in Teilen der Nehrung zurückgedrängt. Nach Flucht und Vertreibung aus Ostpreußen sprechen Anfang des 21. Jahrhunderts meist in Deutschland, aber auch in Schweden und Litauen vereinzelt ältere Menschen noch Nehrungskurisch. Nehrungskurisch stirbt zurzeit aus.
In Ostpreußen wurden oft alle Fischer umgangssprachlich als „Kuren“ bezeichnet, unabhängig davon, ob sie Nehrungskurisch, Litauisch oder Deutsch sprachen, teilweise aufgrund gemeinsamer, kurisch geprägter Fischereitraditionen, teils weil sie oft wirklich kurischen Ursprung hatten.
Die Nehrungskuren sind nicht gleichzusetzen mit dem im 6./7. bis 13. Jahrhundert in Kurland, Westlitauen und dem westlichen Memelland siedelnden vorchristlichen Stammesverband der alten Kuren (lettisch kurši, kūri, litauisch kuršiai), die nach Mehrheitsmeinung der Experten noch eine andere, westbaltische Sprache (Altkurisch) sprachen, die bis zum 16. Jahrhundert vom Lettischen schrittweise assimiliert wurde, und trotz einiger kultureller Kontinuitäten auch religiöse und zeitliche Unterschiede und ein nördlicheres Siedlungsgebiet hatten.
Seit der Unabhängigkeit wird auf der litauischen Seite der Kurischen Nehrung und des Kurischen Haffs wieder kurisches Kulturerbe gepflegt, wie der traditionelle Kurenkahn, die Kurenwimpel und die Kurenbretter auf Friedhöfen. Kurische Fischer waren führend an der Entwicklung der Schleppnetzfischerei beteiligt und mit den Begriffen „Ringwade“ und „Wadennetz“ lebt bis heute in der Fischerei nehrungskurisches Spracherbe fort (von nehrungskurisch vāds ‚Zugnetz‘). Die väterlichen Vorfahren von Immanuel Kant waren neukurische Bauern.

## Geschichte

### Herkunft und frühes Siedlungsgebiet

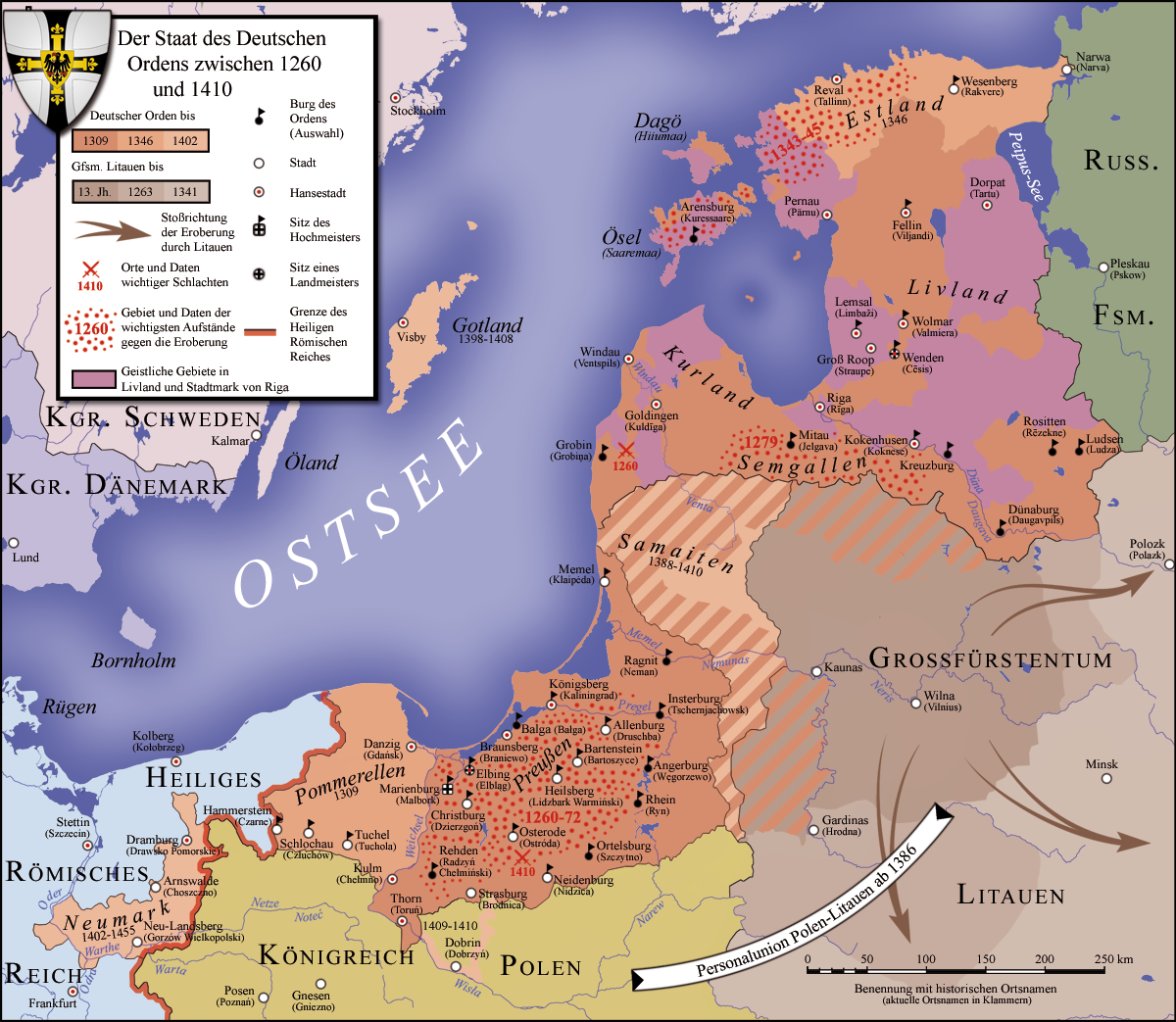
Karte des Deutschordensstaates 1260–1410, an dessen küstennahen Gebieten am Ende des Zeitraums die Besiedlung aus Kurland nach Süden einsetzte, später auch aus Schemaitien („Samaiten“) über die Grenze.

Die langen Grenzkriege (1303–1422) des Deutschordensstaates gegen das Großfürstentum Litauen und auch gegen das Königreich Polen verwüsteten die Grenzregionen beider Seiten. Sie wurden erst mit dem Frieden vom Melnosee 1422 und endgültig dem Zweiten Thorner Frieden 1466, bei dem der Deutsche Orden dem polnischen König den Lehnseid aussprechen musste, beendet. Die preußisch-litauischen Grenzgebiete (Kleinlitauen und West-Samogitien/Schemaitien) waren im 15. Jahrhundert weitgehend entvölkert. So ergab sich in den folgenden zwei Jahrhunderten die Notwendigkeit, die fast menschenleere „Große Wildnis“ im Norden, Osten, Süden und teilweise an der Küste Preußens wieder zu besiedeln. Nur die Zentralgebiete hatten eine konstante Besiedlung mit deutschsprachiger Bevölkerung, in die sich bis um 1700 auch die altpreußisch (prußisch)-westbaltische Bevölkerung assimilierte. Zur Wiederbesiedlung der „Großen Wildnis“ wurden neben deutschen und altpreußischen Siedlern im 16. und 17. Jahrhundert vor allem im Norden und Osten litauische Bauern („Preußisch Litauen“) ins Land geholt. In den Süden kamen polnische Bauern („Masuren“), darunter viele protestantische Emigranten vor der katholischen Gegenreformation in Polen-Litauen.

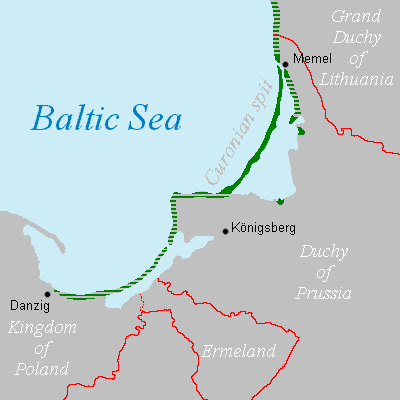
Sprachgebiet des Nehrungskurischen 1649 nach Angaben des Chronisten Paul Einhorn und Überlieferungen einiger weiterer Quellen und Karten des 17. Jahrhunderts.

An der Küste ließen sich Fischer nieder, die seit dem 15. Jahrhundert schrittweise entlang der Westküste Kurlands nach Süden gezogen waren, bis in die preußischen Küstengebiete. Diese aufgrund ihrer regionalen Herkunft „Kuren“ genannten Siedler sprachen nicht mehr die alte, vermutlich westbaltische kurische Sprache, sondern altlettische ostbaltische Dialekte, die bis zum 15./16. Jahrhundert durch den Zuzug aus Lettgallen und Semgallen die altkurische Sprache in Kurland verdrängt hatten.
Ab etwa 1400 setzte eine Einwanderung besonders von Fischern aus Kurland ein. Die Ansiedlung ist schon in den Jahren 1400, 1409, 1439, 1445 und 1481 überliefert und nahm einen solchen Umfang an, dass sich einzelne Ordensbeamte des Deutschen Ordens beim Hochmeister beschwerten. Wie aus historischen Quellenauswertungen bekannt ist, breiteten sich die kurisch-lettischen Fischerdörfer vom 14. bis 17. Jahrhundert in mehreren Einwanderungswellen allmählich von der Halbinsel Kurland zwischen Rigaer Bucht und Ostsee über die litauische Küste, die Kurische Nehrung und einige Dörfer an der Innenseite des Kurischen Haffs aus, danach über die Küste Samlands, die Frische Nehrung und das Frische Haff bis zur Küste östlich von Danzig (vgl. nebenstehende Karte). Fast die gesamte Meeresfischerei Preußens lag im 17. Jahrhundert in der Hand kurischer Fischer. Schon das Große Treßlerbuch der Tressler (Schatzmeister) des Deutschordensstaates aus Marienburg (1399–1409) erwähnte Kuren in den Komtureien Memel, Windenburg (südlicher, am Haff und Memeldelta), Rossitten (auf der Kurischen Nehrung) und sogar Ragnit (flussaufwärts an der Memel). Aus Amtsrechnungen des 16. Jahrhunderts ist zu entnehmen, dass kurländische Fischer in das Kurische Haff kamen, am Memeler Tief (der Verbindung der Ostsee ins Haff) eine Abgabe zahlten und bis ins südliche Haff bei Schaaken der Fischerei nachgingen. Im Jahr 1541 zahlten nach einem Dokument des Amtes Memel an der Innenseite des Haffs bereits 162 angesiedelte Familien den kurischen Fischerzins an das Amt Memel, die aus Fischerdörfern um Ventspils, Kandava und anderen Gebieten Kurlands stammten. Kuren gründeten die ersten Fischersiedlungen im Memeldelta und erst ab 1593 wurde in den Schaakener Amtsbüchern zwischen Kuren und Litauern unterschieden. Der livländische Chronist Paul Einhorn und Karten aus dem 17. Jahrhundert überliefern, dass Kuren in Fischerdörfern bis vor Danzig wohnten. Der altpreußische Reformator und Katechismus-Übersetzer Abel Will und der preußisch-litauische Reformator Johannes Bretke überlieferten im 16. Jahrhundert einige nehrungskurische Elemente. Im Jahr 1698 schrieb Matthäus Prätorius in seinem Werk Deliciae Prussicae, oder Preussische Schaubühne das älteste bekannte nehrungskurische Vaterunser nieder.
Die Einwanderung aus Kurland blieb nicht auf Fischer beschränkt. Vom 15. bis 17. Jahrhundert wurden auch kurische Dörfer in den Ämtern Tilsit, Ragnit und sogar Insterburg im Osten Ostpreußens mit kurischen Bauern angelegt. So berichten Quellen, dass sich 150 kurische Bauern allein 1630 rund um Memel ansiedelten, in den Jahren bis 1655 siedelten sich 180 kurische Bauernfamilien rund um Tilsit an. Selbst im südlichen Ostpreußen finden sich Orte mit dem Ethnonym „Kursch“ im Namen. Ab dem 15., zunehmend ab dem 16. Jahrhundert wurden auch weit zahlreicher Schemaiten (Niederlitauer) und Litauer als Siedler akzeptiert, die zuvor die litauische Seite der Großen Wildnis neu besiedelt hatten. Die meistens früher angesiedelten Kuren, zusammen mit einigen prußischen und deutschen Siedlern, hatten gegenüber den Litauern oft privilegiertere ältere rechtliche Stellungen. Ein prominentes Beispiel kurischer Bauern in Preußen sind die väterlichen Vorfahren von Immanuel Kant, die aus dem Dorf Kantweinen (litauisch: Kantvainai), westlich neben Aglohnen (Agluonėnai, in dessen Amtsbezirk) stammten und kurische Bauern waren. Kantweinen, von dem Kant seinen Familiennamen hatte, liegt durch mehrere Orte getrennt über sieben Kilometer vom Kurischen Haff entfernt und war kein Fischerdorf. Die kurischen Bauerndörfer wurden besonders früh sprachlich in ihr mehrheitlich litauisch-, im Süden deutschsprachiges Umfeld assimiliert.

### Assimilation des Kurischen zur Fischersprache und Sprache der Kurischen Nehrung

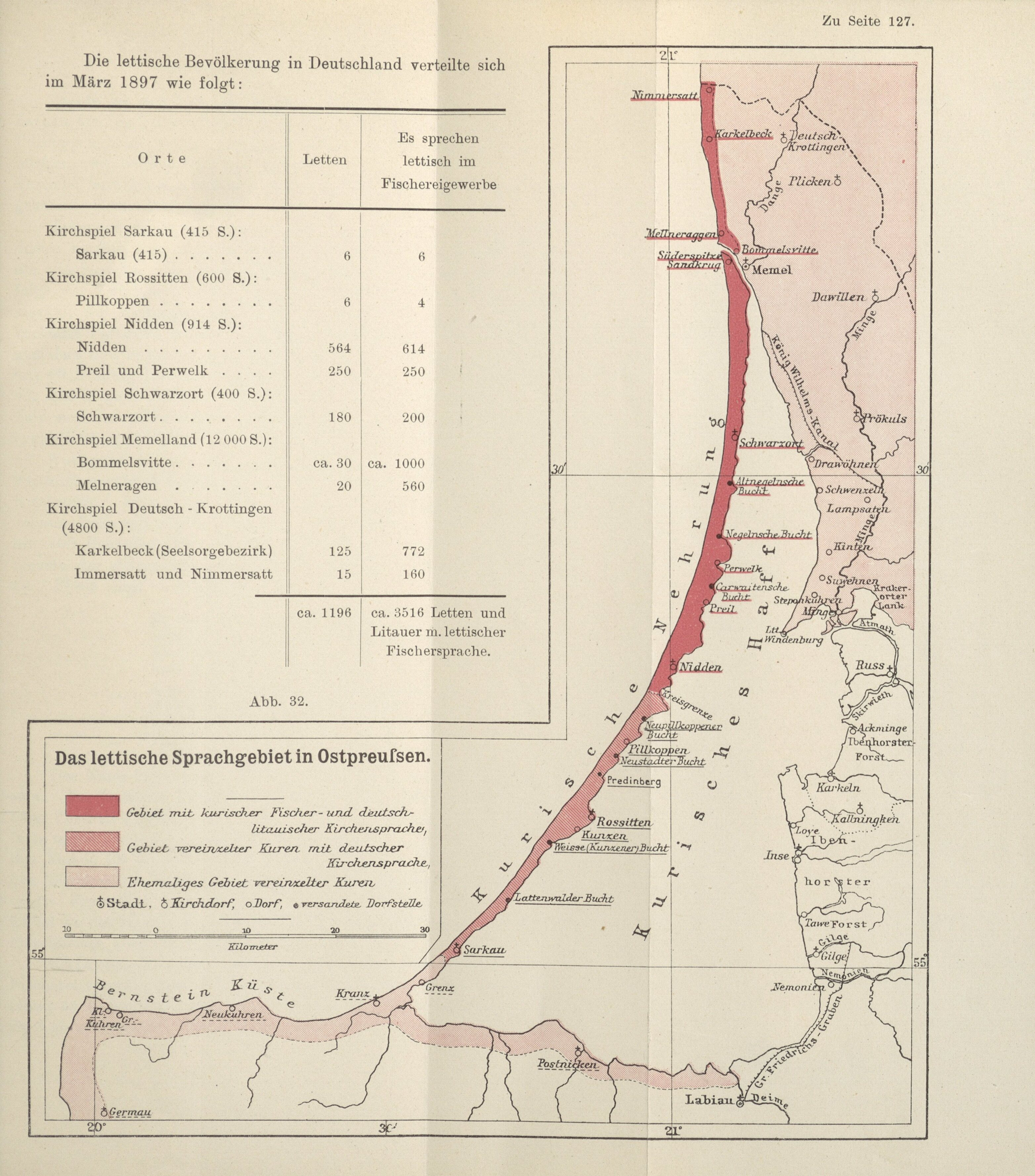
Nehrungskurische („lettische“) Bevölkerung im März 1897 mit Bevölkerungstabelle nach Untersuchungen von Franz Tetzner, unterschieden wird zwischen der lettischen/kurischen Bevölkerung allgemein (insgesamt 1196) und jener mit Fachsprache „im Fischereigewerbe“ (insgesamt 3516). Hellrot: ehemaliges Sprachgebiet (nördlich der Memel auch landeinwärts), mittelrot: „Gebiet vereinzelter Kuren“; rot: „Gebiet mit kurischer Fischersprache“. Die Fischerdörfer nördlich der Nehrung an der heute litauischen Festlandküste zeigten große Unterschiede zwischen wenigen Alltagssprechern und den zahlreichen Sprechern im Fischereigewerbe (die Küstenzone reichte nördlich von Ostpreußen bis nach Kurland), auf der Kurischen Nehrung dagegen gab es kaum Differenzierungen.

Seit dem 17. Jahrhundert wurde Kurisch allmählich durch Ehen und Kontakte mit dem litauischen und deutschen Umfeld assimiliert und zurückgedrängt. Daneben spielte auch eine Neubesiedlung von Teilen Ostpreußens nach der Großen Pest 1709–1711 durch Hugenotten, Salzburger Exulanten, weitere Litauer und andere Siedler eine Rolle, dass sich die ethnische Verteilung dauerhaft verschob. Schon im 18. Jahrhundert wurde nur noch in Fischerdörfern Kurisch gesprochen. Es wurde deshalb zum Soziolekt der Ostseefischer der Region, während die Bauern im Landesinneren Deutsch, Polnisch oder Litauisch sprachen. Außerdem war Nehrungskurisch (oder Lettisch) nie die Kirchensprache der Predigten und Gebete in den evangelisch-lutherischen Kirchen Preußens, sondern im Süden Deutsch, im Norden Litauisch. Selbst der wohl prominenteste Nehrungsbewohner, der evangelische Theologie-Professor Ludwig Rhesa (1776–1840) wurde einer der Väter der evangelischen litauischen Kirchenliteratur und Sprachwissenschaft und identifizierte sich in seinen Schriften selbst damals als preußischer Litauer, trotz des deutlich abweichenden Herkunftsdialekts seines Heimatdorfes auf der Nehrung.
Bis zum 19. Jahrhundert wurde Kurisch auch in den Fischerdörfern Samlands und südlich des Kurischen Haffs vom Deutschen (Niederpreußisch) verdrängt, in denen östlich des Haffs vom Litauischen. Volkstümlich wurden diese Fischer auch später noch „Kuren“ genannt. Es bildete sich in einigen Regionen die Sitte, dass die Männer auf ihren Fischzügen, Fischmärkten und Fischauktionen Kurisch sprachen, zu Hause wurde dagegen Deutsch oder Litauisch, nur von wenigen Nehrungskurisch gesprochen, an der Wende des 19. zum 20. Jahrhundert an der Küste nördlich der Nehrung (in Fischerdörfern wie Bommelsvitte, Mellneraggen, Karkelbeck und Nimmersatt, vgl. nebenstehende Karte).
Auch an der litauischen Küste nördlich von Ostpreußen gab es Fischer, die im Alltag Schemaitisch (Niederlitauisch) sprachen, aber teilweise auch Kurisch (so in Palanga, Būtingė und zuletzt bis Anfang 21. Jahrhundert in Šventoji). Diese Küste gehörte zur Reformation zum evangelischen Herzogtum Kurland und Semgallen, fiel dann aber an das katholische Großfürstentum Litauen, weshalb bis ins 19. Jahrhundert kirchliche Ehen zwischen den evangelisch-lutherischen Kuren und den römisch-katholischen Litauern unmöglich waren und sie spät litauisiert wurden. Noch in jüngster Zeit ist ein altes Geschwisterpaar aus Šventoji belegt, das Lieder (Dainos) nicht in schemaitischer (niederlitauischer) oder lettischer, sondern in nehrungskurischer Sprache verfasste und sang, in denen es seine Identität nicht als Litauer oder Letten, sondern als kuršininku (Neukuren/Nehrungskuren) bezeichnete.
Viele Fachbegriffe der Seefischerei kamen in Preußen aus dem Kurischen, was die Klassifizierung als Soziolekt der Seefischer förderte. Allein in Fischerdörfern der Kurischen Nehrung blieb Kurisch seit dem 19. Jahrhundert eine allgemein verwendete Sprache, deshalb bildete sich in dieser Zeit die deutsche Bezeichnung „Nehrungskurisch“.

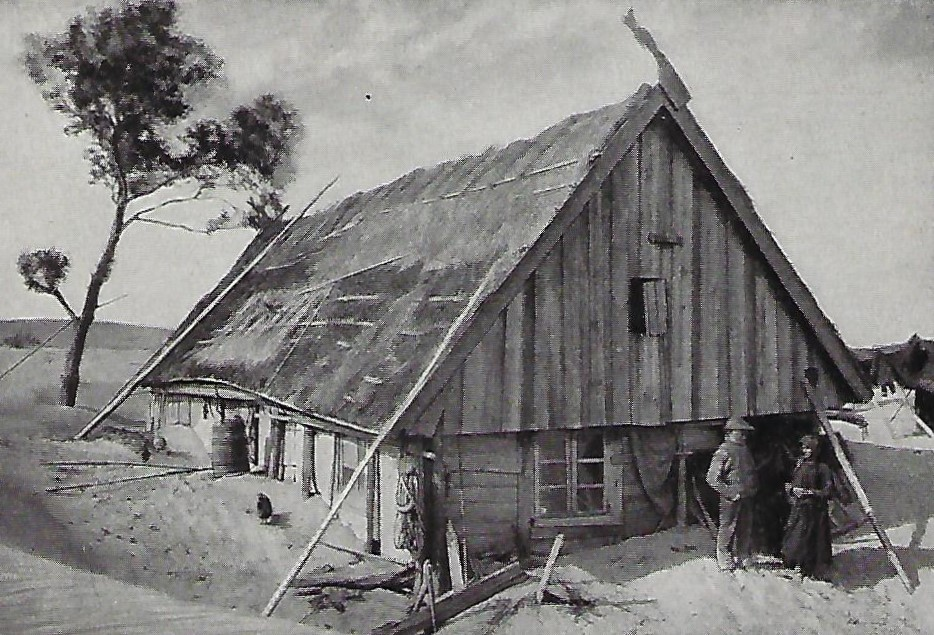
Alte Fischerhütte auf der Kurischen Nehrung vor 1927.

Dass die Kurische Nehrung letzter Rückzugsort der Sprache als Alltagssprache wurde, liegt nicht nur an ihrer Abgeschiedenheit – über Landungen und Fischmärkte hatten die Nehrungsfischer oft Kontakte mit dem Umland – sondern besonders an selteneren Eheschließungen mit dem Hinterland aufgrund landwirtschaftlicher und sozialer Unterschiede. Auf dem sandigen Dünenboden der Nehrung waren Acker- und Gartenbau unmöglich – die einzige Nutzfläche bei Rossitten ließ sich nur als Weide verwenden –, weshalb die Nehrungskuren kein Land landwirtschaftlich kultivierten, im Unterschied zu den übrigen Küstenfischern oft kurischer Herkunft, die meistens Land für Gemüseanbau bebauten (niederpreußisch „Zippelkuren“ = Zwiebelkuren genannt; nur mit diesen, meist Litauisch sprechenden Hafffischern gab es vereinzelte Ehen). In einer Zeit, in der Eheschließungen aus ökonomischen Erwägungen von den Eltern abgeschlossen wurden, hätten angeheiratete Schwiegertöchter aus Bauernfamilien Kenntnisse und Fähigkeiten mitgebracht, die auf der Nehrung nutzlos waren. Umgekehrt waren Eheschließungen mit Nehrungsbewohnern auch für Bauernfamilien lange Zeit sozial unattraktiv. Vor der Mitte des 19. Jahrhunderts lebten die damals armen Nehrungsbewohner fast nur von Fischfang. Fischer waren von jeher ökonomisch schlechter gestellt als der bäuerliche Durchschnitt.

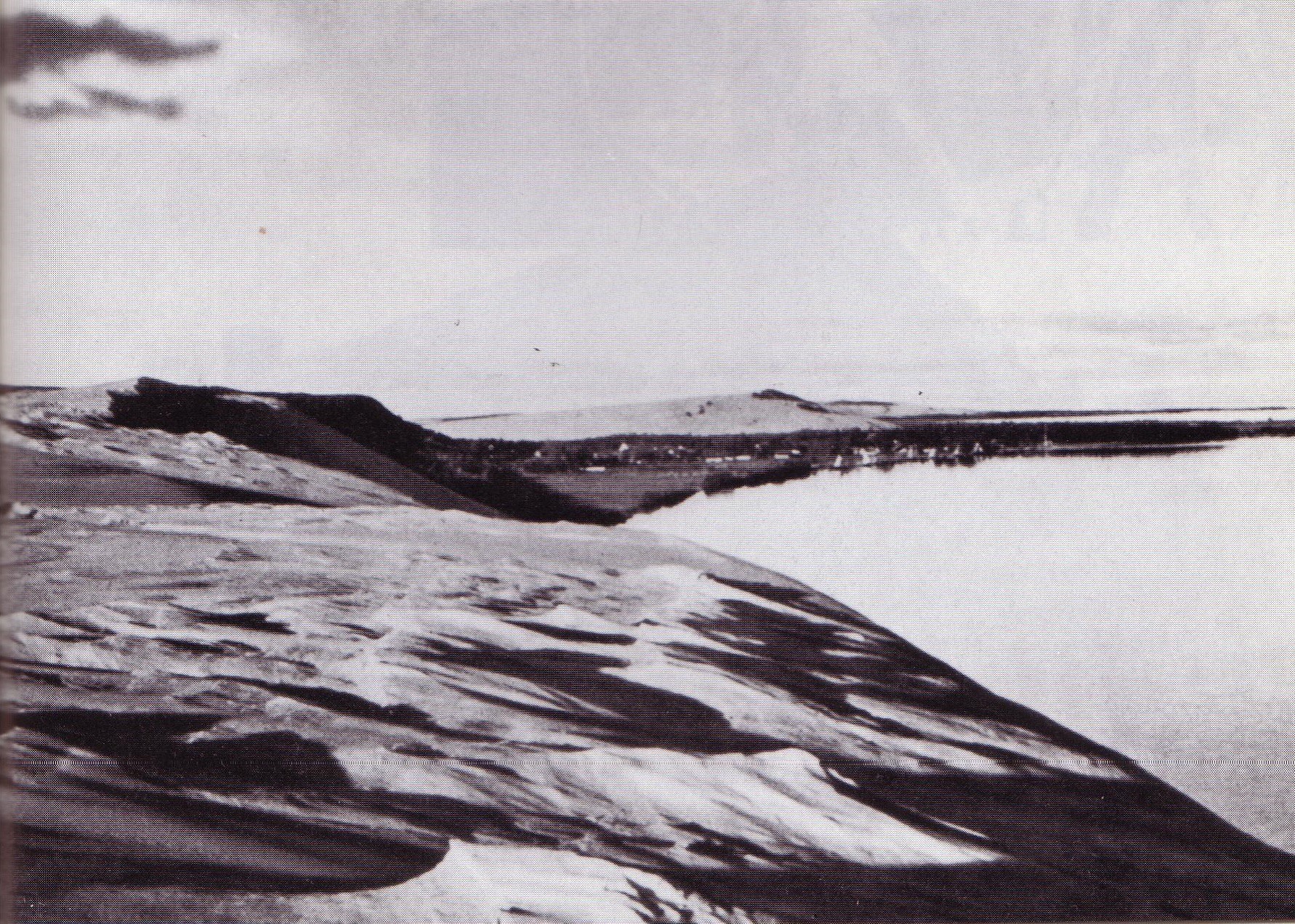
Wanderdünen bedrohten noch bis 1897 Pillkoppen

Das Leben der Nehrungsfischer war vom 17. bis zur Mitte des 19. Jahrhunderts besonders entbehrungsreich. Nach Rodungen, die bereits seit dem Mittelalter stattfanden, hatten schwedische Truppen im Nordischen Krieg (1674–1679) die Kurische Nehrung fast komplett entwaldet. Dies hinterließ eine erodierte, wüstenartige Landschaft („preußische Wüste“ oder „preußische Sahara“). Deren Wanderdünen begruben immer wieder die einzige Poststraße und sogar ganze Dörfer, sodass diese aufgegeben werden mussten: Anfang des 18. Jahrhunderts das alte Karwaiten, 1791 Neu-Kawaiten, 1763 Alt-Neegeln, 1854 auch Neu-Neegeln. Beide Dörfer existieren nicht mehr, die Bewohner gründeten Perwelk und Preil. Nidden wurde 1675 und 1730 jeweils aufgegeben und an neuem Platz errichtet, Pillkoppen wurde dreimal verlegt, auch Sarkau und Kunzen wechselten den Ort, noch um 1890 waren zuletzt Perwelk und Pillkoppen von der Versandung bedroht.
Trotz der erschwerten Lebensbedingungen auf der Nehrung gelang es der verbleibenden nehrungskurischen Fischerbevölkerung, ihre Lage zwischen den fischreichen Gewässern des Kurischen Haffs und der Ostsee durch Verbesserung der Fischfangtechniken wie Großfischerei und Schleppnetzfischerei (siehe unten) zu nutzen. Zwischen der Mitte des 18. Jahrhunderts und der Mitte des 19. Jahrhunderts verzeichnete die Kurische Nehrung nach den Bevölkerungsverlusten des 17. Jahrhunderts ein Bevölkerungswachstum, das nicht nur aus einem Zuwachs der kurischen Bevölkerung kam, sondern sogar aus einer bescheidenen Ansiedlung deutschsprachiger (meist im Südteil) und litauischsprachiger Siedler als Minderheit (meist im nördlichen Teil) auf der Nehrung.

### Rückgang der nehrungskurischen Sprache
Erst Forstmeister Wilhelm Franz Epha sicherte ab 1870 die meisten Dünen durch Bepflanzung und folgende Wiederaufforstung, womit das heutige gemischte Landschaftsbild des Nationalparks auf litauischer und russischer Seite der Nehrung, seit 2000 UNESCO-Welterbe, wieder entstand. Von der zweiten Hälfte des 19. bis Anfang des 20. Jahrhunderts zog die Nehrung besonders nach dem Bau einer befestigten Straße und einer Fähre Ferien- und Wochenendgäste an, was den Lebensstandard der Bewohner hob. Die bunten kurischen Fischerhäuser, die heute auf der Nehrung zu sehen sind, entstanden seit der zweiten Hälfte des 19. Jahrhunderts und waren oft schon auf Gäste ausgerichtet. Die alten Fischerkaten waren wesentlich ärmer. Außerdem schuf eine ab 1855 in Schwarzort entstandene Bernsteinbaggerei neue Arbeitsplätze. Dieser Modernisierung folgte eine schnelle Verdrängung des Nehrungskurischen durch das Deutsche, besonders in den Dörfern der südlichen Hälfte der Nehrung, die damals zum Kreis Fischhausen (heute zur Oblast Kaliningrad in Russland) gehörten und häufig Besuch aus Königsberg und dem übrigen Reich bekamen (Sarkau, Kunzen, Rossitten und Pillkoppen). Franz Tetzner konnte im März 1897 nur noch je sechs Sprecher des Nehrungskurischen, meistens alte Fischer, in Sarkau und Pillkoppen feststellen. Dagegen sprach in den nördlichen Nehrungsdörfern, die damals zum Kreis Memel (heute zu Litauen) gehörten, noch die Mehrheit der Bevölkerung (Nidden, Preil und Perwelk), bzw. genau die Hälfte (in Schwarzort) Nehrungskurisch, jeweils einige hundert Bewohner pro Dorf (siehe Karte oben). In Nidden ist bis heute die etwa 1890 bis 1939 bestehende Künstlerkolonie Nidden, vorwiegend von Malern aus Ostpreußen und ganz Deutschland besiedelt, berühmt. In der Zeit beherrschten die Kuren schon daneben Deutsch und Litauisch. Nur der nördlichste Ort Süderspitze/Sandkrug (Smiltynė) entstand als Vorort, später Stadtteil der Stadt Memel (Klaipėda) und hatte wie die Stadt eine vorwiegend deutsch-, zur Minderheit litauischsprachige Bevölkerung.

Der Schulmeister wird im Kurenkahn zur Nehrung übergesetzt, um in der vakanten Pfarre Gottesdienst zu halten.

Das Vordringen der deutschen Sprache förderte neben der Kirchensprache auch die strikte schulische Germanisierungspolitik im Deutschen Reich 1872 bis 1918. Während zuvor in Preußen möglichst – in der Praxis nicht immer umsetzbarer – muttersprachlicher Unterricht für alle Grundschüler angestrebt wurde (auf der Nehrung aber litauischer), führte ein Schulgesetz von Kultusminister Adalbert Falk 1872 Deutsch als alleinige verpflichtende Unterrichtssprache im ganzen Deutschen Reich bei schon bestehender Schulpflicht ein, in Ostpreußen (im Gegensatz zu Westpreußen und Posen) abgemildert durch Aufrechterhaltung des litauisch- und masurisch- (polnisch-)sprachigen, hier meistens evangelischen Religionsunterrichtes, aber nicht in gemischten Gebieten. Beabsichtigtes Ergebnis dieser Politik waren die Zurückdrängung der Minderheitensprachen und die Mehrsprachigkeit fast der gesamten Minderheitsbevölkerung, die deutlich seltener Litauisch, Masurisch oder Nehrungskurisch als Muttersprache in Volkszählungen angaben, als möglich wäre. Ebenfalls setzte sich die Identität als Deutsche („Kulturdeutsche“) neben der traditionellen preußischen Regionalidentität durch und verhinderte, schulpolitisch beabsichtigt, nationale Identitäten der Minderheiten oder drängte sie zurück.

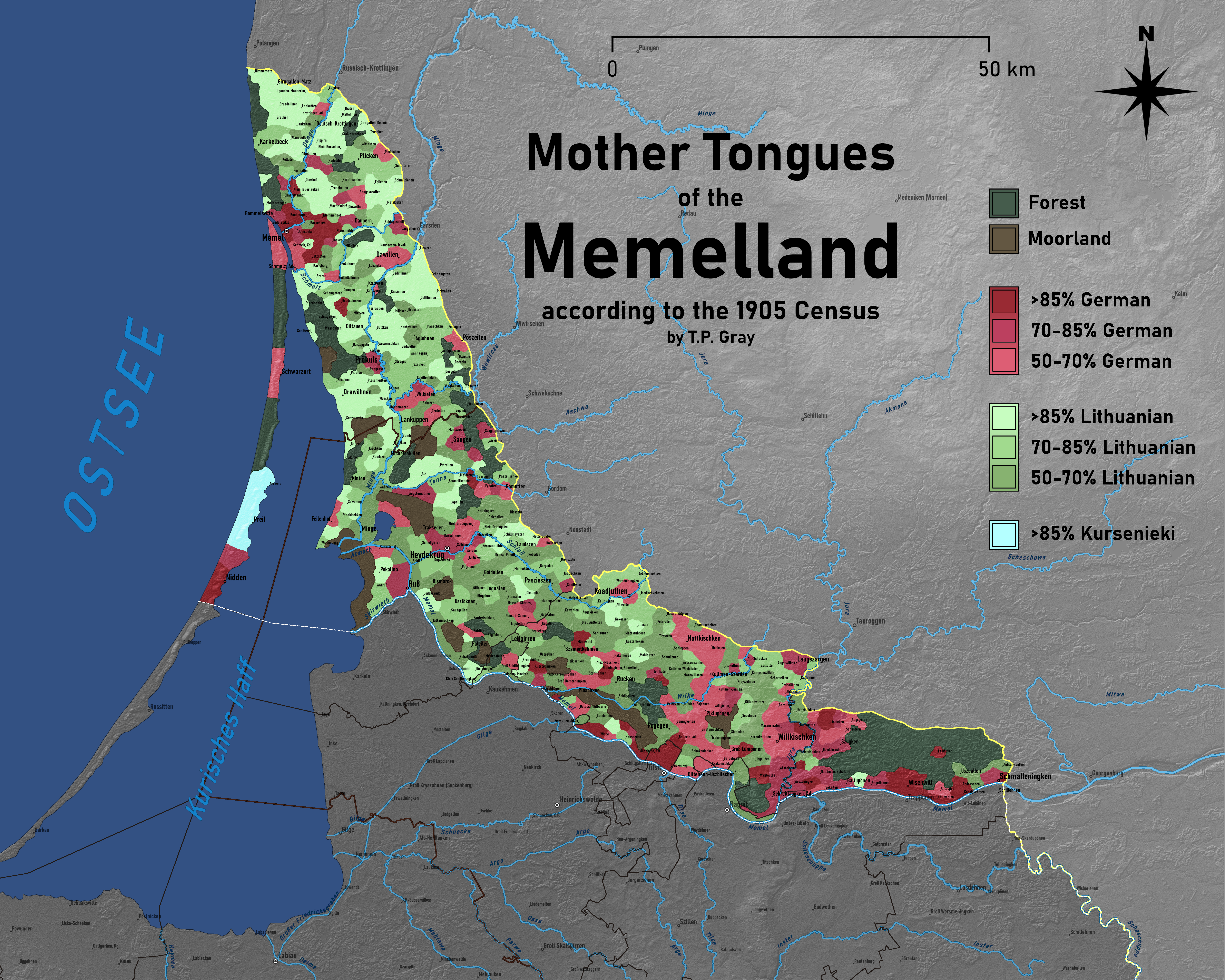
Mehrheitsgebiete der Sprachen in den Gemeinden des Memellandes nach der Volkszählung 1905. Grün: litauische Mehrheiten; rot: deutsche Mehrheiten; hellblau: nehrungskurische (Kursenieki-)Mehrheiten: in Preil und Perwelk noch eingezeichnet, in Nida und Schwarzort nicht, allerdings ist das Bild durch die Mehrsprachigkeit großer Teile der Ortsbevölkerungen komplexer.

Nach dem Versailler Vertrag gehörte die nördliche Nehrung mit dem ganzen Kreis Memel zum im Januar 1920 von Frankreich im Namen des Völkerbundes verwalteten Memelland mit gemischt deutsch-litauischer Bevölkerung, das im Januar 1923 an Litauen fiel. Anfang der 1920er Jahre hatte kurzzeitig Lettland politische Ansprüche auf die abseits gelegene Nehrung erhoben, deren Sprache für lettische Besucher weitgehend verständlich war, ging diesen Ansprüchen aber nicht nach. Im März 1939 annektierte NS-Deutschland das Memelland mit der nördlichen Nehrung. In der NS-Sprachpolitik war schon das Sprechen von Minderheitensprachen in der Öffentlichkeit oder in Schulen außerhalb des Unterrichts untersagt.
Nach dem Zweiten Weltkrieg galten bis 1947 sämtliche Bewohner der Fischerdörfer auf der Nehrung offiziell als Deutsche, viele identifizierten sich auch selbst so, darunter mindestens 245 Familien, die Nehrungskurisch sprachen. Nehrungskurisch hatte eher noch die soziale Funktion einer privaten Haussprache und einer Fischerei-Fachsprache (das auch nördlich der Nehrung). Im Zuge der Flucht und Vertreibung der Deutschen aus Ostpreußen wurden sie bis 1947/1948 nach Westen vertrieben, ein – nach Berichten über die Nehrung kleinerer – Teil war bereits nach dem Einbruch der Roten Armee nach Ostpreußen 1945 geflüchtet. Ab 1948 durften einige Flüchtlinge und Vertriebene auf die Nehrung und ins übrige Memelland, die der Litauischen SSR wieder angegliedert wurden, zurückkehren, oft sofern sie litauische oder kurische Ursprünge nachweisen konnten. Nur eine kleine Gruppe von Familien, meistens Frauen und Kinder, kehrte nach 1948 auf die nun sowjetische Nehrung zurück, wo sie als autochthone evangelisch-lutherische Minderheit (1956 waren es 219 Menschen unter insgesamt 1500 Bewohnern der Nehrung, davon 100 Sprecher des Nehrungskurischen, die übrigen beherrschten Litauisch und Deutsch) zwischen litauischen und russischen Neuzuwanderern lebten, die meisten blieben im besetzten Deutschland. Allerdings wanderte die Mehrheit von ihnen zwischen 1958 und 1960 nach einem westdeutsch-sowjetischen Auswanderungsabkommen wieder ab, daneben auch die letzten Sprecher des Nehrungskurischen an der Küste nördlich der Nehrung. Einzelne Nehrungskuren blieben aber aufgrund von Ehen mit Neuzuwanderern, oder weil sowjetische Behörden die Auswanderung nicht genehmigten, auf der Nehrung.
Ein nach der litauischen Unabhängigkeit 1992 in Klaipėda gegründeter Verein der Nehrungskuren hatte fünf Mitglieder. In einigen Familien, auch an der litauischen Küste nördlich der Nehrung, sind zumindest rudimentäre, aber keine vollständigen Kenntnisse des Nehrungskurischen erhalten. Die über viele Orte und Städte Ost- und Westdeutschlands verteilten Flüchtlinge sprachen Nehrungskurisch im Alltag nur noch selten, die folgenden Generationen beherrschen die Sprache nicht mehr vollständig.
Die litauische Expertin Dalia Kiseliūnaitė bezeichnet die bis in die ersten Jahrzehnte des 21. Jahrhunderts lebende alte Generation als „die letzte Generation der Nehrungskuren“. Im Jahr 2016 dokumentierte Kiseliūnaitė noch zwei gelegentlich sprechende voll kompetente Muttersprachler (ein Ehepaar) in Deutschland und einen in Schweden sowie zwei Brüder namens Sakuth in Schweden, die die Sprache miteinander regelmäßig im Alltag sprechen. Es gibt mehr Sprecher, die nur noch eingeschränkte (Halbsprecher) oder passive (Passivsprecher) Kenntnis des Nehrungskurischen haben.

## Sprache
Während der Stammesverband der Kuren, der in Quellen des 9. bis 13. Jahrhunderts von Nordgebieten des Memellandes über Westlitauen bis in die nach ihnen benannte westlettische Region Kurland noch die höchstwahrscheinlich westbaltische (Alt-)Kurische Sprache sprach, siedelten sich von der Küste Kurlands aus zwischen dem 14. bis 17. Jahrhundert in mehreren Siedlungswellen Fischer und anfangs Bauern an, die inzwischen ostbaltische, altlettischen Dialekte mitbrachten, aus denen sich Nehrungskurisch entwickelte. Die Altkuren und die Neukuren/Nehrungskuren/Kursenieki werden deshalb heute oft begrifflich unterschieden und sollten nicht verwechselt werden, wenn auch beide Gruppen früher mit demselben Namen „Kuren“ bezeichnet werden. Im Landesinneren siedelten anfangs neben einigen kurischen wiederum deutsche, litauische und polnische Bauern, die ihre jeweiligen Sprachen benutzten.
Nehrungskurisch gilt entweder als lettischer Dialekt oder als eine eigene Sprache mit starken Einflüssen der litauischen, niederdeutschen und deutschen Sprache. Schon Bezzenberger bezeichnete den Wortschatz (Lexik) der Sprache der Einheimischen auf der Kurischen Nehrung, die er „preußische Letten“ nannte, als „teilweise Deutsch, teilweise Lettisch, teilweise Litauisch“. Richard Pietsch beschrieb, dass 60 % des Wortschatzes des Nehrungskurischen aus dem Lettischen kommen, 26 % aus dem Deutschen, zumeist aus dem Niederdeutschen, häufig dem regionalen Dialekt Niederpreußisch und 13 % aus dem Litauischen, oft aus dem schemaitischen (niederlitauischen) Dialekt. Friedhelm Hinze untersuchte daneben eine Gruppe slawischer Lehnwörter aus dem Alltagsleben im Nehrungskurischen, teilweise ein Ergebnis sehr früher Kontakte aus Kurland zur Kiewer Rus, teilweise Beleg für das frühere Sprachgebiet bis in die Nähe von Danzig, denn nur hier waren slawische Sprachen vor dem 18. Jahrhundert Kontaktsprachen der Nachbarschaft und näheren Umgebung (Polnisch und Kaschubisch). Wolfgang P. Schmid beschrieb im lettischen Anteil der Lexik daneben (ähnlich den lettischen Dialekten in Kurland) einen Bestand alter Lehnwörter aus dem Altkurischen und aus der finno-ugrischen Sprache Livisch, eine historische nördliche Nachbarsprache in Kurland, die allmählich vom Kurländer Lettischen zurückgedrängt wurde (der letzte Muttersprachler des Livischen starb 2013).
Der nehrungskurische Dialekt an der litauischen Küste nördlich von Ostpreußen in Palanga, Būtingė und zuletzt bis Anfang 21. Jahrhundert in Šventoji war dagegen kaum vom Deutschen, aber etwas mehr vom Hochlettischen beeinflusst.
Auch auf grammatischer Ebene zeigt Nehrungskurisch nach Schmid viele Merkmale einer verbundenen gemischten fusion language.

## Traditionen und Lebensweise

### Fischerei und Wirtschaft

#### Bedingungen der Fischerei

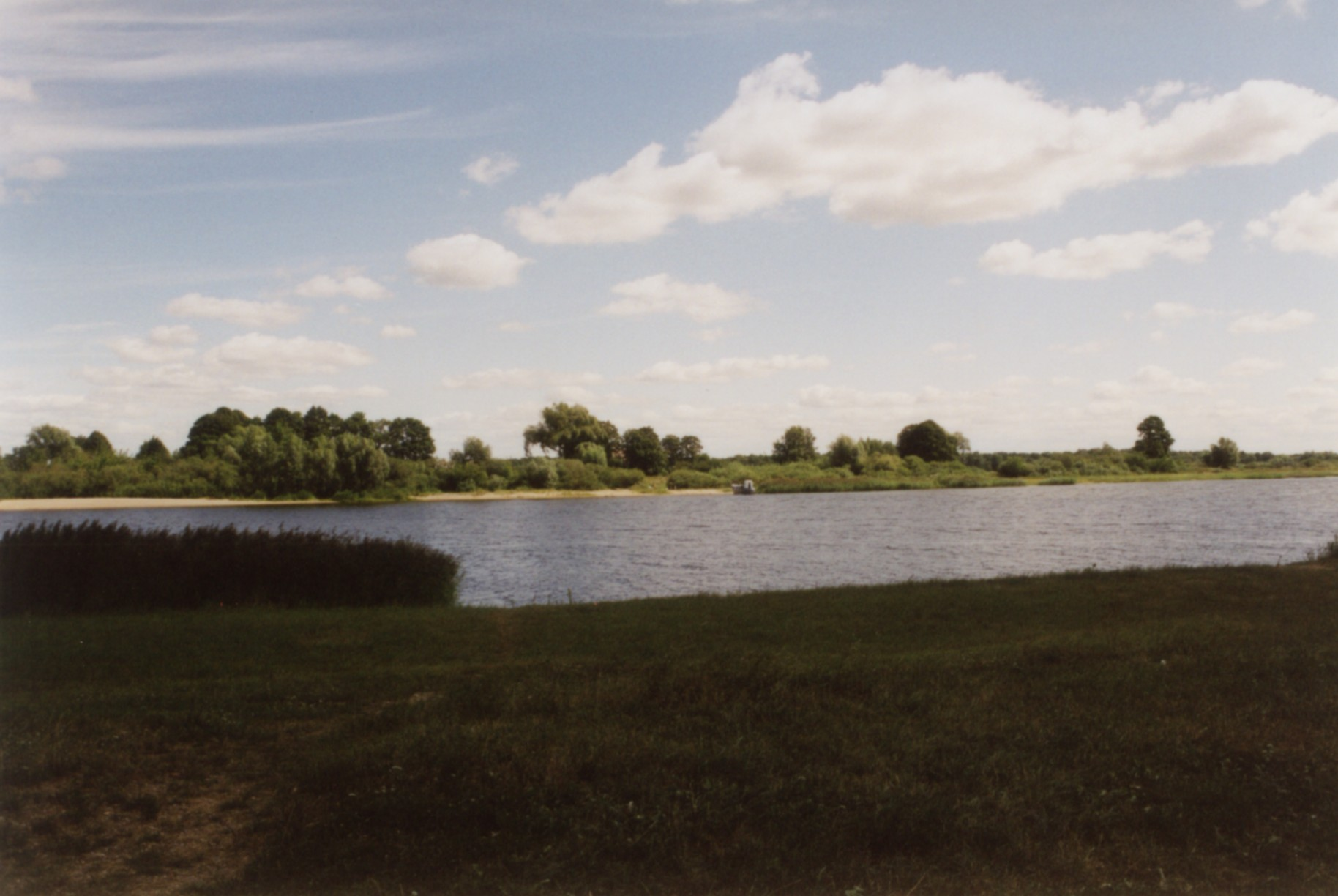
Memeldelta

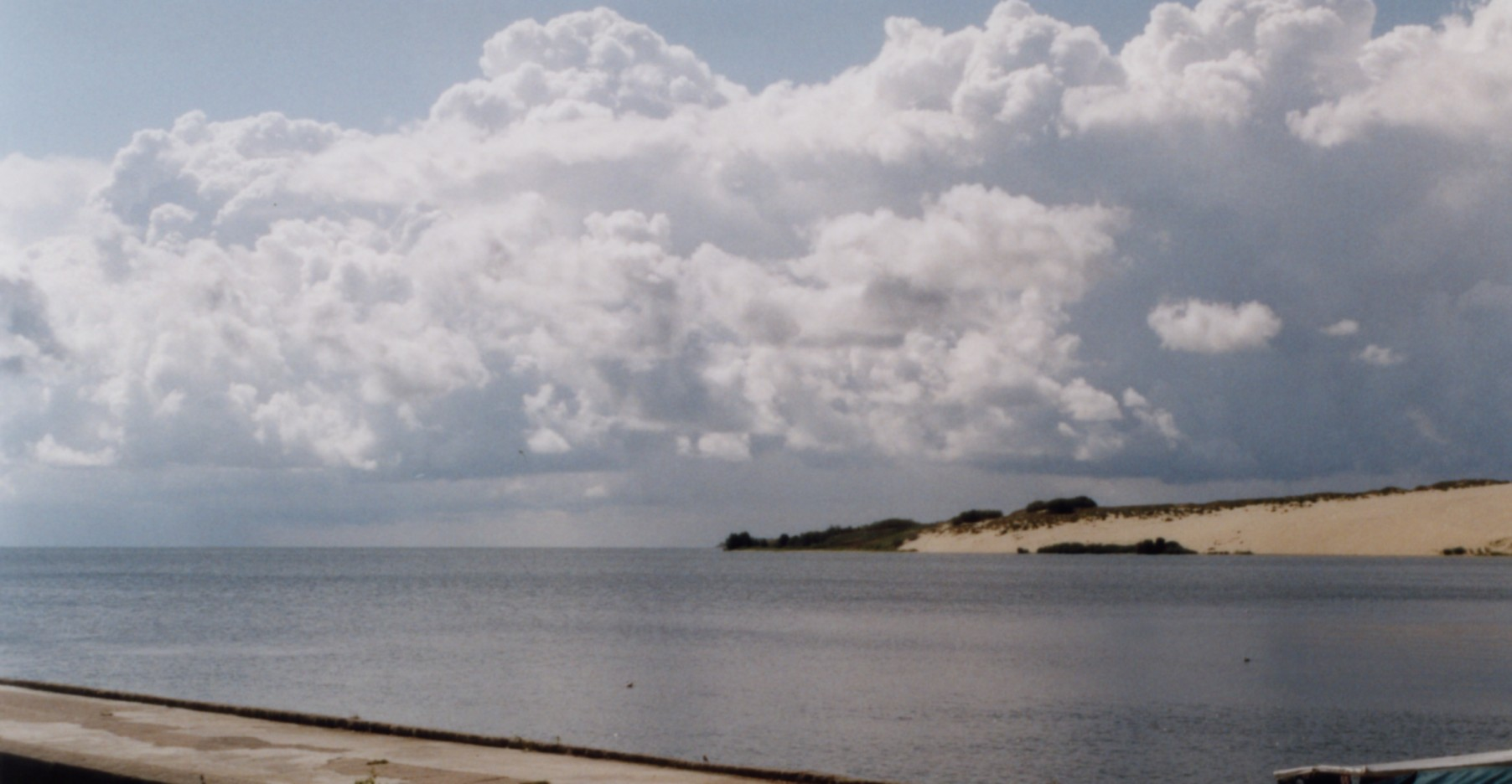
Kurisches Haff. Blick von Nidden Richtung Süden.

Altpreußen, besonders Ostpreußen war eine von der Fischerei überdurchschnittlich geprägte Region. Nach 1900 arbeiteten in Ost- und Westpreußen 20.000 Beschäftigte im Fischfang und der Fischverarbeitung in 6000 Unternehmen, 22 % aller Beschäftigten des Fischereigewerbes im Deutschen Reich. Die Mehrheit der zahlreichen Gewässer waren sehr fischreich. Die Küstenzonen und die Fischbänke in der Ostsee, saisonal auch Wanderschwärme und die aus Brackwasser bestehenden Haffe, das Frische und besonders das Kurische Haff waren am fischreichsten. In der Süßwasserzone hatte unter den Flüssen die Memel den mit Abstand größten Fischreichtum. Von den fast 2000 Seen sind besonders die schlamm- und schlickreichen Seen reich an Nährstoffen und Fischen: neben den großen, flachen, zumeist östlichen masurischen Seen gehören dazu auch die „Schlenkenseen“, die von verlandenden Altarmen der Flüsse gebildet werden, die besonders im Memeldelta mehrfach vorkommen.
Seit der Entstehung des Deutschordensstaates in der ersten Hälfte des 13. Jahrhunderts war das Fischereirecht in Preußen immer eines der Regalien, der Hoheitsrechte der Herrscher. Grundlage war der Vertrag von Kruschwitz 1230, in dem Konrad von Masowien dem Orden den Landbesitz Preußens und neben mehreren Regalien auch das Fischereiregal im Falle erfolgreicher Eroberung übertrug. Diese Hoheitsrechte wurden von Papst Gregor IX. als geistlichem Oberhaupt der hochmittelalterlichen Christenheit in der Bulle von Rieti 1234 und von Kaiser Friedrich II. als damals rivalisierendem weltlichen Oberhaupt in der Goldbulle von Rimini 1226, vielleicht später erlassen, dem Hochmeister des Ordens Hermann von Salza „auf ewig“ bestätigt. Fortan war das Fischereiwesen juristisch immer Staatsbesitz unter direkter Kontrolle der Herrscher, zuerst der Hochmeister des Ordens, nach der Reformation der Herzöge in Preußen und ab 1701 der Könige in Preußen. Die Organisation und Kontrolle überließ der Orden und später der preußische Staat „Fischmeistern“, mittelniederdeutsch auch „kypper“, später „Keiper“ genannt. Der Titel ist mit hochdeutsch „Käufer“, niederdeutsch „kiepe“ (= Korb) und niederpreußisch „keip“ (= Fischreuse) verwandt. Die Keiper oder Fischmeister, von denen es in der Zeit größter Ausdehnung des Ordensstaates im 15. Jahrhundert über West- und Ostpreußen, die heute litauische Küste bis Lettland und Estland 39 gab, übten ein hohes regionales Amt aus. In der Organisation des Ordens stand es nicht dienenden Ordensbrüdern, sondern adligen Ordensrittern zu, die direkt dem Hochmeister unterstanden, denn die Fischversorgung der Ordensmitglieder war für die Fastenzeit, zahlreiche religiöse Fastentage und das Freitagsfasten, zu denen nur vegetarische Kost und Fisch erlaubt waren, eine der wichtigsten Versorgungsaufgaben. Der 33. Hochmeister Heinrich Reffle von Richtenberg (1470–77) war in seiner Ämterkarriere im Orden zeitweilig Fischmeister von Putzig. Weil in Quellen des 14. Jahrhunderts überliefert war, dass die Fischmeister mit Ordensbrüdern noch selbst auf Fischfang fuhren, wird vermutet, dass die alteingesessenen prußischen Fischer nach der Eroberung, den Prußenaufständen des 13. Jahrhunderts und den folgenden Litauerkriegen des 14. Jahrhunderts so dezimiert waren, dass ihre Naturalabgaben zur Versorgung des Ordens nicht ausreichten. Wahrscheinlich förderte der Orden deshalb seit Anfang des 15. Jahrhunderts selbst die Neuansiedlung von Fischern in entstehenden Fischerkolonien, den „Sümen“. Nach jüngeren Untersuchungen (siehe Kapitel zu Familiennamen) waren kurisch-lettische/neukurische Fischer ein wichtiger Teil des neu formierten Fischerstandes, es gab aber auch immer prußisch-, deutsch-, im Osten litauisch- und im Westen slawischsprachige (kaschubisch- und polnischsprachige) Fischer, aber in einigen Regionen dominierte Nehrungskurisch dauerhaft, in anderen anfangs die Fischerkultur Preußens.
Seit der Zeit waren die Fischmeister allein „ein oberster über die Fischereyen“, staatliche Aufseher und Verwalter der Fischerei. Das Fischereirecht wurde in genau definierten Fangmethoden in der Geschichte oft an Bistümer, Städte, Fischerdörfer oder Fischerfamilien als Privileg in sogenanntes „Eigenrecht“/„Realrecht“ dauerhaft übertragen, entweder mit Pflicht des Fischerzinses an den Staat, oder davon befreit. Trotzdem blieb die Mehrheit der Fischer bis zum Zweiten Weltkrieg Pachtzinsfischer, die jährlich Fischereiberechtigungen („Fischerbriefe“ oder „Keutelbriefe“) bei den Fischmeistereien gegen Pacht kaufen mussten und Fangzinsen entrichteten. Auf der Frischen Nehrung waren das alle Fischer, im Frischen Haff gab es im Jahr 1916 389 eigenberechtigte Fischer. Im Kurischen Haff fischten 306 zinsfreie, realberechtigte Fischer neben ca. 200 zinspflichtigen, realberechtigten und 1000 bis 1300 Pachtzinsfischern, alle jeweils mit Angestellten und Familienangehörigen. Noch kompliziertere Rechte und Vorschriften lagen auf der Binnenfischerei. Die Fischerei auf der Ostsee war dagegen immer „frei“, ohne rechtliche Regulierungen, Pacht oder Zins. Sie war aber riskant, bis zum Anfang des 20. Jahrhunderts kam es in Stürmen regelmäßig zu Toten unter den Fischern.
Neben der Sicherung der Abgaben und Rechte der Fischer und Marktvorschriften für die Fischmärkte ist schon in mittelalterlichen Erlassen das Ziel der Fischmeister des Erhalts der Fischbestände und des Schutzes vor Überfischung erkennbar. Dazu gehörten genaue Vorschriften erlaubter Fanggründe und Fangzeiten der verschiedenen Fischfangmethoden, Verbotszonen für einzelne Methoden (z. B. war Schleppnetzfischerei in der Nordhälfte des Kurischen Haffs lange Zeit untersagt), bis hin zu absoluten Fangverbotszonen (unter Hochmeister Johann von Tiefen (1490–97) ist eine erste Zone überliefert, es gab ähnliche Bestimmungen heiliger Fangverbotsgewässer bei den vorchristlichen Prußen). Auch Strafen für Wasserverunreinigungen und detaillierte Vorschriften über die Maximalzahl der Keutelbriefe für die verschiedenen Fangmethoden und über die nicht zu unterschreitende Maschengröße ihrer Netze wurden formuliert. Während die fischereirechtlichen Vorschriften und Privilegien in der Ordenszeit noch eine Ansammlung vieler regionaler Erlasse der Fischmeister bildeten, trat eine erste gesamtpreußische Fischereiordnung wahrscheinlich unter Herzog Albrecht in Preußen (1525–1568) in Kraft, die aber nicht erhalten ist. Danach wurden neue Ordnungen in den Jahren 1589, 1620, 1640, 1721, 1728, 1738, 1748, 1774, 1787, 1843 und 1845 erlassen, 1874 und 1916 folgten parlamentarisch verabschiedete Fischereigesetze. Während die regulierte Haff- und Binnenfischerei so ihre Bestände erhielt, kam es Ende 19./ Anfang 20. Jahrhundert zu ersten Krisen der Fischbestände in der weiterhin „freien“ Ostsee als Folge effektiverer Fangmethoden, wie der Treibnetzfischerei.

#### Fangmethoden, Netze und Boote
Der Vielfalt der Fanggründe und Fischarten entsprechend differenziert und sehr vielfältig entwickelten sich über die Jahrhunderte die regionale Fischerei, die Fangmethoden, Netze und Kähne. Es gab Meeresfischerei mit Strand- und Küstenfischerei und seltener, oft erst in jüngerer Zeit mit Hochseefischerei, außerdem Hafffischerei, die sich zwischen dem Frischen und Kurischen Haff und zwischen dem nördlichen und südlichen Kurischen Haff unterschied und schließlich Binnenfischerei mit Fluss- und Seefischerei und Teichwirtschaft. Daneben wurde seltener nachts gefischt sowie im Winter auf dem Kurischen Haff als Eisfischerei.

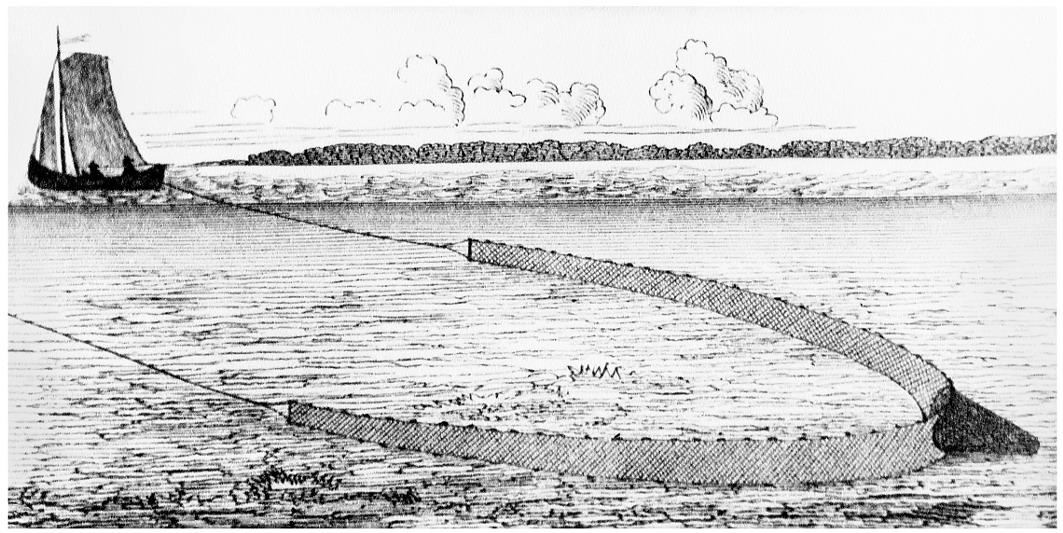
Braddennetz, ein von zwei Braddenkähnen gezogenes großes Schleppnetz

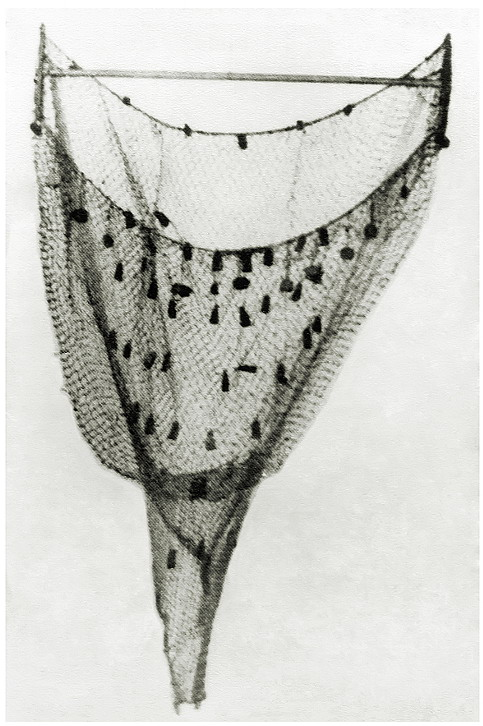
Keitelnetz mit eingespanntem Keitelbaum oben in Gesamtansicht, ein Vorläufer der Baumkurre und anderer Grundschleppnetze

Die ältesten Fischernetze, oft ‚Garn‘ genannt, der Region haben kurisch-litauische Namen und wurden im 19./20. Jahrhundert noch in der Kleinfischerei eingesetzt: verschiedene Varianten des Zucktinnus (nehrungskurisch: zukas = ‚Fisch‘ + tīnis = ‚Netz‘, lettisch wäre: zivju tīkls), das Neschentinnis (nehrungskurisch: nešineti = ‚herumtragen‘ + tīnis = ‚Netz‘, ein auf verschiedenen Tiefen ziehbares Grundnetz/Gründelnetz, das zu Fuß durch das Wasser zum Fang von Ukelei und Stint gezogen wird) und das Windotinnis (n.-kur. vinduoti = ‚Seilwinde‘, weil es damit eingeholt wurde, in Fahrt einzuholen war verboten), und Fischreusen, genannt ‚Sack‘ oder Wenter (n.-kur./lett. vēnters, lit. ventaras = ‚Sack‘). Daraus entwickelte sich im Kurischen Haff viele Formen der Stellnetze, wie das Gaddernetz oder Kaulbarschnetz, vielfältige Fangreusen, wie Bungen und lange Aalreusen, auch doppelseitige Formen, die hier ‚Panten‘ oder ‚Pantellen‘ zum Aalfang am Grund genannt wurden (lit. panta = Netz aus zwei miteinander verbundenen Säcken), bis hin zu Schleppnetzen, wie das Klippnetz für die Nachtfischerei, das Plötzennetz oder für die Großfischerei das Keitelnetz, Kurrennetz und Braddennetz (von lit. bradas, wohl aber von lett.-n.kur. bradds u. ä. = ‚Fischfang‘) sowie Ringwade-Netze, wie das Große und Kleine Zuggarn. Viele Netze wurden nur im saisonalen Fang einzelner Fischarten eingesetzt oder waren nur für ein einzelnes Fischerdorf exklusiv. Auch in der Seefischerei wurden Stellnetze und Reusen verwendet, daneben am Strand das getragene Zug- oder Wadegarn (von n-kur. vāds = ‚Zuggarn‘), das von Fischern am Strand und Strandbooten im Team gezogene Große Strandgarn sowie Zugnetze in der Küstenfischerei. Erst ab 1870 wurde aus Pommern die Technik der Lachs- und Dorschangeln als Langleinenfischerei auf den Fischbänken in der Ostsee übernommen: lange verankerte Leinen mit Schwimmern, an denen in den Fischbänken der Ostsee 150 bis 300 einzelne Angeln hingen, die mehrfach pro Woche überprüft wurden. Die heute verbotene Treibnetzfischerei wurde erst im 20. Jahrhundert aus Schweden übernommen und brauchte hochseegängige Bootstypen. In der Binnenfischerei der Memel waren Reusen und Stellnetze, einfache Flussgarne und verschiedene Netztypen für einzelne Fischarten üblich. Für die Nachtfischerei waren mehrere Netze in Gebrauch. Auch gab es eine große Anzahl spezieller Netze, je nach Fischart. Im nördlichen Kurischen Haff war die Reusenfischerei sehr hoch entwickelt. Das Fischereirecht regelte sehr genau, wann wie mit welchem Garn gefischt werden darf und welche Maschengrößen jeweils nicht unterschritten werden durften.

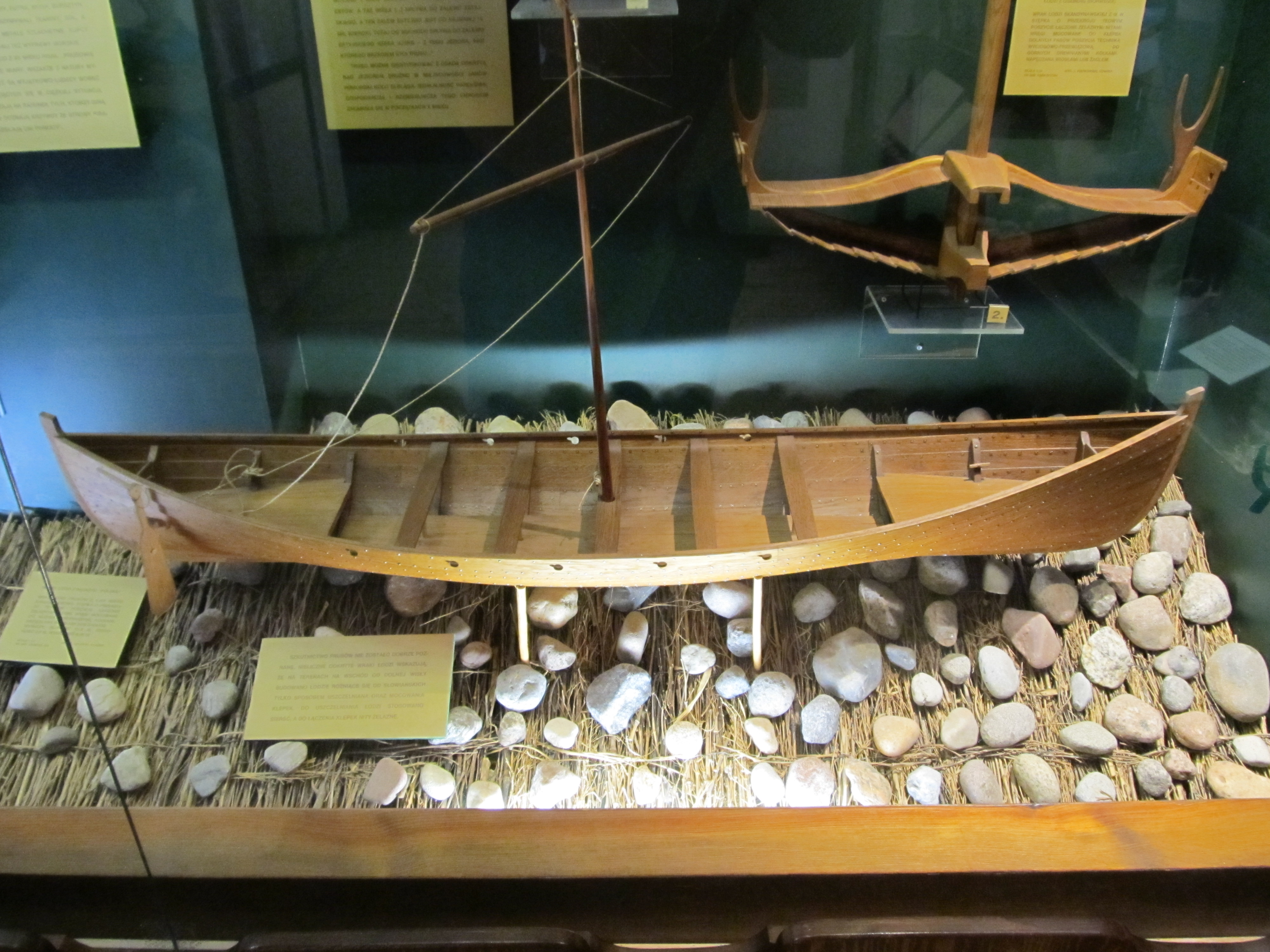
Rekonstruktion eines altpreußischen Langboots 8.–11. Jahrhundert in der Prußischen Ausstellung Danzig 2020.

Im Winter war auf dem Haff Eisfischerei mit ‚Großem Wintergarn‘ verbreitet. Hier hatte jeder Fischer das Recht auf halbes Wintergarn, so dass er gezwungen war, mit einem Kollegen zusammenzuarbeiten. Außerdem benötigte man sechs bis zehn Gehilfen, zwei Kastenschlitten (‚Waschen‘, von altpreuß. wessis, lit. vážis, n.-kur. vašus = ‚Schlitten‘) mit aufmontierten Winden und zahlreiches Gerät: Eisäxte, Eisstemmen, Eisstecher, Gabeln, Stangenhaken und zwei zusammensteckbare Stangen von etwa 10 Zentimeter Dicke und 50 Meter Länge. Die Arbeit begann vor Sonnenaufgang, bei der das Netz unter mehreren Eislöchern entlang gezogen wurde. Das Fangglück war, dass man auf Fischlager stieß, in denen sich die wechselwarmen Fische träge versammelt hatten. Einzelne Fischer arbeiteten weniger aufwendig mit Stellnetzen unter dem Eis, andere bevorzugten die Klapperfischerei (auch ‚baldern‘ von lit./n.-kur. baldyti/balds = ‚klopfen/klappern‘ oder ‚bullern‘ genannt), die vor dem Ersten Weltkrieg eine Zeitlang verboten war, weil damit oft nichtberuflicher Fischer wilderten. Dazu wurde ein Zugnetz im Eisloch auf den Grund gelegt und vor dem Hochziehen ein Holzbrett ins Wasser gehalten, das eine halbe Stunde geschlagen wurde, um die Fische zum Grund zu treiben.
Die mittelalterlichen prußisch-kurisch-baltischen Boote der Region waren einmastige Langboote mit offenem Verdeck und Rahsegel, die noch im 20. Jahrhundert kaum verändert unter den baltischen Namen „Sicke“ (von altpreuß. sēke, lit. sekis, n.-kur. sekls = ‚Untiefe‘) und „Lomme“ (von altpr. lomm(i) = Boot) in der Kleinfischerei beider Haffe auf Untiefen eingesetzt wurden. Sicken hatten bereits Sprietsegel, waren etwas größer, maximal zehn Meter lang, und hatten einen Fischkasten für lebend gefangene Fische. Lommen waren kleiner, zwei bis sechs Meter lang, die kleinsten wurden zur Schilfjagd auf dem Bauch verwendet. Daneben gab es in der Kleinfischerei Angel- und Jagdkähne, Stromkähne in der Flussfischerei, Netz- und Garnkähne und Timberkähne zum Warentransport, darunter die regionaltypische Wittine. Das Kielboot im strömungsreicheren Nordosten des Kurischen Haffs hatte als einziges der traditionellen kurischen Kähne ein Kiel und keinen abgeflachten Rumpf. In der Strandfischerei wurden im Gegensatz zur Hafffischerei ab 1890 die flachen Handboote und Strandboote durch Strandboote mit Kiel ersetzt, die aus der schwedischen Region Blekinge übernommen wurden, aber neben vielen Regionalnamen, oft fälschlich „Pommersches Strandboot“ genannt wurden.

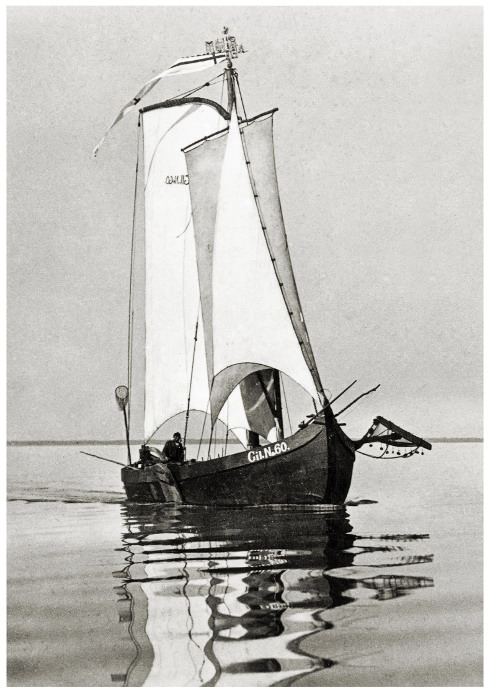
Kurenkahn (Keitelkahn) mit (von links nach rechts): Hauptsegel als Sprietsegel, Brummer und Fock gemeinsam gesetzt, oben Kurenwimpel, rechts der Keitelbaum herausragend.

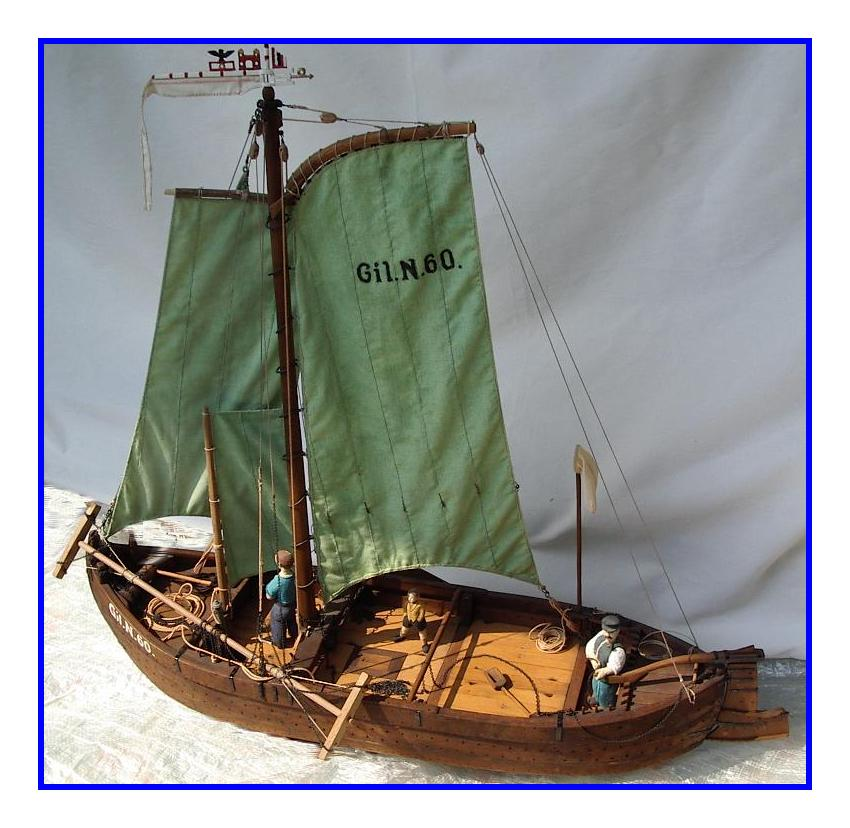
Modell eines Keitelkahns mit (v. l. n. r.): Brummer (Fock verdeckt), Kleinsegel und Großsegel (beides Sprietsegel) und Besanmast ohne Hund.

Aus diesen kleineren Booten entwickelten die kurischen Fischer in der Neuzeit den „Kurenkahn“ für die Großfischerei, dessen charakteristisches Äußeres die Region über Jahrhunderte prägte. Im Gegensatz zu den westlicheren Haffkähnen, deren Rumpfplanken noch in Klinkerbauweise gebaut und die im Frischen Haff altertümliche Rahsegel verwendeten, hatten Kurenkähne schon im 15. Jahrhundert die Kraweelbauweise aus Südwesteuropa übernommen, die hier „Danziger Planken“ hießen, weil sie über die Handelsschifffahrt in Danzig eingeführt wurde. Die Besegelung war prinzipiell eine Gaffeltakelung aus einem Hauptsegel, regional verschieden als Gaffelsegel im Samland oder Sprietsegel auf der Kurischen Nehrung und im Kurischen Haff verbreitet, einem ungewöhnlich sitzenden Kleinsegel vor dem Hauptmast, das als Steuerungs- und Anfahrthilfe diente, und einem Focksegel. Auf den Hauptmast konnte auch ein Rahsegel („Bromm“ oder „Brummer(segel)“) gezogen werden, ebenso eines auf einen kleinen Besanmast achtern („Hitzer“, „Hund“ oder „Viehfock“ genannt). Die Kurischen Fischer bauten ihre Boote selbst, es gab ab dem 19. Jahrhundert zunehmend Bootsbauerfamilien.
Die Kurenkähne wurden nach ihren Netzen in drei Untertypen unterteilt und benannt, die optisch kaum zu unterscheiden waren, nur durch Größe und verwendetes Bauholz abwichen:
1. Das Keitelnetz (niederdeutsch: kidel) ist ein zehn bis zwölf Meter langes trichterförmiges Netz ohne Seitenlängen, das von einem Boot alleine, dem größten Kurenkahn gezogen wird, der deshalb Keitelkahn heißt. Keitelkähne waren elf bis zwölf Meter lang, aus stabilem Holz gebaut und konnten noch bei Windstärke 9 rentabel fischen. Die bis heute in der gesamten Ost- und Nordsee bekannten Keitelnetze sind die Urform der heutigen Baumkurre und insgesamt der Schleppnetzfischerei. Sie entstanden in Ostpreußen[43] aus dem ähnlichen, kleineren, von Hand gezogenen Plaschkinnis (nehrungskurischer Name von altpreuß. pleske = ‚sielen‘[44]).
2. Etwas kleinere Kurrenkähne, etwa 10,5 m lang, konnten noch bei Windstärke 8 fahren. Sie zogen das Kurrennetz (mit zwei „r“, wie der Keitel ein Vorläufer der heutigen Baumkurre), ein dreiwandiges Netz von 240 bis 300 Meter Länge der Seiten, das nur zwei gleich starke Kurrenkähne mit der Windrichtung schleppen konnten. Da diese Schiffe einer sehr starken Belastung ausgesetzt waren, musste die Stärke des Bauholzes ebenso dick sein, wie die eines Keitelkahnes. Der Name des Kurrennetzes wird allgemein vom niederdeutschen Wort für „Kurbel/Kordel“ hergeleitet, weil das Netz aber in historischen Quellen gleichermaßen „Kauren-, Korl-, Kordelgarn“ heißt, aber auch „churländisch Garn“[45], ist die Herleitung von Kurbel oder Kuren nicht hundertprozentig sicher.
3. Die kleinsten Braddenkähne, knapp 10 m lang, brauchten nicht so starkes Bauholz, fischten ebenfalls zu zweit mit einem an den Seiten 180 Meter langen, aber einwandigen Netz, dem oben beschriebenen Braddennetz, dessen Name aus dem Nehrungskurischen kommt. Bradden- und Kurrenfischer erhielten deshalb im Fischereirecht stets nur das Recht einer halben Kurre oder Bradde, um sie zu zwingen, mit einem anderen Fischer mit halbem Recht zusammenzuarbeiten.

Somit lebt noch in der heutigen Fischerei mit den Begriffen „Wadennetz“ für „Zugnetz“, Ringwade und vielleicht Baumkurre nehrungskurisch-litauisches Spracherbe fort. Auch das Design von Baumkurren, Bradden, Keiteln und überhaupt Schleppnetzen entstand in der ostpreußisch-kurisch-litauischen Umgebung des Kurischen Haffs.
Alle Haffboote hatten einen Tiefgang von nur 40 Zentimetern.
Mit dem Aufkommen von Kuttern, in die Region von schwedischen Fischern vermittelt, besonders Motorkuttern seit Anfang des 20. Jahrhunderts, wurden Kurenkähne aus der Meeresfischerei, aber nicht aus der Hafffischerei zurückgedrängt.

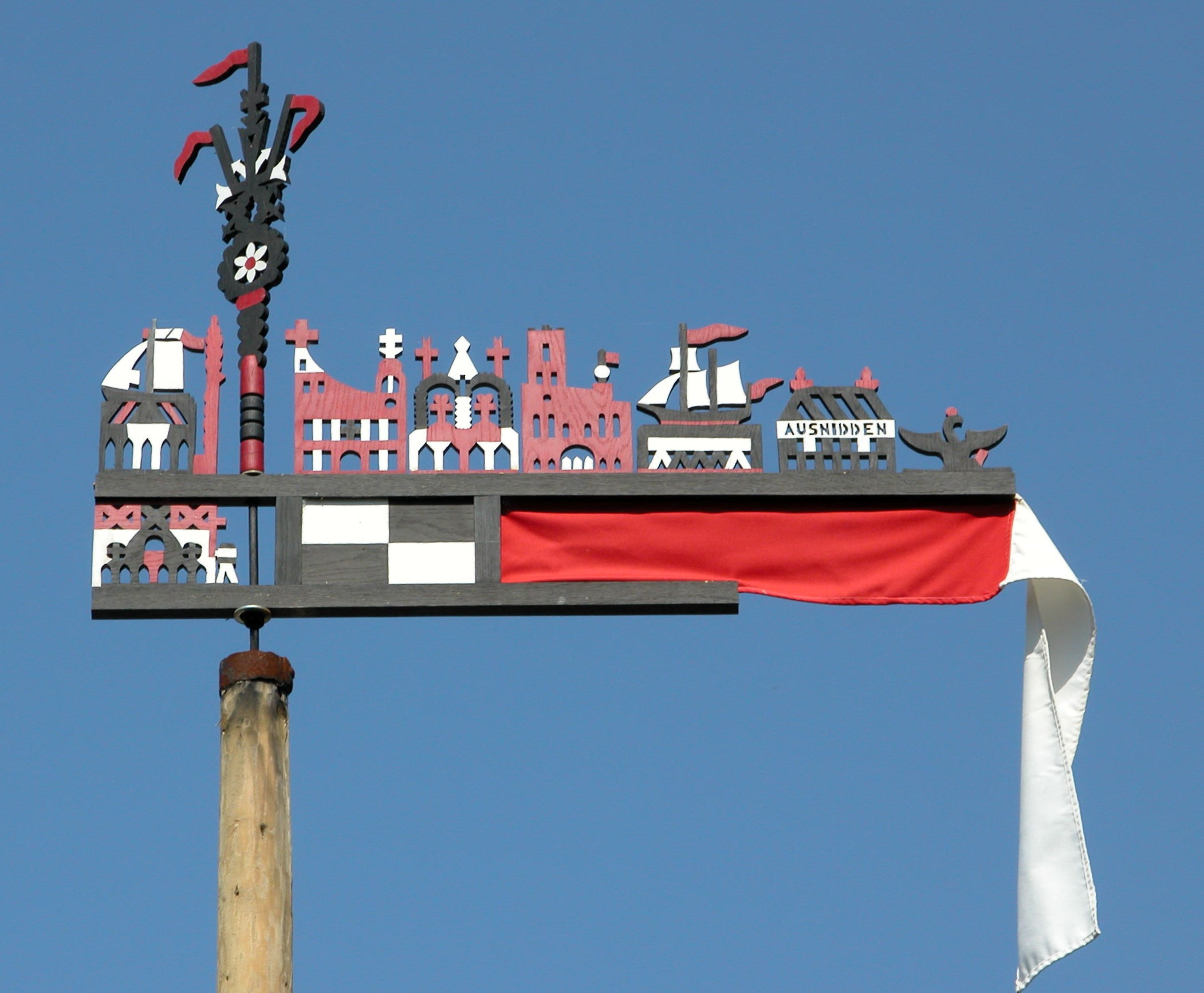
Kurenwimpel aus Nidden

Seit einer Fischereiverordnung 1844 mussten alle Fischerboote rund um das Kurische Haff, im Memeldelta, Samland, Nehrung und Nordküste den Kurenwimpel führen und damit ihren Heimathafen anzeigen. Damals erhielten alle Fischerdörfer charakteristische Farbfeld-Wappen, um zu überprüfen, ob die Fischer im richtigen Revier fischten. Das Ortssymbol war zwischen zwei Bügeln starr und weit sichtbar angebracht, luvseitig um ein Versteifungsbrett stabilisiert, leeseitig mit einer Windfahne. In kürzester Zeit entwickelten sie sich zur bunt bemalten Volkskunst, auf denen die Fischer auf dem Versteifungsbrett und Aufbauten je nach Geschmack ihre Boote, Häuser, Familienstand und Kinder, Kirche und andere Interessen und Vorlieben darstellten. Die repräsentativen Kurenwimpel standen bei Fahrt auf dem Hauptmast, sonst neben dem Fischerhaus.
Die Fischereitraditionen des Kurischen Haffs, der Kurischen Nehrung und Umgebung sind heute nicht komplett verschwunden, denn ein kleinerer Teil der litauischen Fischer flüchtete nicht nach dem Zweiten Weltkrieg nach Westen, sondern blieb vor Ort und führte sie weiter. Die Fischerdörfer der litauischen Seite führen heute wieder offiziell die Farbwappen der Kurenwimpel und auch die Kurenwimpel selbst, die besonders auf der Kurischen Nehrung auch ausgestellt und touristisch vermarktet werden. Die Fangmethoden und Kähne sind heute zwar veraltet, werden aber besonders nach der litauischen Unabhängigkeit als Teil der Traditionspflege, ähnlich den vorpommerschen Zeesenbooten vereinzelt wieder gebaut.

#### Weitere Wirtschaft

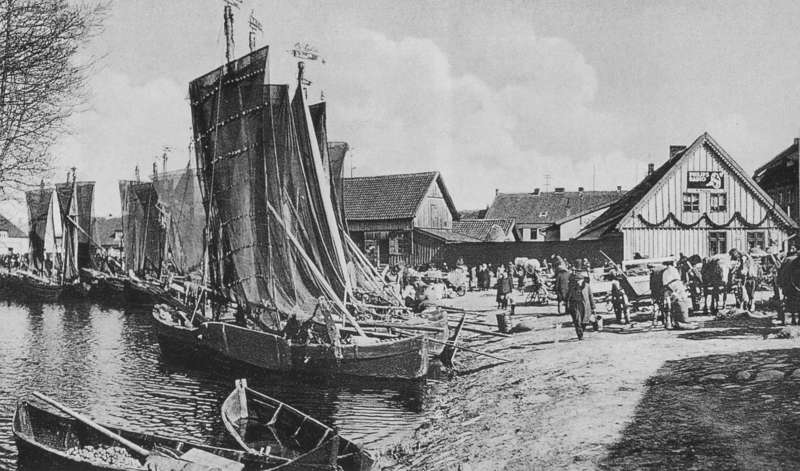
Angelegte Kurenkähne am Marktplatz von Heydekrug (Šilutė) am Ufer der Šyša (Schischa), einem Zufluss der Memel, die offensichtlich Fisch oder Gemüse geliefert hatten.

Nicht alle Kuren lebten auf der Nehrung, die für Feldwirtschaft ungeeignet war. Die Nehrungskuren bewirtschafteten auch auf der Landseite des Haffs Heuwiesen. Großabnehmer für das Heu, das hochaufgetürmt auf den Kähnen transportiert wurde, war die Heeresverwaltung. Die Nehrungsfischer betrieben immer auch in bescheidenem Umfang Viehhaltung mit Rindern und Pferden, für die sie Heu brauchten, und Schweinen, die von Fischabfällen ernährt wurden. Lebensmittel aus dem Ackerbau mussten die Nehrungsfischer im Gegensatz zu den übrigen Fischern vollständig kaufen. Der Großteil der „Zippel-Kuren“ (Zwiebel-Kuren) genannten Fischerbevölkerung lebte um das Haff herum und im Memel-Delta und betrieb neben der Fischerei Gemüseanbau. Mit ihren Timberkähnen brachten sie Zwiebeln, Kürbisse, Kohl, Bohnenkraut und Porree zum Königsberger Stadthafen, nach Labiau, Tilsit und anderen Städten, um ihre Erzeugnisse dort zu vermarkten. Auch die Fischmärkte wurden über die Wasserweg beliefert.
Eine traditionelle Nebeneinnahme der Nehrungsfischer war der Vogelfang in der Zeit, wenn Fischfang durch die Herbststürme unmöglich war und Eisfischen noch nicht möglich wurde, denn die Nehrung wurde im Frühjahr und Herbst von Zugvögeln aufgesucht, besonders Nebelkrähen. Die Vögel wurden mit angepflockten Lockvögeln und Fischabfällen in die Dünen gelockt und von dem hinter einem Reisigverschlag versteckten Fischern mit Wurfnetzen oder Netzfallen gefangen, später gerupft, ausgenommen, gepökelt und eingelegt. Die martialisch wirkende Schlachtmethode, in den Kopf zu beißen („Krähenbeißer“, niederdeutsch: „Krajebieter“), entstand ursprünglich aus der Unerschwinglichkeit von Schlachtwerkzeugen und dem Mangel an Steinen, wurde von den oft als konservativ beschriebenen Fischern aber bis in die Mitte des 20. Jahrhunderts weiter betrieben und ist vielfach fotografisch belegt. Für das Krähenbeißen war besonders das südlichste Nehrungsdorf Sarkau bekannt, das ursprünglich das Privileg für die Vogeljagd innehatte und das die kürzesten Lieferwege nach Königsberg hatte, wo die Krähen unter dem Namen „Kurische Tauben“ oder „Nehrungstauben“ in Hotels und Restaurant als Delikatesse angeboten wurden. Die Fertigkeiten der Nehrungsbewohner im Vogelfang wurden später von Ornithologen und Vogelschützern der Vogelwarte Rossitten für Beringungen genutzt. Die Jagd auf die in der Region heimischen Elche war dagegen als Wilderei untersagt.

### Hausbau und Wohnkultur

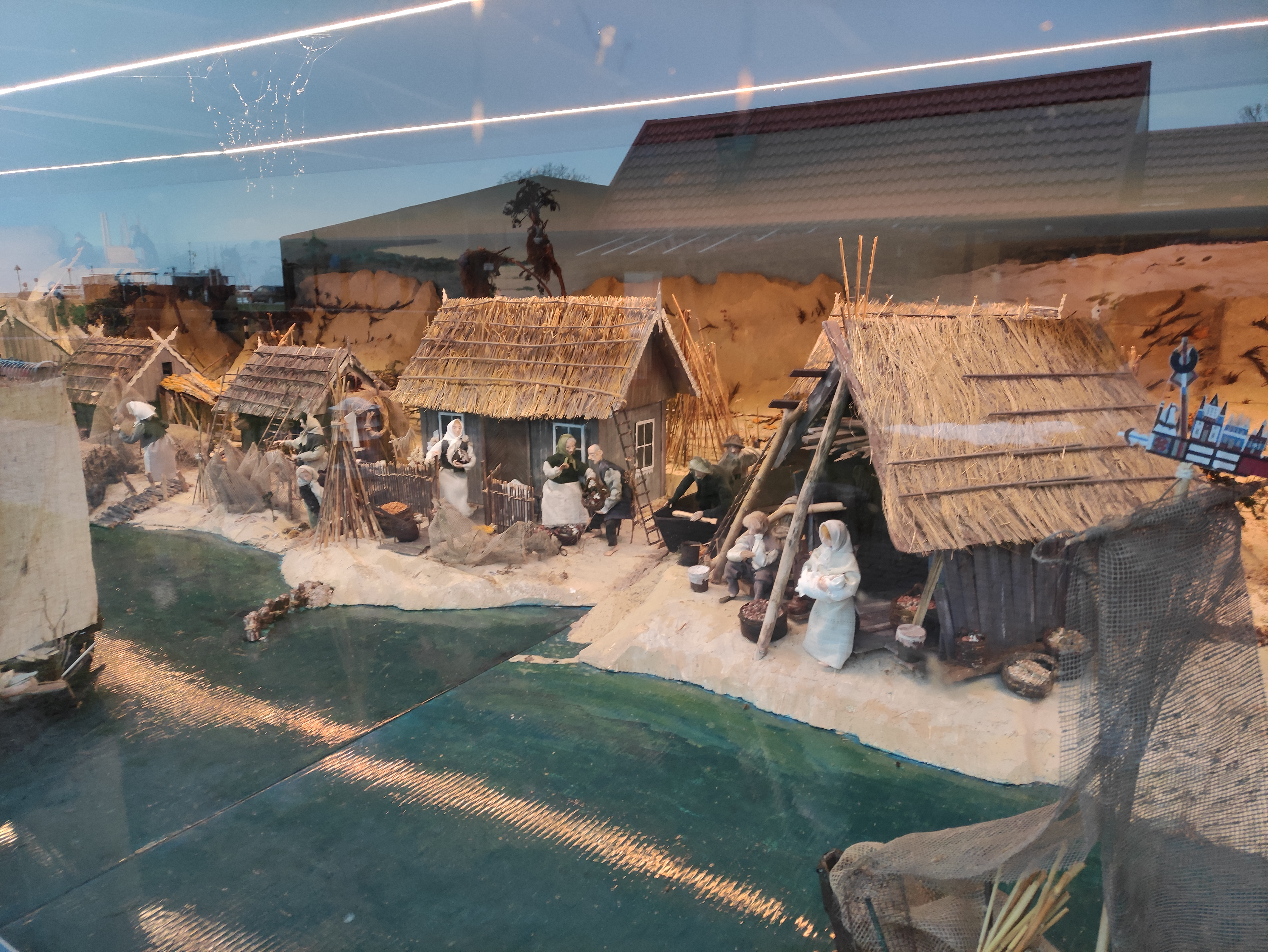
Ausschnitt des Außenschaukastens am Historischen Museum Nida, der die Lebensverhältnisse in Nidden Mitte des 19. Jahrhunderts zeigt. Die Fischerbuden standen damals nicht in die Wanderdünen der Nehrung hinein, sondern den Strand der Haffküste entlang.

Fischer ohne größere, zumeist landwirtschaftliche Zusatzeinkünfte, oft Pachtzinsfischer in Siedlungen auf sumpfigem oder sandigem Boden, wie die Nehrungsfischer, lebten bis ins 19. Jahrhundert und darüber hinaus in Hütten, die in Preußen „Fischerbuden“ genannt wurden. Manchmal zeigten die Ortsnamen auf -bude oder -vitte solche Siedlungen an. Eine Vitte war ursprünglich ein von Fischern während der Fangzeit saisonal genutzter Rastplatz zum Übernachten, Netzeflicken und Pökeln, oft an Buchten oder auf Inseln gegen Land durch Sumpf und Schilf abgeschirmt, die manchmal später von Fischerfamilien besiedelt wurden. Die tiefgeduckten Fischerbuden galten als primitiv, hatten ursprünglich keinen Schornstein, und das Innere der Rauchhäuser oder unterteilten Rauchküchen war verqualmt, denn der Dachstuhl wurde zum Räuchern der Fische, bei schlechtem Wetter auch zum Trocknen und Imprägnieren der Netze durch Rauch brennholzsparend aus dem Herdfeuer genutzt. Bewohnte Rauchhäuser wurden nach dem Mittelalter im ländlichen Raum durch getrennt errichtete Räucherkaten verdrängt, blieben aber in ärmeren Fischerdörfern, die viel räucherten, noch bis ins 19. Jahrhundert und später erhalten.

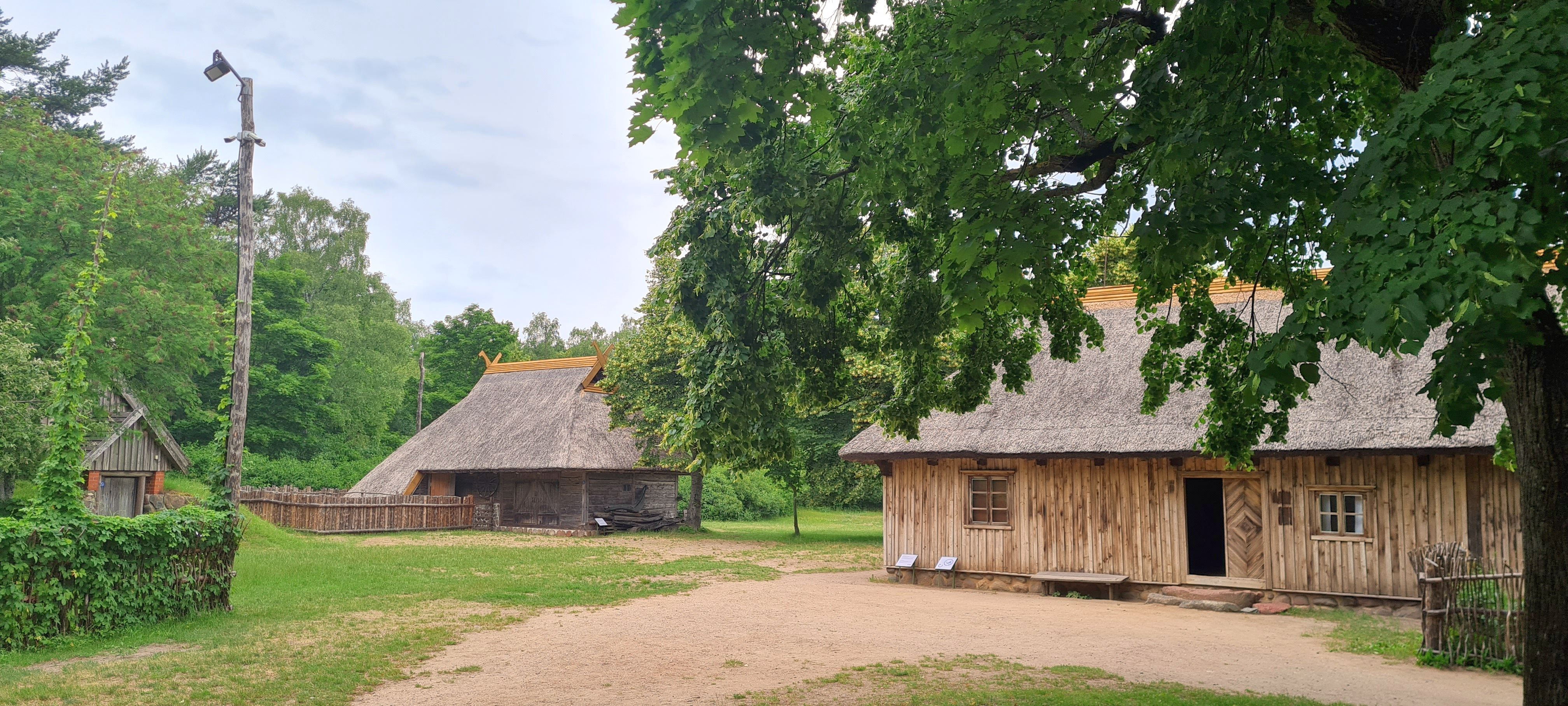
Ethnologisches Fischergehöft in Süderspitze (Smiltynė) mit Keller (links), Viehstall (Mitte) und Fischerbude. Zum Gelände gehören noch eine Räucherhütte, ein Getreidespeicher und ein Badehaus

Besser entwickelten sich die wohlhabenderen Dörfer der „Zippel-Kuren“ (Zwiebel-Kuren) an der Innenseite des Haffs, wo die Fischerbauern Gehöfte aus größeren Wohnhäusern mit Rauchabzug und Schornsteinen, abgetrennten Räucherkaten oder Räucherkammern, Ställen, Boots- und Geräteschuppen, Kartoffel- und Gemüsekellern, Getreidespeichern und oft auch Badehäusern bauen konnten. Ein bekanntes Beispiel war das vorwiegend litauischsprachige Dorf Gilge am gleichnamigen Mündungsarm des Memeldeltas ins Kurische Haff. Auch einzelne realberechtigte zinslose Fischer bauten Fischergehöfte.

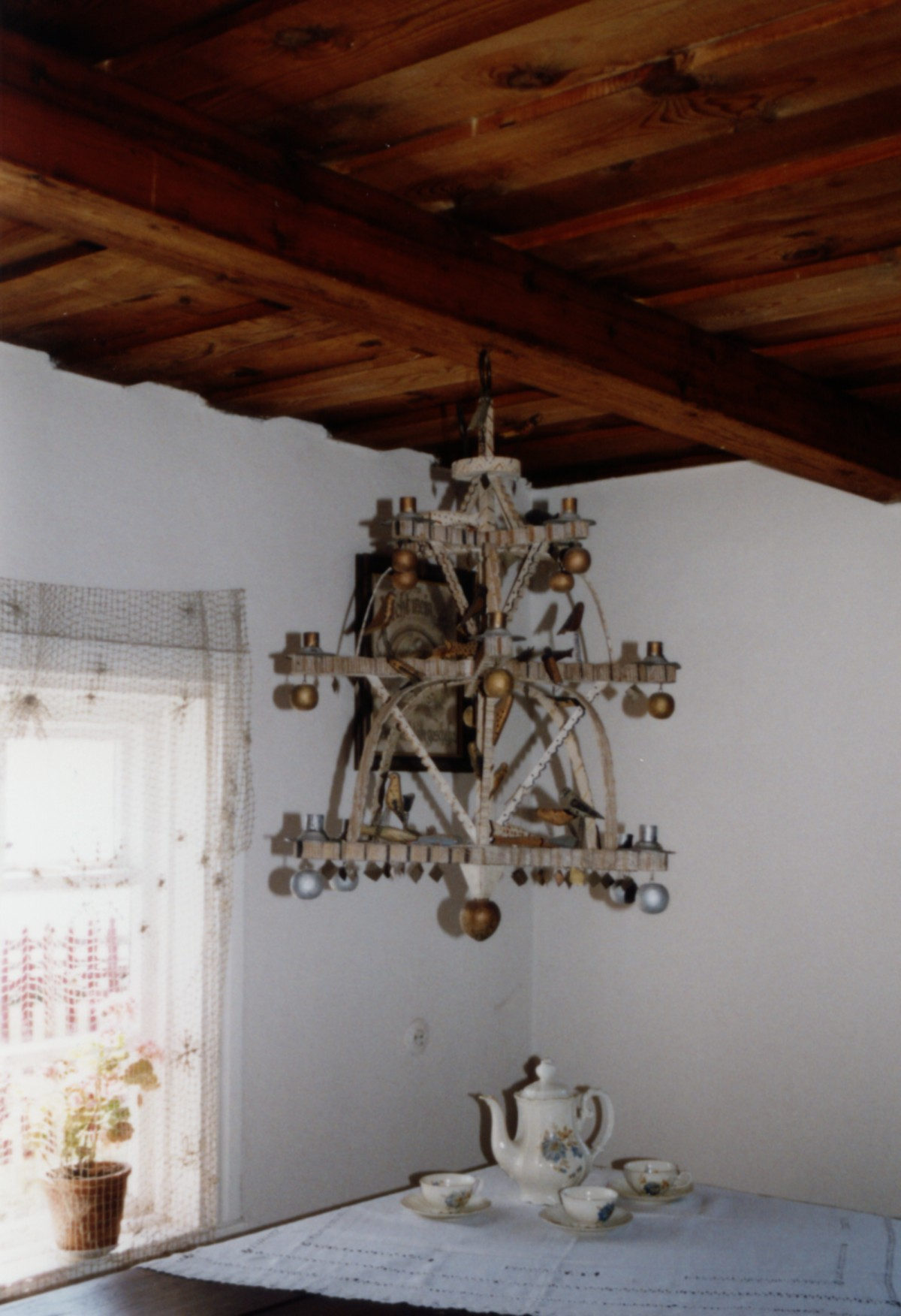
Wohnstube in Nidden

Seit in der zweiten Hälfte des 19. Jahrhunderts durch Dünenbepflanzung, Wiederaufforstung und Fremdenverkehr bescheidener Wohlstand auf die Nehrung kam, entstanden die heute bekannten farbigen Kurenhäuser, die oft auf Gäste eingerichtet waren und auch deshalb alle Schornsteine haben. Wie die Außenfarben in Schweden häufig falunrot und weiß sind, wurden Häuser rund um das Kurische Haff in den symbolischen Farben braun (für die Erde), blau (für Wasser und Himmel) und weiß (für Wolken und Schaumkronen) angestrichen. Zuvor waren Außenfarben nicht üblich, oft unerschwinglich. Die Wirtschaftsräume, Ställe und Räucherkammern wurden dann auch hier in Außengebäude ausgelagert.

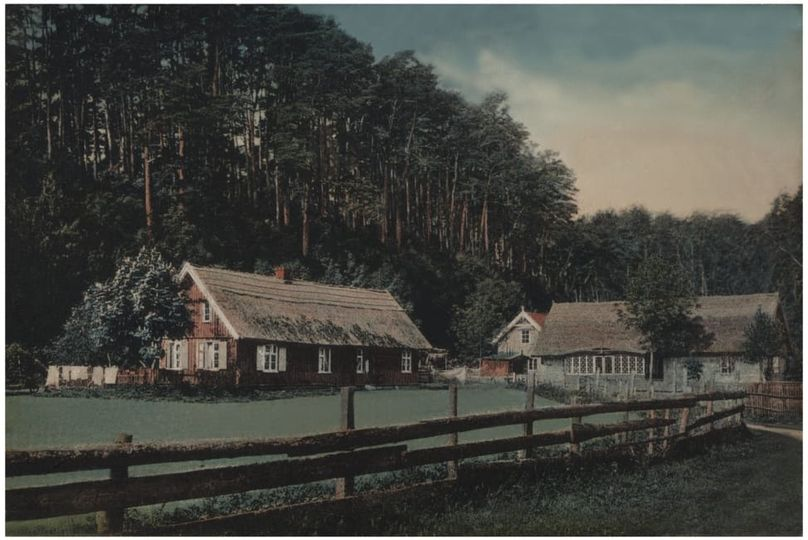
„Modernere“ Kurenhäuser an der Stelle des alten Karwaiten zwischen 1890 und 1910 mit Außenbemalung und rechts mit Vordielen-Veranda

Traditionelle Bauern- und Fischerhäuser waren in Ostpreußen selten Lehmfachwerkhäuser, sondern wurden meistens in Holzbauweise errichtet, teilweise in der in Ost- und Ostmitteleuropa häufigen Blockbauweise, öfter aber besonders in Küstennähe in Ständerbohlenbauweise, die auch in Skandinavien und im Baltikum häufig ist, in beiden Fällen meistens innen verputzt. Die Dächer sind Reetdächer. Der First wurde mit stilisierten gekreuzten Hengstköpfen (nehrungskurisch und lettisch: zirgs = ‚Pferd‘) oder mit anderem Firstpunkt- und Giebelschmuck verziert, an denen Symbole, wie Anker, Vögel, Herzen, Pflanzenranken und teilweise alten Symboliken, wie Sonnensymbole ergänzt wurden.
Im Grundriss waren die Häuser ursprünglich die in Ostmitteleuropa weitverbreiteten Wohnstallhäuser oder Wohnspeicherhäuser: Der Eingang ist auf der Mitte der Längsseite, hinter dem sich der Arbeitsflur als Hauptaufenthaltsraum mit Herd und Rauchküche bis zur gegenüberliegenden Außenwand anschließt. Auf einer Seite schließen sich Wohn- und Schlafräume, auf der anderen die Ställe oder die Speicherräume an, bevor sie ausgelagert wurden. Bei einigen Häusern befand sich traditionell vor dem von der Wetterseite abseitigem Eingang entweder eine offene hölzerne Vorlaube oder ein Laubengang über eine oder mehrere Hausseiten oder nur über den Teil der Hausseite als Wetterschutz für Außenarbeiten. Seit der zweiten Hälfte des 19. Jahrhunderts wurden diese Außenanbauten häufig zu integrierten Vordielen-/Vorlauben-Veranden verglast, oft westlich des Kurischen Haffs und auf der Nehrung („Vorlaubenhaus“), oder zu Galerien verglast, meistens östlich des Haffs („Galerienhaus“).

### Traditionelle Tracht

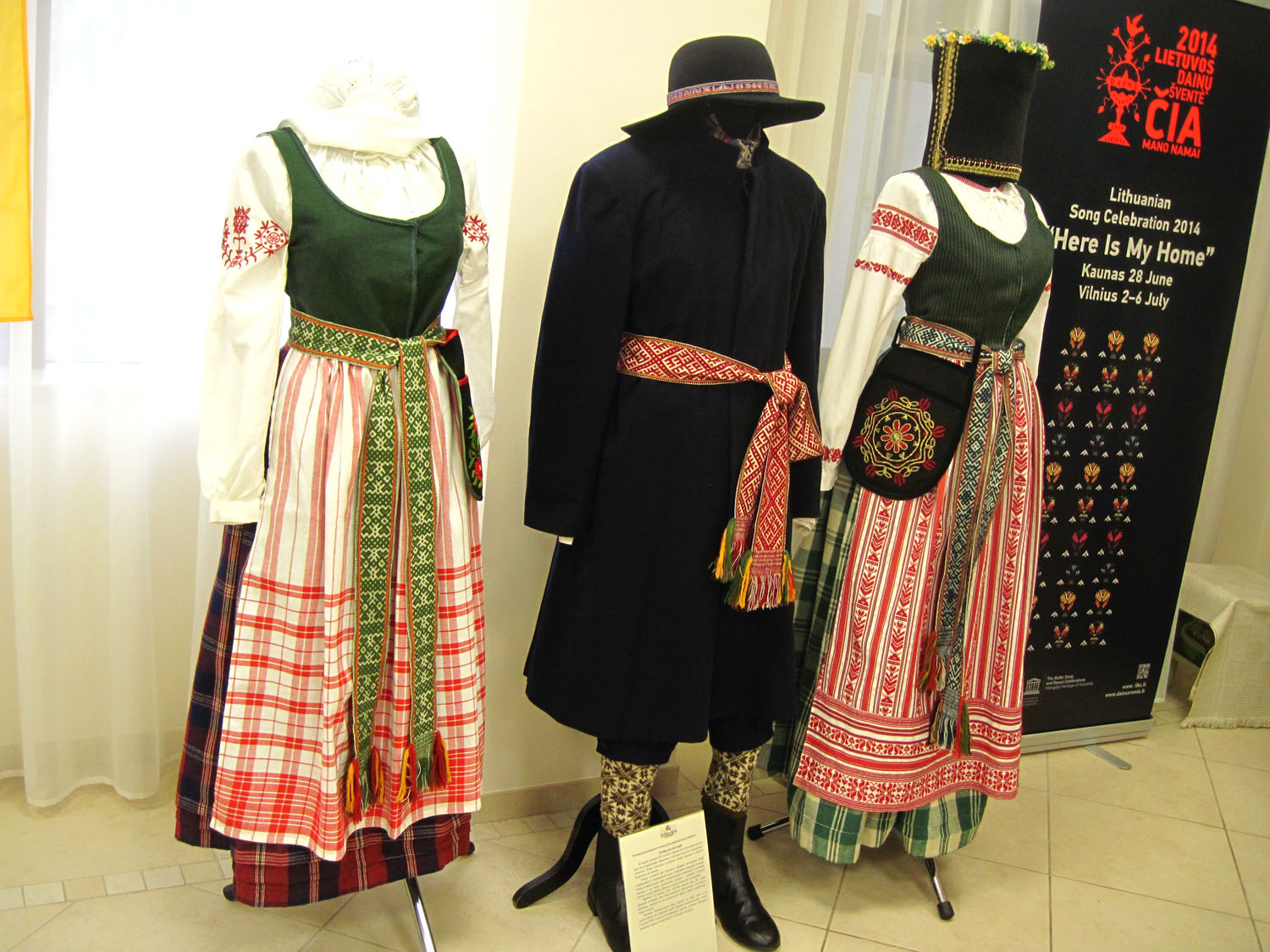
Kleinlitauische Festtagstracht um Klaipėda mit Jostenbändern, Anfang/Mitte 19. Jahrhundert, die mit der kurischen nahezu identisch war.

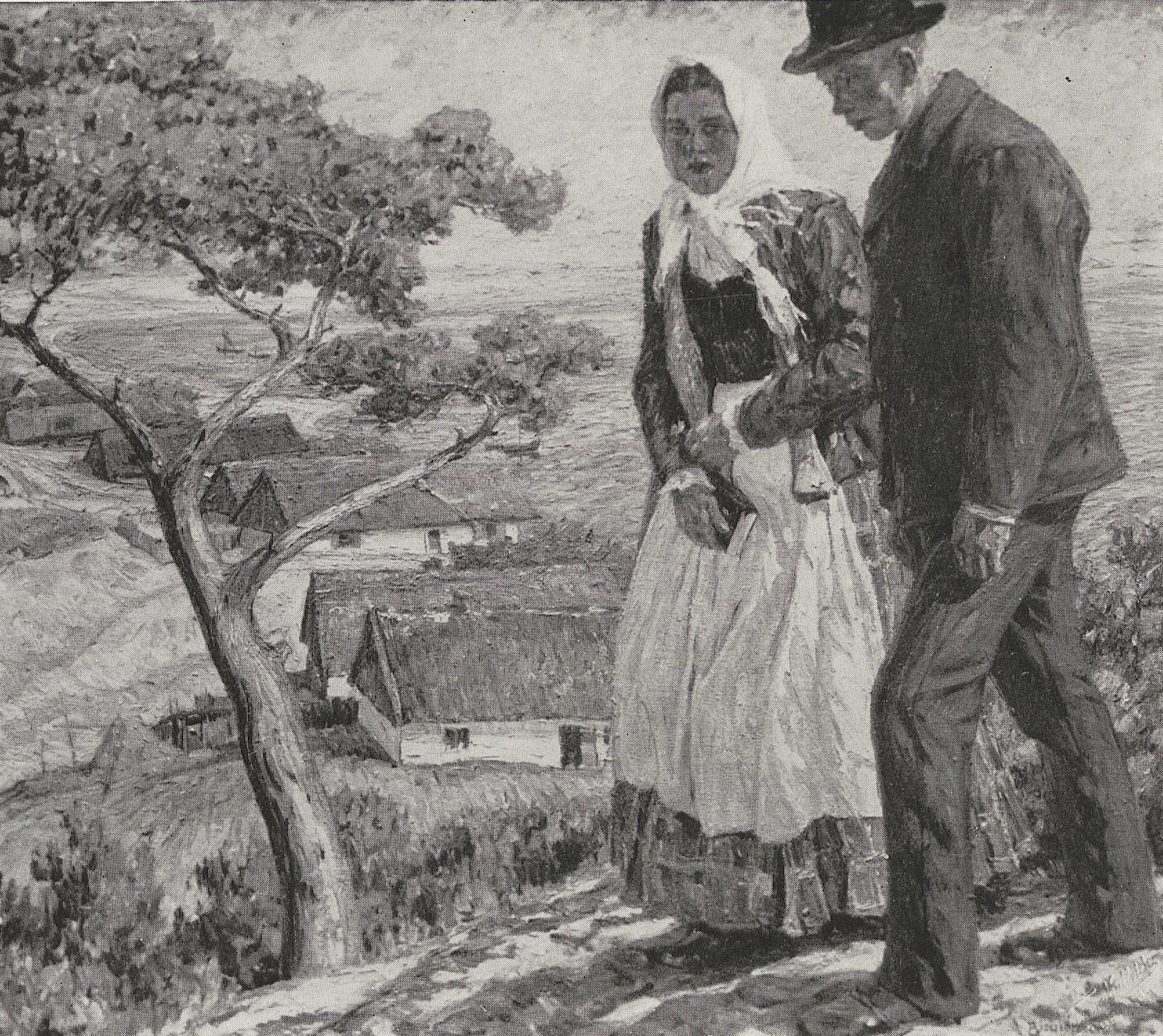
Ernst Bischoff-Culm: Junges Paar auf dem Kirchgang. Schwarz-weiß-Foto eines Öl auf Leinwand-Gemäldes eines Künstlers der Niddener Künstlerkolonie, 1904. Im Original trägt der Mann einen braunen Hut und eine braune Hose, schwarze Klotzschlorren und ein blaues Woll-Jackett, die Frau eine weiße Bluse, weißes Kopftuch, weiße Schürze, schwarzes Mieder, blaue Jacke und einen blauen Rock mit gelbem Gitterkaro.

Regionaltypische Trachten lassen sich entgegen überholten Annahmen von Volkskundlern des 19. Jahrhunderts nicht bis ins Mittelalter zurückverfolgen, sondern entstanden erst in der Neuzeit, in vielen Regionen erst im 18./19. Jahrhundert. Sie veränderten sich auch im Laufe der Jahrzehnte. Unter den materiellen Verhältnissen der Nehrung bildete sich eine typische selbstgefertigte Alltagskleidung und Berufskleidung der Fischer und erst recht die Festtagstracht besonders spät, im 19. Jahrhundert und wurde durch gelegentliche Ehen, von der Alltags- und Festtracht der Haffischer Preußisch Litauens (Kleinlitauens) vollständig übernommen, der sie fast identisch war. Traditioneller Bestandteil der Festtracht war der durch Brettchenweben hergestellte Schmuckgürtel, das Jostenband. Die Berufskleidung der Fischer entstand dagegen in vielen Regionen rund um die Ost- und Nordsee.
Kurische Männer waren im 19./20. Jahrhundert fast durchweg bartlos rasiert und kurzhaarig. In der Regel waren sie im Alltag mit Jacken oder Jacketts bekleidet, die von weißer oder blauer Wolle gestrickt oder aus selbstgewirktem Wollstoff hergestellt waren. Dazu trugen sie belastbare Drillichhosen und eine Mütze, im 20. Jahrhundert häufig eine Schiffermütze. Zum Fischfang wurden dicke friesähnliche Wandröcke (Wollstoff-Mäntel) und lange, bis über die Knie reichende Wasserstiefel getragen. Bei stürmischem Regen, der in Ostpreußen oft „kurisches Wetter“ genannt wurde, war Ölzeug üblich, mit der dazugehörigen charakteristischen Ölmütze „Südwester“. Im Winter trug man Klotzschlorren (Holzpantoffeln, oft mit Trageriemen), im Sommer gingen alle Bewohner meistens barfuß.
Die Frauen trugen langärmlige Blusen unter einem Mieder und dazu gesteifte oder karierte Röcke, deren Zahl mit dem Wohlstand einer Frau zunahm, und weiße Schürzen, manchmal mit Blumenranken oder geometrischen Stickmustern, auch auf Bordüren verziert. Frauen trugen immer ein Kopftuch, unverheiratete Mädchen dagegen nur auf Ausgängen. An Festtagen drapierten sie das Kopftuch um ein Häubchen.

### Religion und Aberglaube

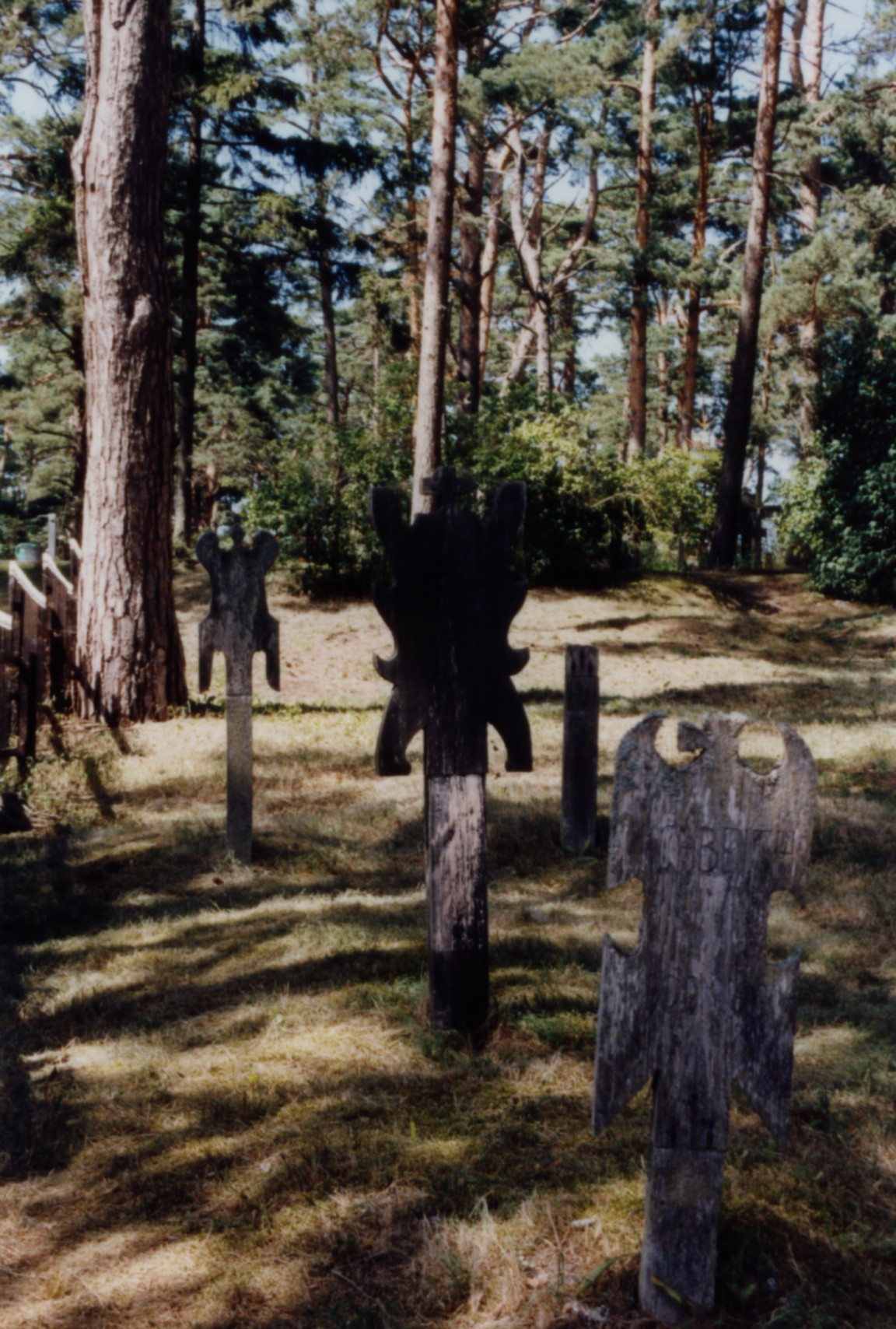
Kurische Grabtafeln („Kurenbretter“) in Nida in Krötenform (?)

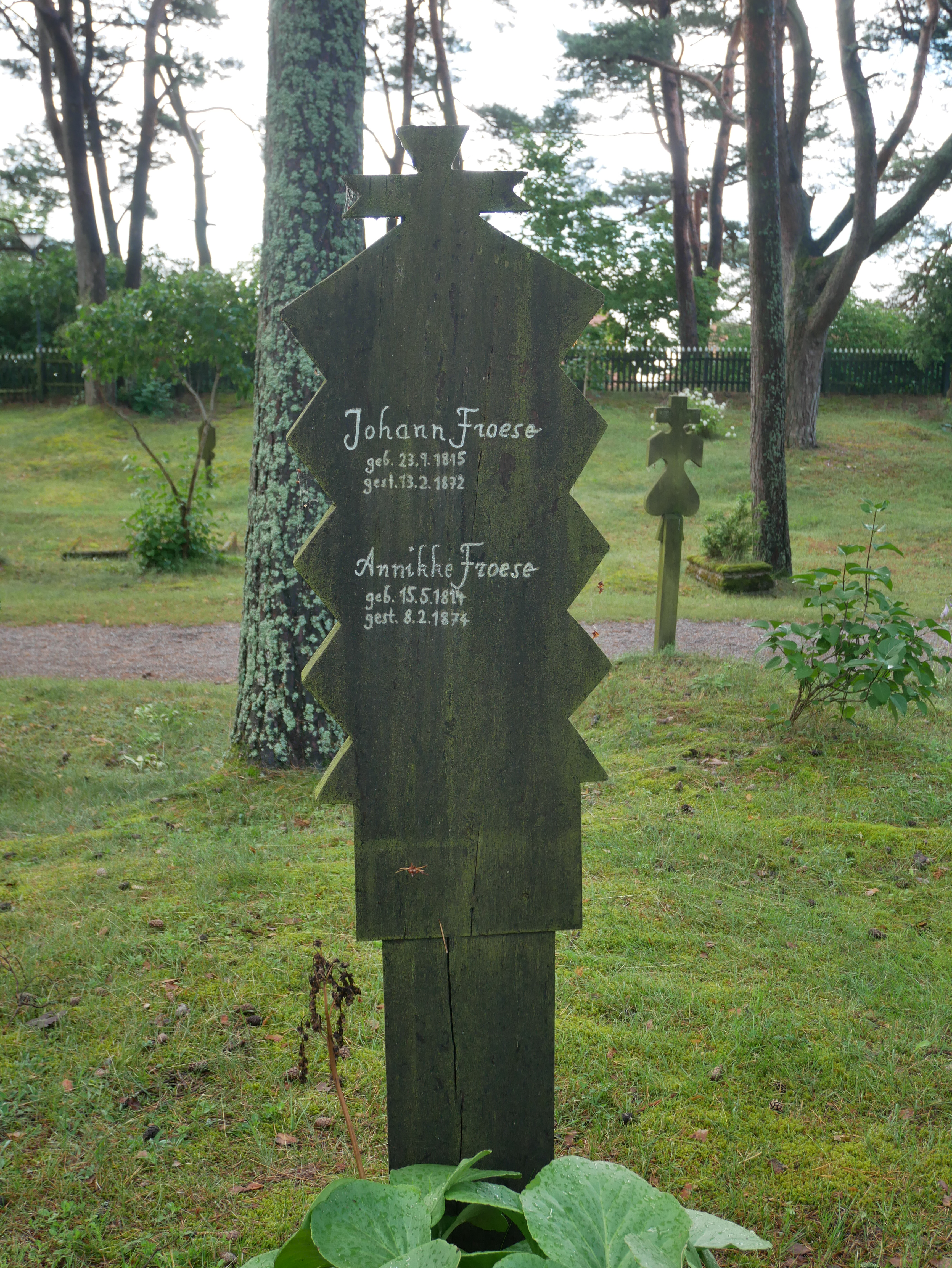
Grabtafel aus dem 19. Jahrhundert in Nida (die meisten wurden von Eduardas Jonušas nach alten Vorbildern erneuert).

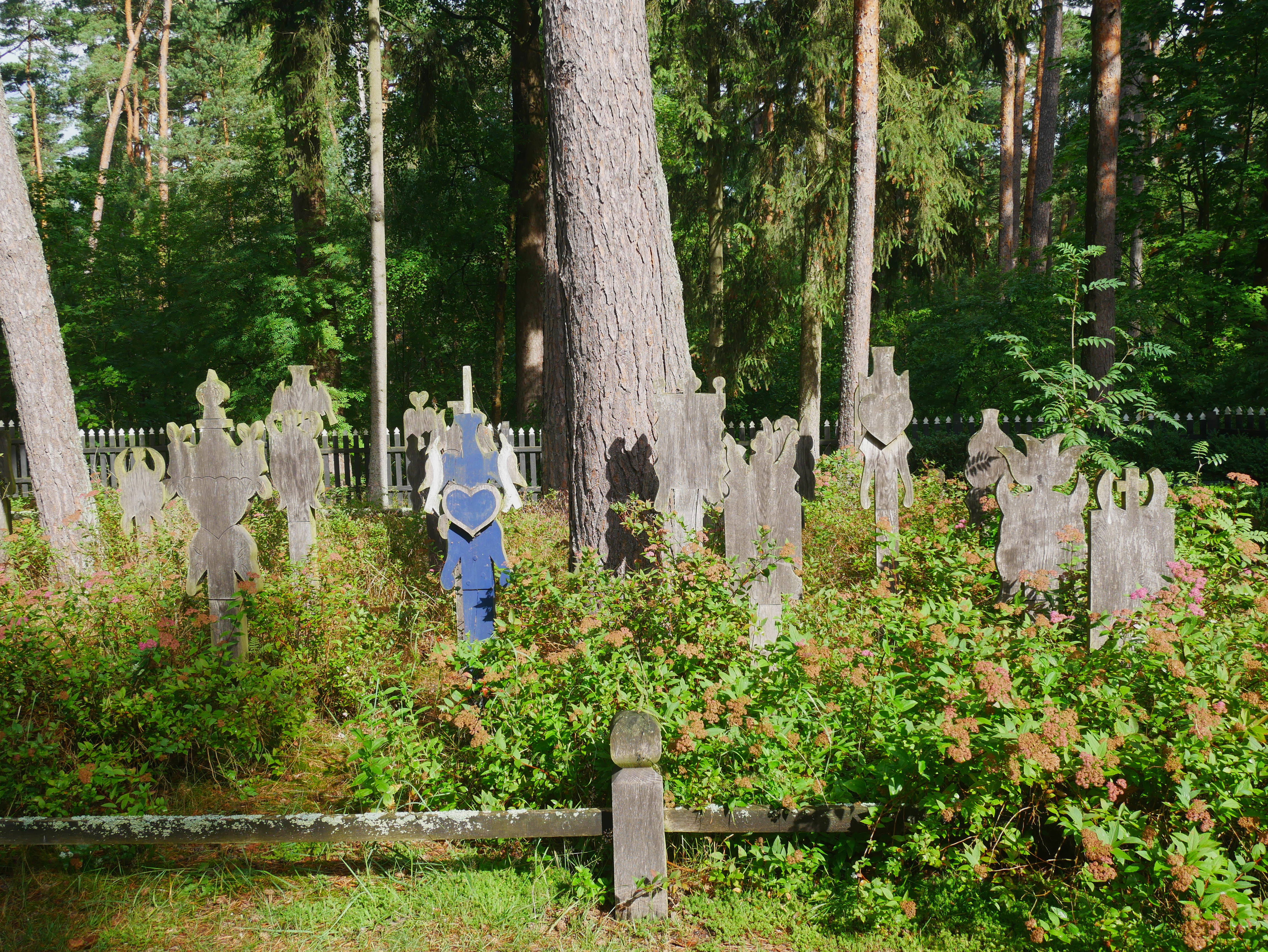
Die Gruppe ergänzter, rekonstruierter Grabtafeln in Nida von Eduardas Jonušas, darunter 2. v.li. mit Pferdekopfmotiv, die bemalte Tafel und auch die dahinter mit Herz- und Vogelmotiv sowie weitere Motive

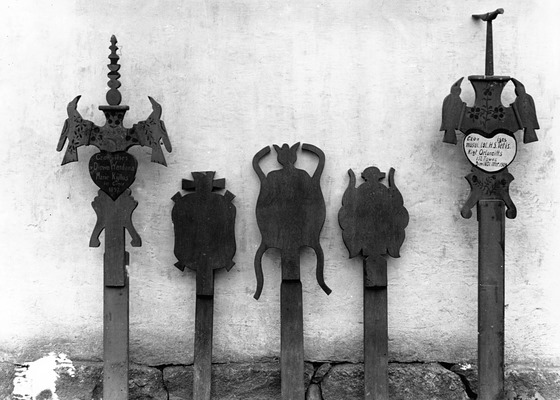
Kleinlitauische Krikštai im Ostpreußischen Landesmuseum, aufgenommen um 1937.

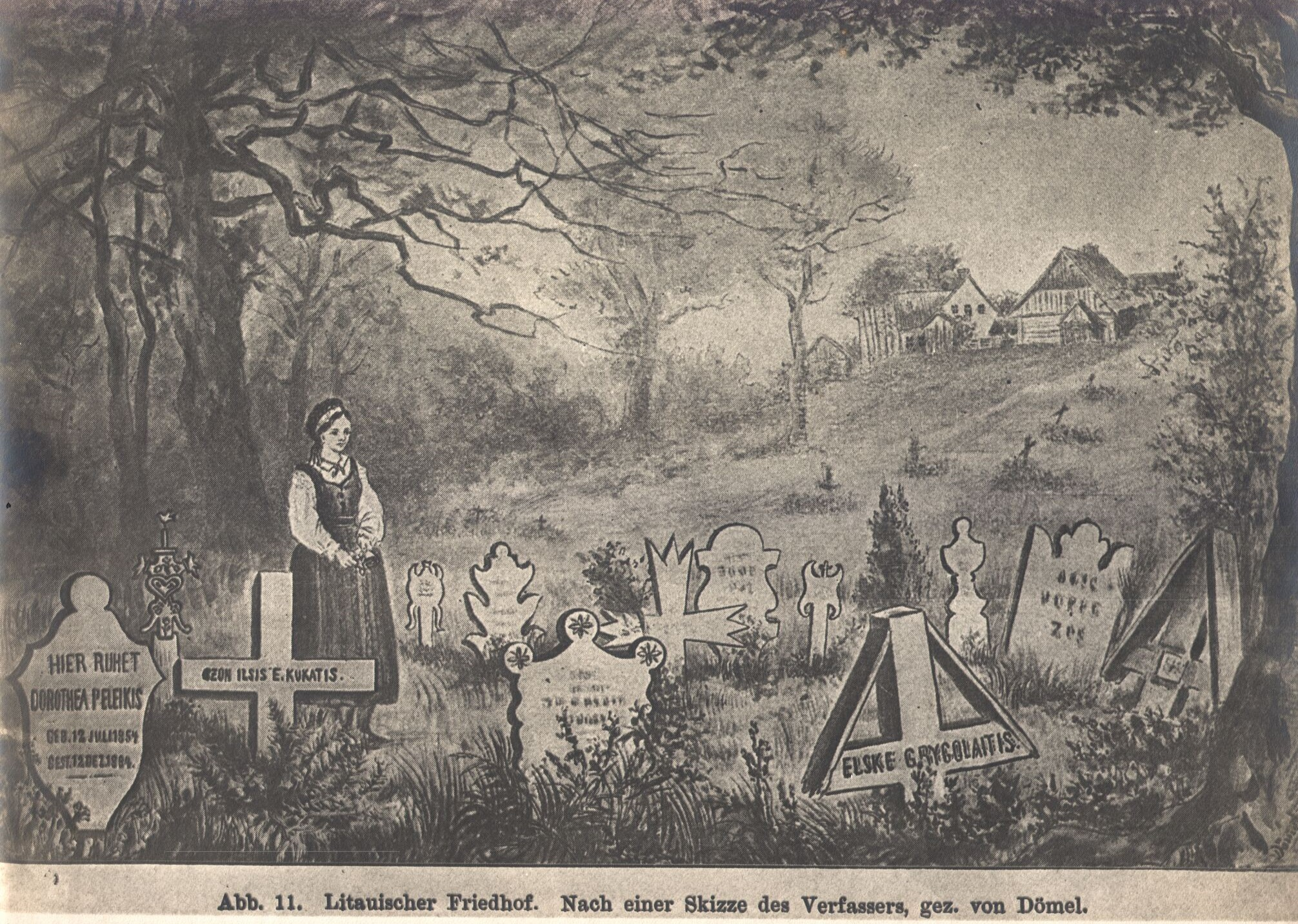
Das Bild von Franz Tetzner 1902 nach Originalskizzen zeigt die Vielfalt der Grabtafelmotive auf evangelischen litauischen (wie auch kurischen und einigen deutschen) Friedhöfen in Ostpreußen.

Seit ihrer Ansiedlung, die an der Wende zum 15. Jahrhundert begann, waren die Kuren, wie die gesamte Bevölkerung Kurlands und Lettlands Angehörige der westlichen lateinischen vorreformatorischen Kirche unter dem Primat des Papstes in Rom. Mit der Reformation zu Beginn des 16. Jahrhunderts konvertierten sie, mit allen Bewohnern Ostpreußens (außer des Ermlandes) und Lettlands (außer des Südostens) zur Evangelisch-Lutherischen Kirche, im Gegensatz zur Mehrheit der Litauer im Großfürstentum Litauen (nicht in Preußisch-Litauen) und zur Mehrheit der Polen im Königreich Polen. Auch die Bewohner Kurlands und die kurischen Küstenbewohner an der zu Litauen gefallenen Ostseeküste nördlich von Preußen blieben evangelisch-lutherisch und unterschieden sich damit von den litauisch-schemaitischen Ansiedlern in dieser Küstenregion auch konfessionell.
Für die kurische Bevölkerung der Nehrung wurden 1541 in Sarkau und Rossitten Kirchen eingerichtet. Nach 1550 war der Pfarrer von Rossitten auch Pfarrer von Kunzen. Zum Kirchspiel Kunzen gehörten auch Inse, Loye und Ackel am östlichen Haffufer und Memeldelta, zu Rossitten gehörten auch Nidden und Karwaiten. Schwarzort gehörte zum Kirchspiel Memel, Neegeln wechselte zwischen beiden. Mit der allmählichen Versandung von Kunzen wurde seit 1808 wieder Rossitten Sitz der Pfarrei und des Kirchspiels. Karwaiten war seit 1738 Sitz eines Kirchspiels für die nördliche Nehrung, aber mit dessen allmählicher Versandung 1765–97 wurde 1787 Schwarzort Hauptkirche des Kirchspiels und der Pfarrei, 1847 entstand ein weiteres in Nidden, auch für das benachbarte Preil und Perwelk.
Die Christianisierung der Bevölkerung war aber nicht vollständig. 1609 gibt der Pfarrer von Kunzen an, dass: der mehrer Teil Churen und Litauen nicht beten können. Die Visitation von 1670 geht auf die Verhältnisse in Kunzen und Sarkau ein: „Am schlimmsten seien die Pillkopper und Preeder. Es gebe Wahrsager, Böther [= Heiler], Segensprecher, auch Salzpuster in Rossitten. Viele, besonders in Pillkoppen und Preeden, entschuldigten sich damit, sie könnten nicht deutsch.“ Also legten die Visitatoren fest, wenn der Pfarrer nur Deutsch könne, soll der Schulmeister aus der litauischen Postille vorlesen. Aber Litauisch und Kurisch sind gegenseitig nicht gut verständlich. 1738 wird die Verwilderung der Nehrungsbevölkerung mit drastischen Worten beklagt. Auch Ende des 18. Jahrhunderts waren nur 20 % der Bevölkerung dieser Kirchspiele deutschsprachig. Die Sprachbarriere, durch die die Kirchenobrigkeit die Kuren geistlich nicht erreichen konnte, ließ volksfrömmige Rituale und Legenden neben der evangelischen Kirche aktiv blieben. Das war aber in vielen ländlichen Bevölkerungen bis ins 17./18. Jahrhundert nicht ungewöhnlich.
Auf Interesse der Wissenschaft stießen seit dem 19. Jahrhundert diese „außer-christlichen“ Vorstellungen, Mythen und Rituale der Volksfrömmigkeit. Vormoderne Fischer kamen zwar auf Fischzügen weit herum und standen mit Fischern und Fischkäufern aus anderen Regionen in Kontakt, viele waren in jungen Jahren auch Handelsmatrosen, trotzdem war ihr Leben traditionell dichter von volkskulturellen Vorstellungen, mythischer Volksfrömmigkeit, Geisterglaube, abergläubigen Verhaltensvorschriften und schadensabwehrenden Ritualen und Zaubereien geprägt, als das ihrer weniger mobilen bäuerlichen Nachbarn. Die ethnologische Beobachtung gilt nicht nur für die Nehrungskuren und die litauischen und deutschen Hafffischer Ostpreußens, sondern für alle Fischerbevölkerungen. Der Hauptgrund war wohl, dass sich Fischer in ihrem Überleben trotz harter Arbeit viel mehr den Launen des Schicksals, wie plötzlichen Todesfällen in Stürmen, und dem Fangglück ausgeliefert fühlten.
Ältere Volkskundler des 19. Jahrhunderts sahen die Volksfrömmigkeit der Kuren als Fortbestand der vorchristlichen alten baltischen Religion und Mythologie. Die Deutung ist bis heute in der Öffentlichkeit verbreitet. Dokumentationen der Erzählungen seit Ende des 19. Jahrhunderts, wie von dem Königsberger Indologen Julius von Negelein zeigten aber, dass die Zusammenhänge komplizierter sind. Die Geistergeschichten des „Seemannsgarns“, in denen auch die Seelen kürzlich Verstorbener eine wichtige Rolle spielten, und zahlreiche Verhaltensvorschriften zur Abwehr von Schaden standen näher an der Welt der Fischer und waren immer eingebettet in christliche Vorstellungen. Nur vereinzelt wirkten alte baltische Motive und Symbole nach, die aber oft verändert begründet wurden. Die alten baltischen Götter spielten in diesen Erzählungen und Vorstellungen keine Rolle, sie waren kaum noch bekannt. Einige Erzählungen waren auch nicht baltischer, sondern niederdeutscher Herkunft, wie die Legenden um den Alpdruck-Geist „Mahr“ oder nehrungskurisch „Laume“ (vgl. Lauma, aber mit anderen Attributen), der nachts aus Bäumen durch Astgabeln in die Häuser der Schlafenden kommt und ihnen Alpträume verursacht, weshalb Astgabeln und offene Stellen in der Hauswand verschlossen werden müssen.
Unzweifelhaft eine Nachwirkung der Vorstellungen altbaltischer Mythologie sind dagegen zahlreiche Geschichten, in denen die Seelen kürzlich Verstorbener noch bis zu 40 Tagen am Alltag und den Träumen der Lebenden teilnehmen, wie sie auch in Preußisch Litauen und Teilen des vormodernen deutschsprachigen Ostpreußen weit verbreitet waren. Deshalb wurden in den Nächten vor und nach dem Begräbnis fröhliche Feste in Anwesenheit der toten Seelen gefeiert, was die evangelische Kirche bis ins 19. Jahrhundert bekämpfte. Die Toten durch Wehklagen ins Leben „zurückzuschreien“, war verboten. Die Spuklegenden waren sehr zahlreich. So gaben verunglückte Fischer ihr Ableben durch Klopfen bei den Angehörigen bekannt, Sterbende begegnen den Seelen aller Verwandten. Auch in der altbaltischen Mythologie stiegen die Seelen nicht sofort ins Jenseits auf, sondern blieben anfangs bei den Lebenden. Die 40-Tage-Frist wurde dagegen dem Christentum entlehnt, denn Jesus weilte nach der Auferstehung noch 40 Tage bis zur Himmelfahrt auf der Welt. Ebenfalls ein Nachhall altbaltischer Vorstellungen war der Glaube, dass die Welt zwar voller Geister sei, aber „nur wenige dämonisch veranlagte, Heiden, „unrichtig Getaufte““ sie sehen könnten. Diese sind allen Dorfbewohnern bekannt und werden geachtet. Auch in der altbaltischen Mythologie hatten „Geisterseher“ eine hohe spirituelle Funktion. Bis ins 19. Jahrhundert waren noch Grabbeigaben für Verstorbene üblich.
Das dichteste Netz abergläubiger Verhaltensvorschriften lag auf dem nehrungskurischen Alltag und allen Lebensstationen der Bewohner zur Abwehr von Unglück oder Schadenszauber („Hexerei“), an dessen Existenz geglaubt wurde. Dazu gehörte der Glaube, auf Fischzügen Kurisch sprechen zu müssen, weil sonst das Fangglück ausbleibt. Es gab deshalb zahlreiche ostpreußische Redensarten, die sich auf die Kuren beziehen. So bezeichneten man Betrunkene gerne als „von Kuren verhext“, stürmisches Wetter wurde „kurisches Wetter“ genannt, konnte aber auch Donner als Fluch sein, und „Kurischer Kaffee“ war Warmbier mit Schnaps. Mit kurischen Marktfrauen legte sich Königsbergerinnen nicht an, weil sie fürchteten, von ihr verflucht zu werden. Man glaubte, dass die Kuren, wenn sie ihre Marktstände verlassen, diese mit einem Hexenblick sichern, der bewirkte, dass ein Dieb angewurzelt stehenbleiben musste, bis der Besitzer zurückkehrte.

Beispiel für die wissenschaftliche Schwierigkeit, volkstümliche Symbole automatisch als Relikt des baltischen Paganismus/Heidentums zu deuten, ist die Diskussion um die kurischen Grabplatten, die auf Friedhöfen der Kurischen Nehrung immer am Fußende des Grabes stehen. Sie sind symmetrische hölzerne Grabplatten auf Holzpfählen mit symbolischen Verzierungen, wie Vögeln (oft an Frauengräbern), Pferdeköpfen (oft an Männergräbern), weiteren Tiersymbolen, wie Kröten, Reptilien, Insekten, oder mit Pflanzenranken, geometrischen Symbolen, Sonnen- und Mondsymbolen, auch Kreuzzeichen. Seit Ende des 18. Jahrhunderts wurden sie manchmal farbig bemalt. Diese vielfältigen Formen sind auch aus Preußisch Litauen (Kleinlitauen) bekannt, wo sie litauisch krikštas (Plural: krikštai = ‚Taufe/Taufstele‘ – für getaufte Verstorbene auf geweihter Friedhofserde) genannt werden. Aufgrund ihrer Darstellungen von Tieren, Pflanzen, Sonne, Mond deuteten sie seit der zweiten Hälfte des 19. Jahrhunderts frühe preußische Baltisten und Volkskundler, wie Adalbert Bezzenberger als heidnische Symbole. Litauische Forscher, wie Mykolas Brenšteinas, Jonas Basanavičius, Jonas Totoraitis, Paulius Galaunė oder Klemensas Čerbulėnas deuteten sie nationalromantisch als Weltenbaum oder als heidnische Grabstele, postulierten sie zum ursprünglichen baltischen Grabmonument für Verstorbene, die nicht zur Oberschicht gehörten (vom heidnischen Stammesadel sind Hügelgräber erhalten), und interpretierten die tierischen, pflanzlichen und Sonnen- und Mondsymbole unter Rückgriff auf Peter von Dusburgs Chronicon terrae Prussiae (1326) über die heidnischen Prußen („Sie hatten heilige Haine, Felder und Wasser und sahen in der Sonne, im Mond, in den Sternen, im Donner, in den Vögeln sowie in den Tieren, sogar in der Kröte göttliche Mächte.“ (14:4)) als heidnische Symbolik. Die Folge dieser Deutung war, dass diese „heidnischen“ Relikte in der ostpreußischen Öffentlichkeit zunehmend kritisiert wurden und die evangelisch-lutherischen Kirche gegen diese Tradition vorging, weshalb sie Mitte des 20. Jahrhunderts kaum noch errichtet wurden. In der litauischen Öffentlichkeit werden sie dagegen geschätzt und bis heute in dieser älteren Deutung touristisch vermarktet. Auf dem Ethnographischen Kurischen Friedhof in Nidden wurde eine Galerie ergänzter krikštai durch den Künstler Eduardas Jonušas neben von ihm rekonstruierten vereinzelten originalen ergänzt.
Seit Mitte des 20. Jahrhunderts überprüften litauische Ethnologen, wie Jonas Grinius (* 1902, † 1980 im Exil in München), Jonas Balys und in Ansätzen Paulius Galaunė die Deutungen, stuften viele als zu spekulativ ein und widerlegten sie teilweise. Sie beobachteten, dass die krikštai erst seit dem 17. Jahrhundert zahlreich entstehen, keines existierte vor dem Ende des 16. Jahrhunderts. Sie standen ausschließlich auf evangelisch-lutherischen Friedhöfen Preußisch Litauens, des kurischen Siedlungsgebietes, Teilen Lettlands und deutschsprachiger Gemeinden Ostpreußens, nie auf katholischen Friedhöfen. Damit hätten sie Ähnlichkeiten zu der süddeutsch-schweizerischen Tradition des 17.–19. Jahrhunderts, dem Totenbrett, und ähnlichen Traditionen in Finnland, Estland, Ungarn, Schweden oder Rumänien. Somit entstanden sie offenbar als evangelische Abgrenzung zu den gleichzeitig auf katholischen Friedhöfen dominant werdenden Grabkreuzen im benachbarten Litauen und Polen. Im sehr evangelischen Schweden wurden Grabkreuze 1721 verboten. Prähistorische Grabstelen sind im baltischen Siedlungsgebiet im Gegensatz zu anderen ost- und mitteleuropäischen Gebieten archäologisch unbekannt, weshalb die Annahme, sie wären die ursprünglichen baltischen Grabmonumente, falsch ist. Auch betonten sie, das unter den krikštai symmetrische geometrische Formen und christliche Symbolik von Anfang an häufiger ist, als frühe Forscher beachteten. Auch die figürliche Symbolik entspricht in großen Teilen nicht mehr dem, was von der baltischen Religion überliefert ist. Natürlich kannte auch die evangelische Kirche der Region die krikštai auf ihren Kirchfriedhöfen, aber betrachtete sie bis ins 19. Jahrhundert nicht als heidnisch. Im 17. Jahrhundert legte eine Kirchenvisitation der Lutherkirche im später deutschsprachigen Insterburg (damals daneben viele Litauisch- und wenige Altpreußisch-Sprecher) verbindlich fest, dass Grabplatten männlicher Verstorbener Pferdekopfmotive und weiblicher Verstorbener Vogelmotive verwenden sollen, wie es weithin verbreitet war. Diese Geschlechtersymbolik ist aus der baltischen Religion nicht bekannt. Auch die Krötenform wird kontrovers diskutiert. Ältere Forscher deuteten Kröten auf Basis des Zitats von Dusburg als Wesen der Erdgöttin, jüngere widersprechen, dass das Zitat diese Deutung nicht hergibt. Forschungen des kurischen Aberglaubens, wie die v. Negeleins dokumentierten dagegen, dass Kröten sehr negativ besetzt als Wiedergänger von Hexen gesehen wurden, weshalb ihnen nachgestellt wurde. Schon 1481 wurde die Legende überliefert, dass ein Kater, der an einer Kröte geleckt hatte, viele Menschen getötet hätte. Deshalb wird auch vermutet, dass diese Grabbrett-Formen keine Kröten, sondern Felle symbolisieren. Ganz ohne jeden Zweifel sind aber die Herzsymbole für geliebte Verstorbene nicht aus der altbaltischen Religionssymbolik, sondern viel jünger.
Die Symbole der Kurenbretter, wie auch ihre Legenden trugen sicher teilweise heidnisches Erbe, aber das blieb in den Jahrhunderten seit der Christianisierung im 13. Jahrhundert nicht unverändert, sondern wurde vielfältig erweitert, in anderen Bereichen marginalisiert oder beendet und die erhaltenen Teile wurden auch unter dem Einfluss des Christentums neu interpretiert und begründet. Welche genauen Symboliken sich hinter den Grabplatten verbargen, ist teilweise bis heute nicht bekannt, weil frühe Forscher die Erbauer nicht befragten, sondern sie mit alten Quellen über den baltischen Paganismus verglichen, danach waren nur noch von öffentlichen Debatten beeinflusste Deutungen möglich. In der litauischen Gesellschaft nahm die Begeisterung für den gesellschaftlich konstruierten „urbaltischen“, „heidnischen“ „Volksstamm“ der Kuren in den 1970er–1990er Jahren mit der Bewegung litauisch-nationalen Widerstands gegen die Sowjetunion noch zu, was bei Besuchern, die in der Gesellschaft der Kurischen Nehrung Mitte des 20. Jahrhunderts selbst gelebt hatten und die „alte Heimat“ besuchten, häufig befremdet aufgenommen wurde, denn diese sahen sich nach 100 Jahren Modernisierung, Germanisierung und evangelischer Nach-Christianisierung als „gute Protestanten“ und „Deutsche“. Die Vergangenheitsbilder glichen sich erst mit dem Aufblühen der wissenschaftlichen Erforschung nach der Erhebung zum UNESCO-Welterbe an.

### Gemälde des Nehrungsalltags aus der Künstlerkolonie Nidden
Auf Initiative der Kunstakademie Königsberg, die ab Mitte des 19. Jahrhunderts Exkursionen in die „preußische Sahara“ vermittelte, etablierte sich ab den späten 1870er Jahren bis 1890 schrittweise in Kooperation mit dem Gastwirt in Nidden (Nida), Hermann Blode (1862–1934) die Künstlerkolonie Nidden. Ihr gehörten zumeist Maler an, die einmalig oder regelmäßig im Sommer in Nidden arbeiteten oder wie Ernst Mollenhauer oder Carl Knauf dauerhaft im Dorf lebten. Ab etwa 1900 waren unter ihnen auch impressionistische Vertreter der Berliner Secession und ab 1909/10 expressionistische Vertreter der Neuen Secession, die nicht mehr nur vorwiegend aus Ostpreußen, sondern auch aus ganz Deutschland stammten. Dazu gehörten Lovis Corinth, Karl Schmidt-Rottluff und Max Pechstein. Die Künstlerkolonie blieb auch nach Abspaltung des Memellandes mit Nidden 1920 und dem Anschluss an Litauen 1923 aktiv und auch Literaten, wie Thomas Mann und Carl Zuckmayer gehörten zum Umfeld. Erst mit dem erzwungenen Anschluss an NS-Deutschland im März 1939 musste sie nach Verfolgungen ihre öffentliche Aktivität einstellen. Dadurch entstanden sehr viele Gemälde, die nicht nur die Landschaft der Nehrung, sondern auch das Leben der Nehrungsbewohner, besonders der vorwiegend kurischen Bevölkerung von Nidden in dieser Zeit zum Thema haben. Beispiele:

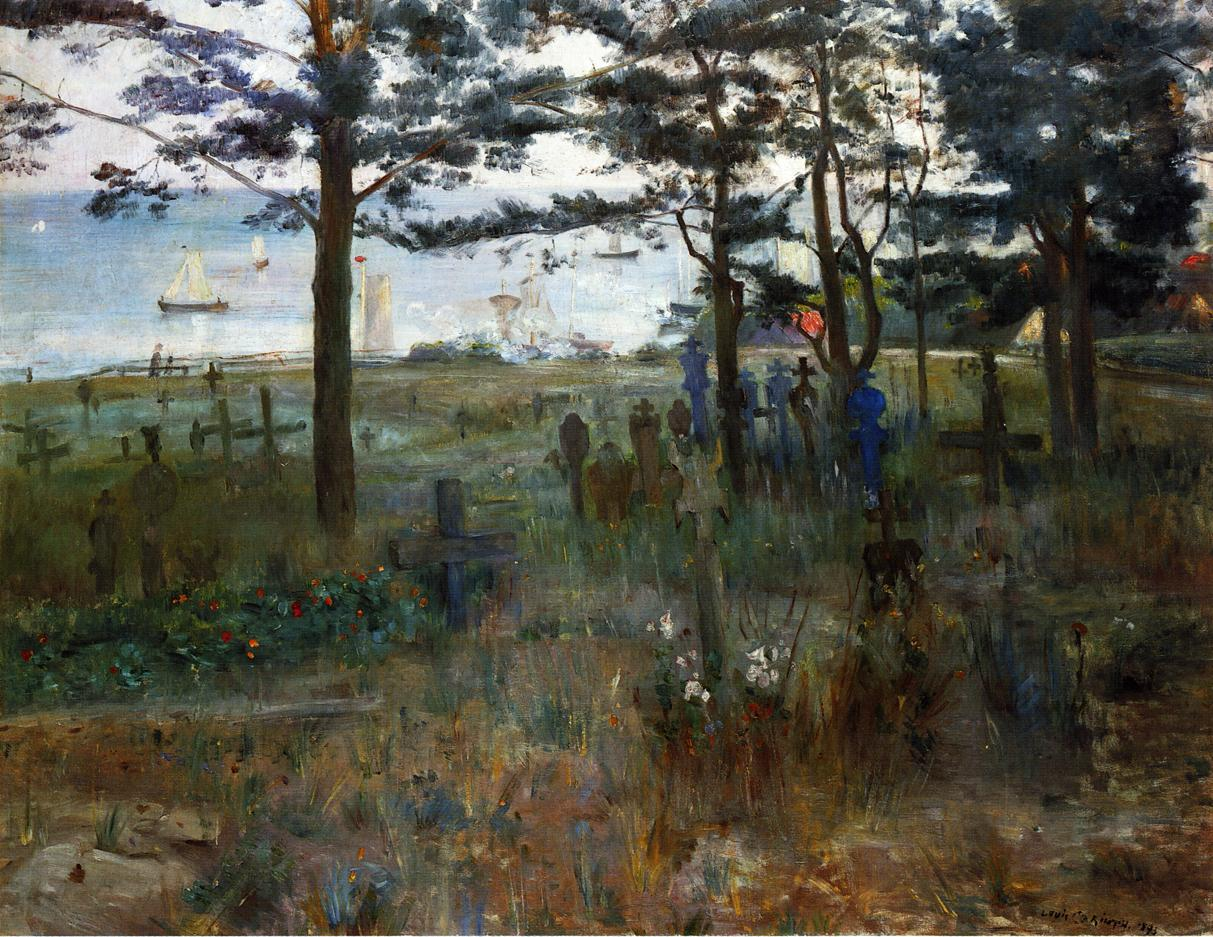
Lovis Corinth: Fischerfriedhof in Nidden an der Kurischen Nehrung, Öl auf Leinwand 1893
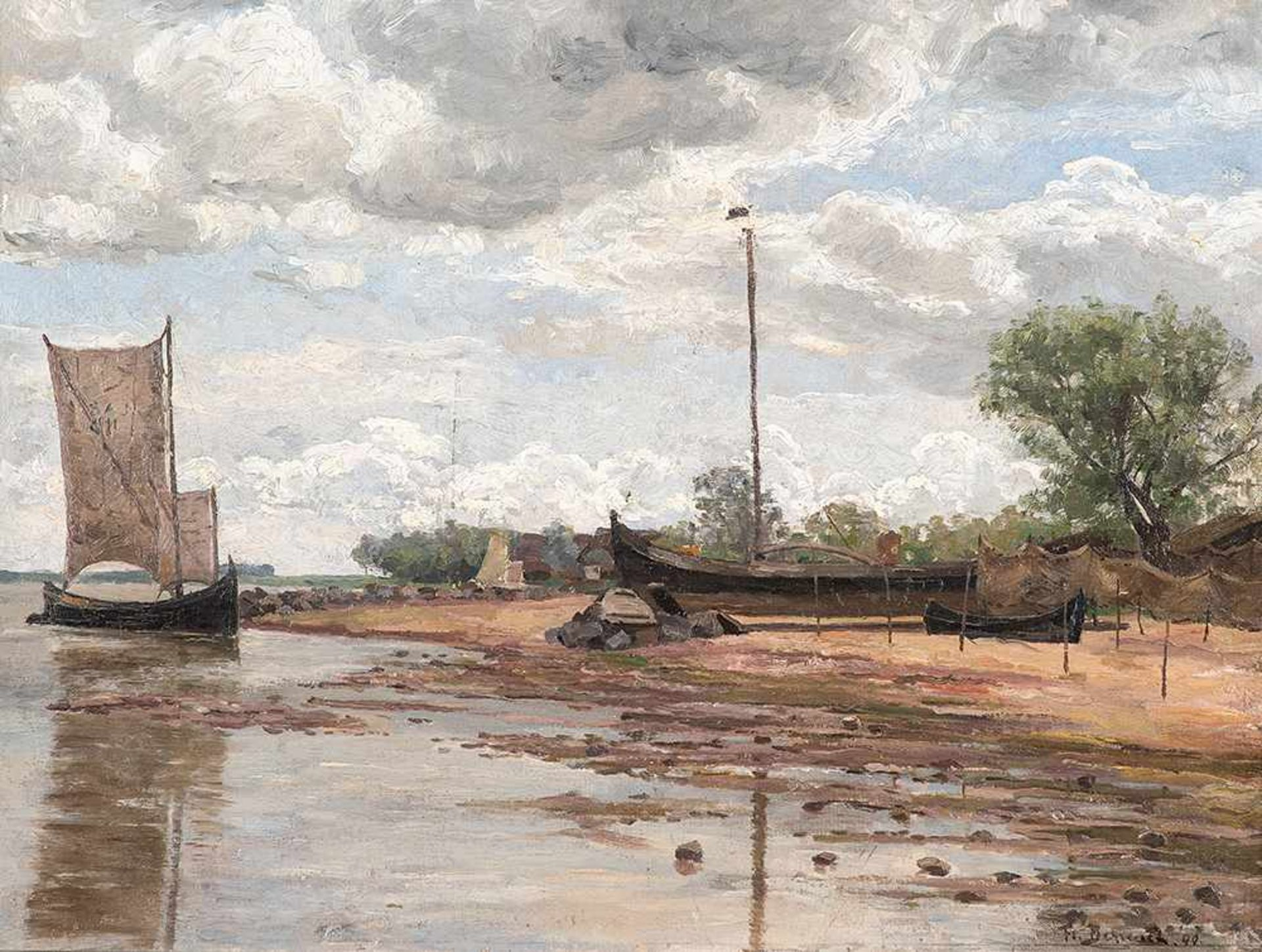
Fritz Behrendt: Haffstrand bei Nidden, Öl/Lw. 1899
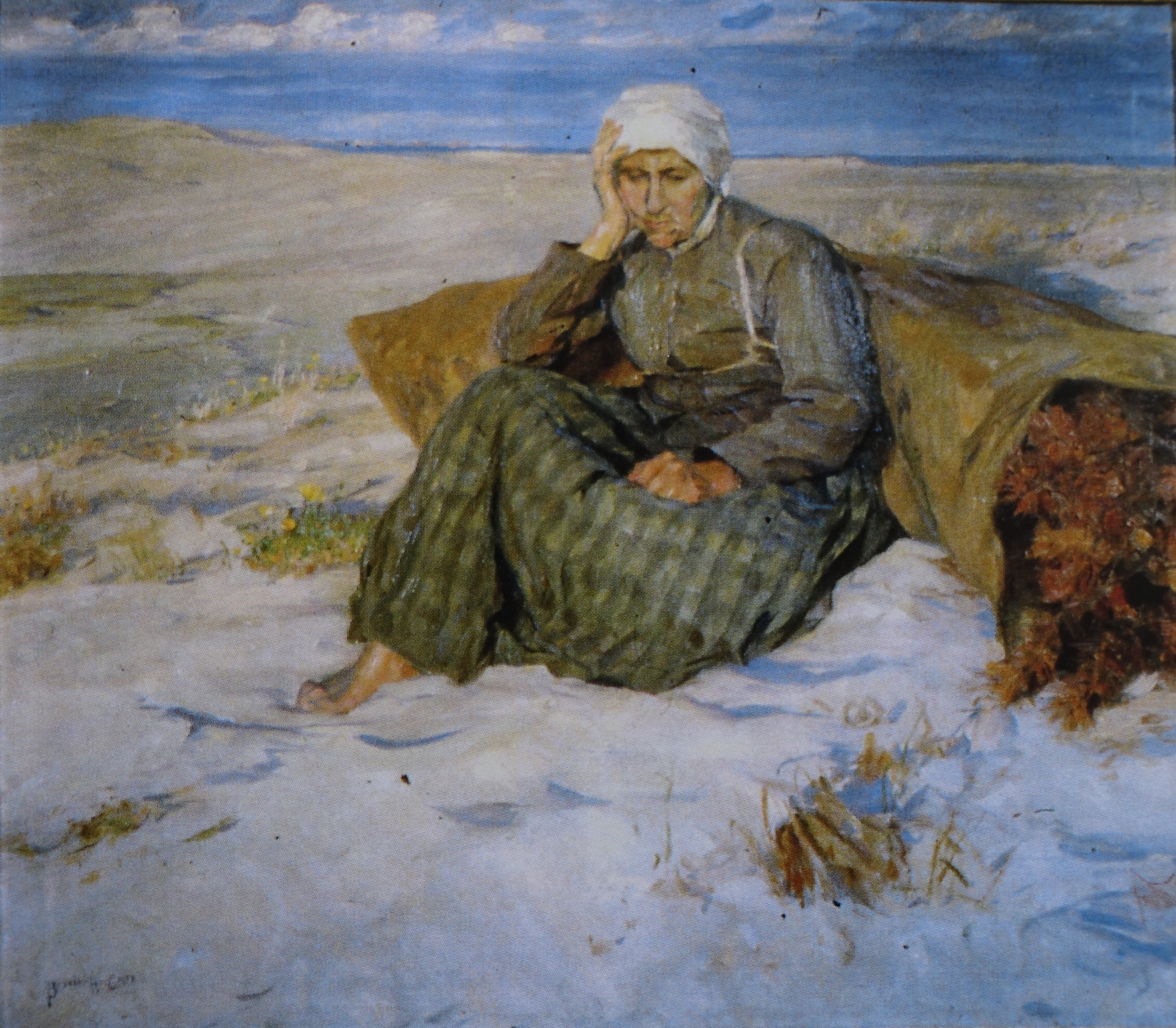
Ernst Bischoff-Culm: Reisigsammlerin, Öl/Lw. 1908
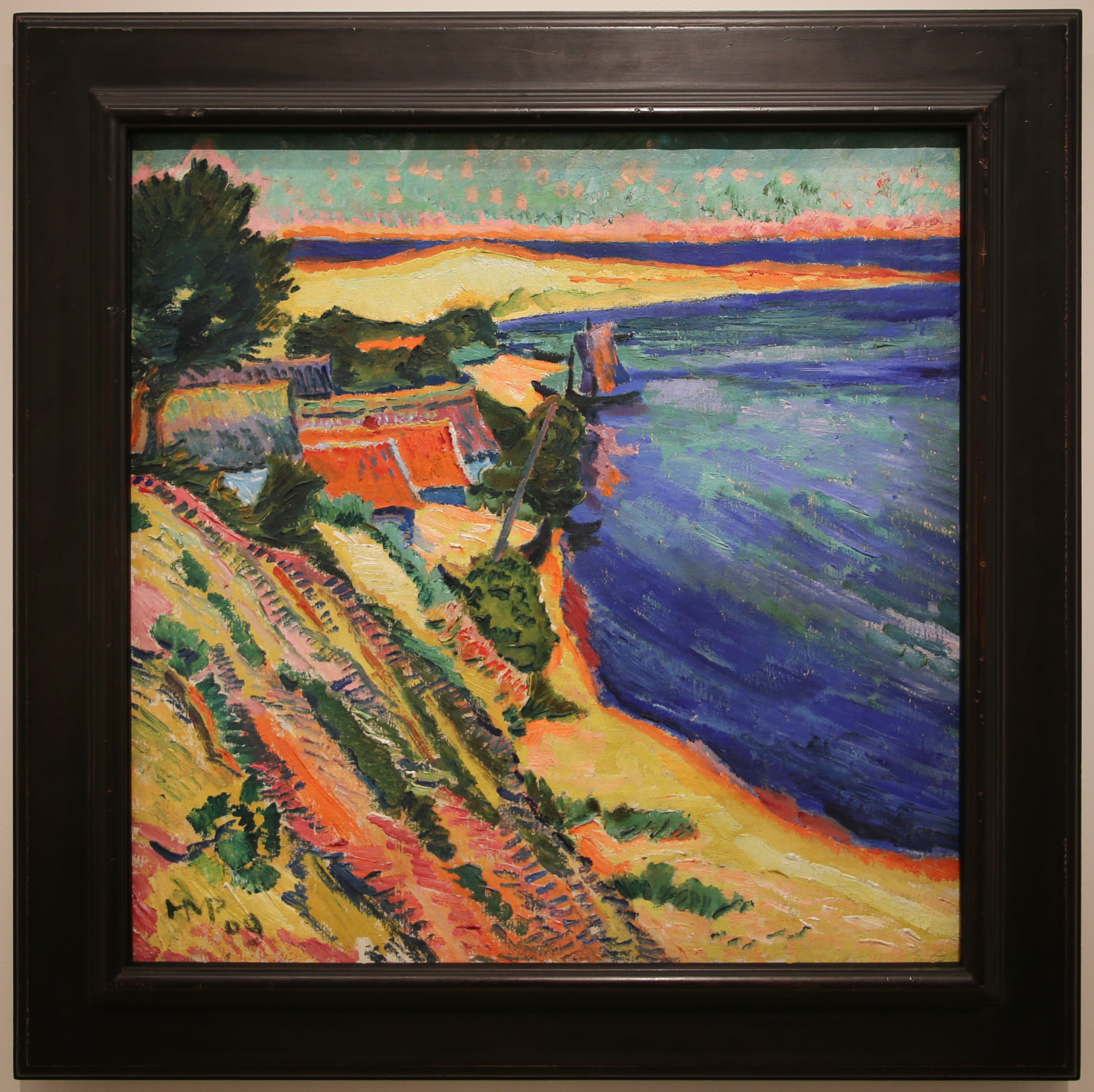
Max Pechstein: Haff, Öl/Lw. 1909
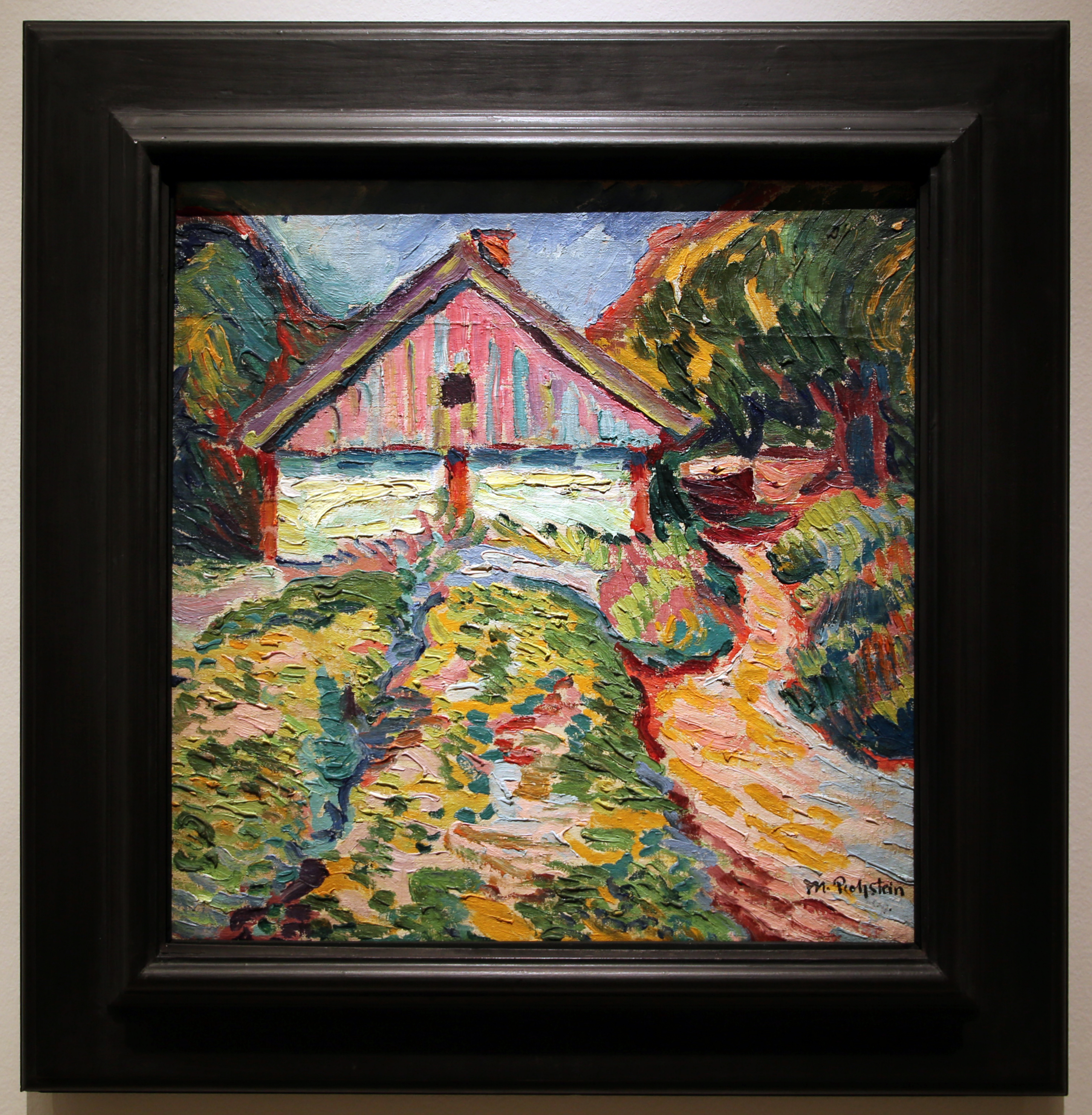
Max Pechstein: Haus auf der Kurischen Nehrung, Öl/Lw. 1909
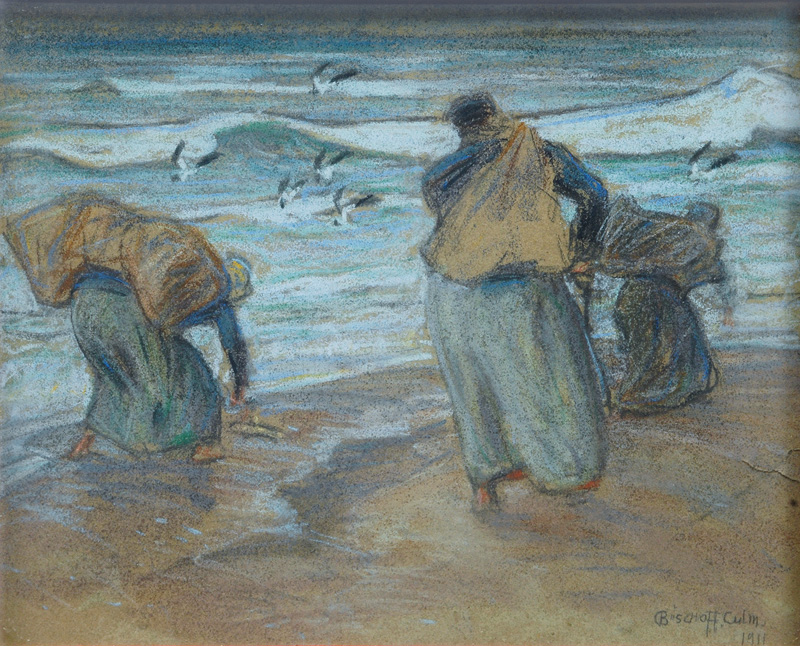
Ernst Bischoff-Culm: Treibholzsammlerinnen an der Kurischen Nehrung, Pastell 1911
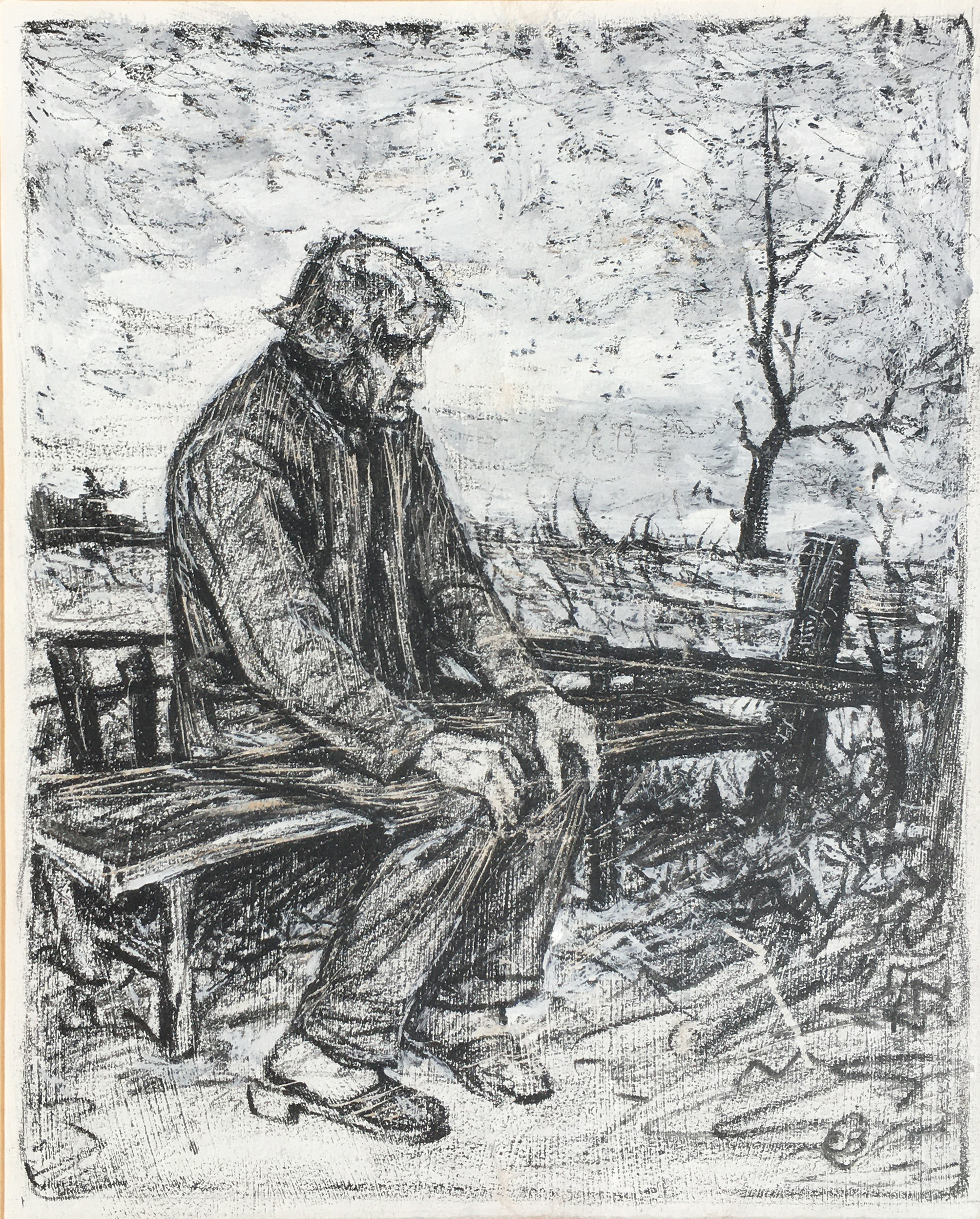
Ernst Bischoff-Culm: Alter ruhender Mann (Fischer), Kohlezeichnung 1914
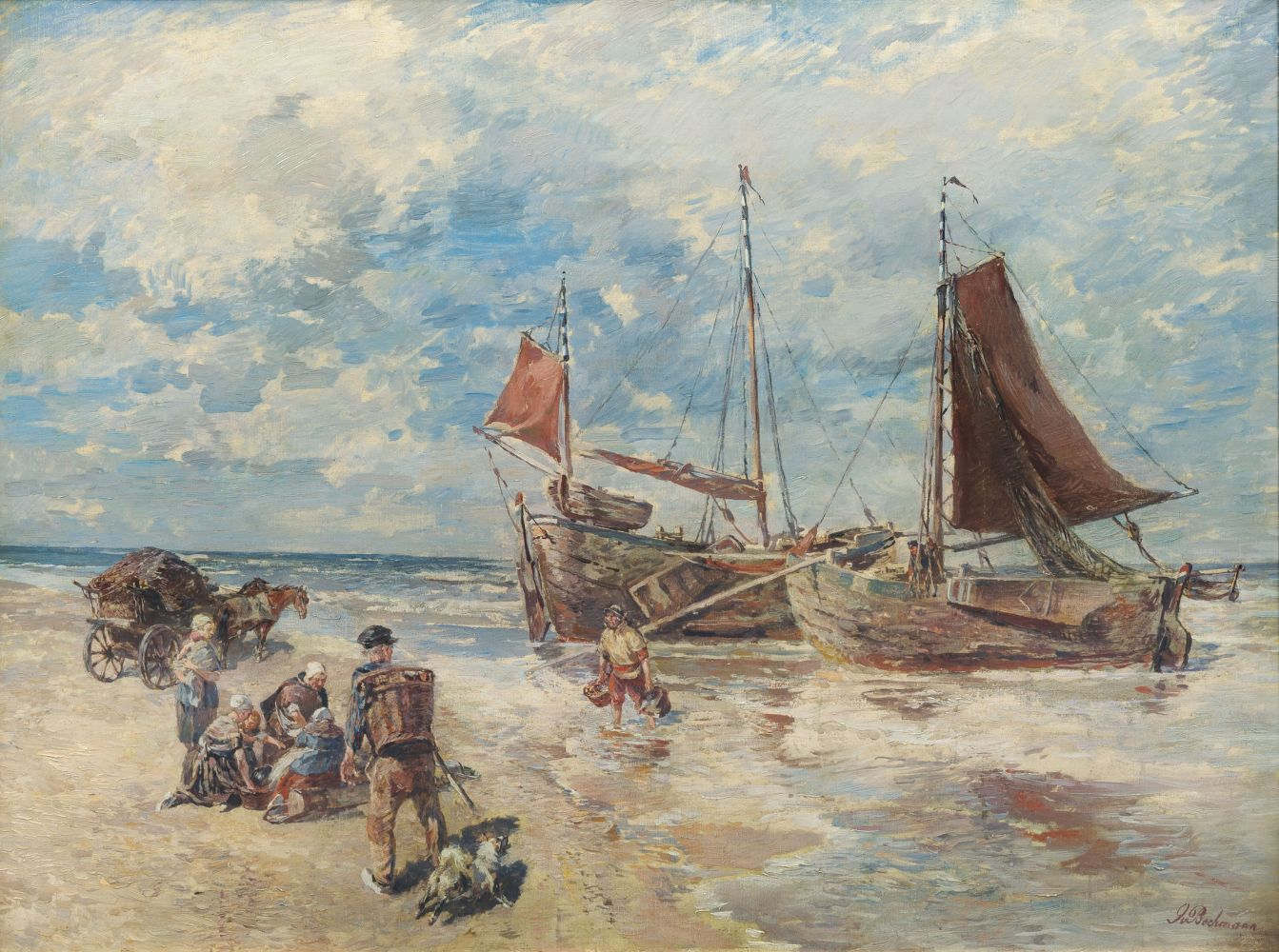
Gregor von Bochmann: Fischer an der Kuhrischen Nehrung, Öl/Lw. vor 1930
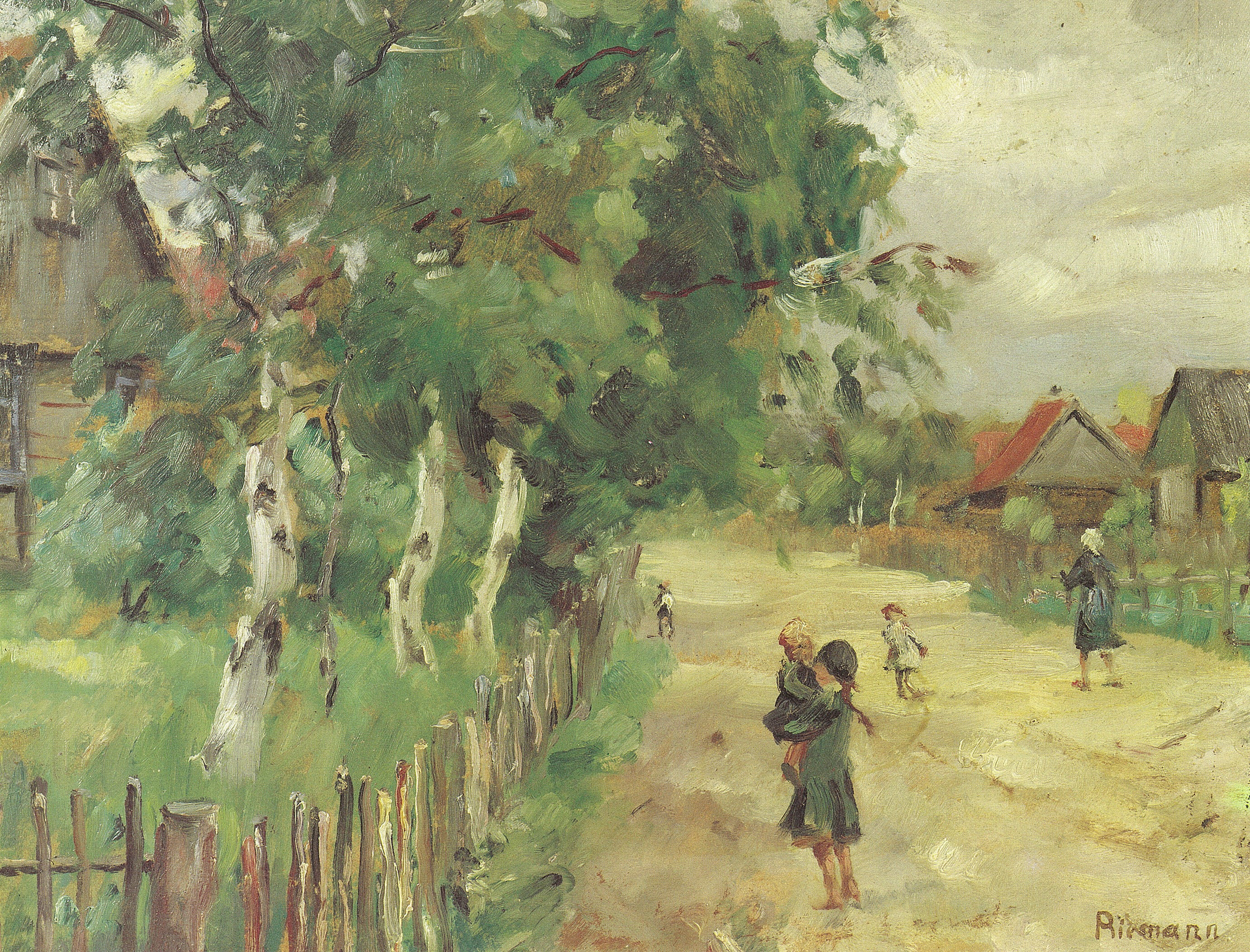
Werner Riemann: Dorfstraße in Nidden, Öl/Lw., um 1930
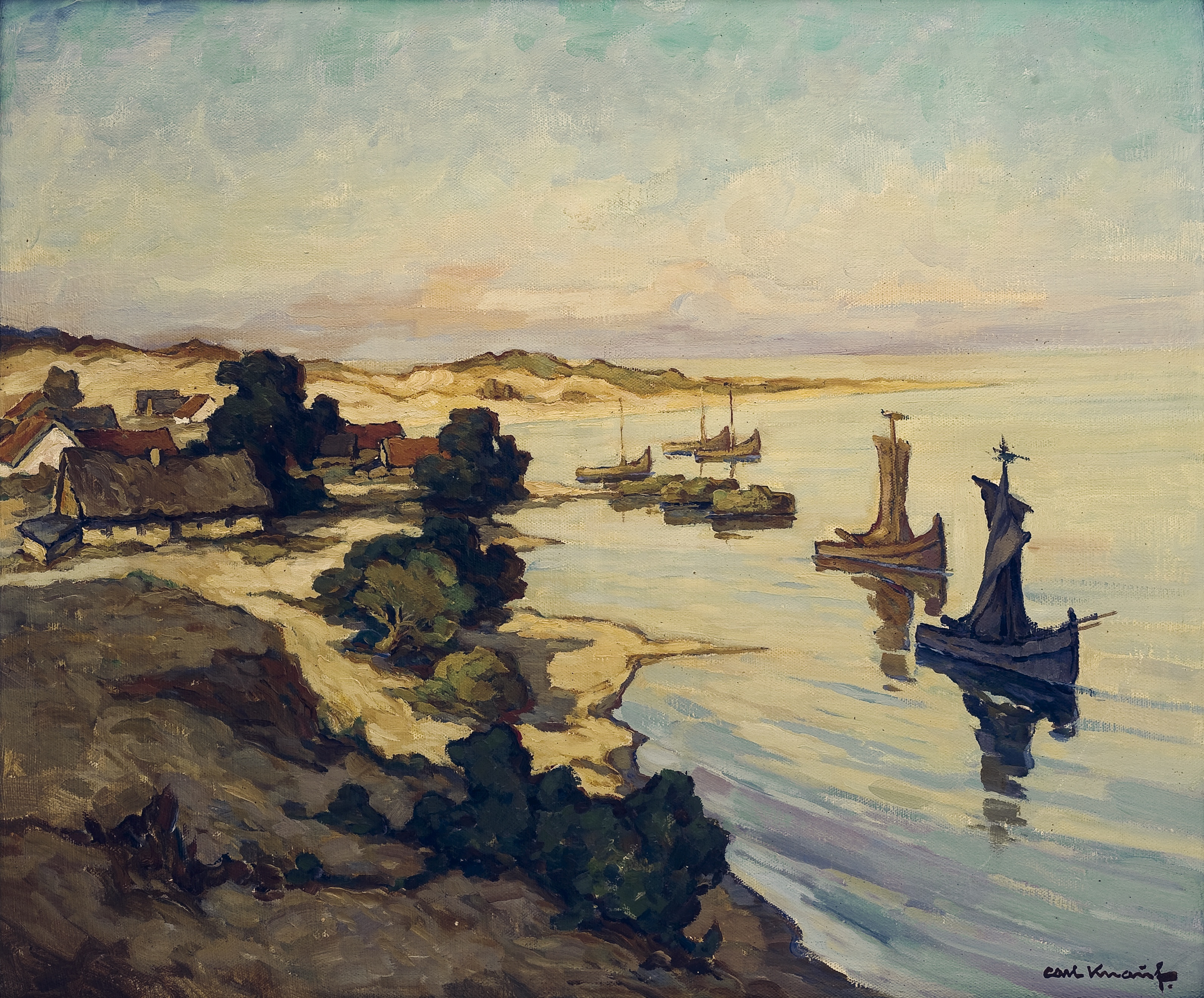
Carl Knauf: Morgen bei Purwin, Öl auf Sperrholz um 1938
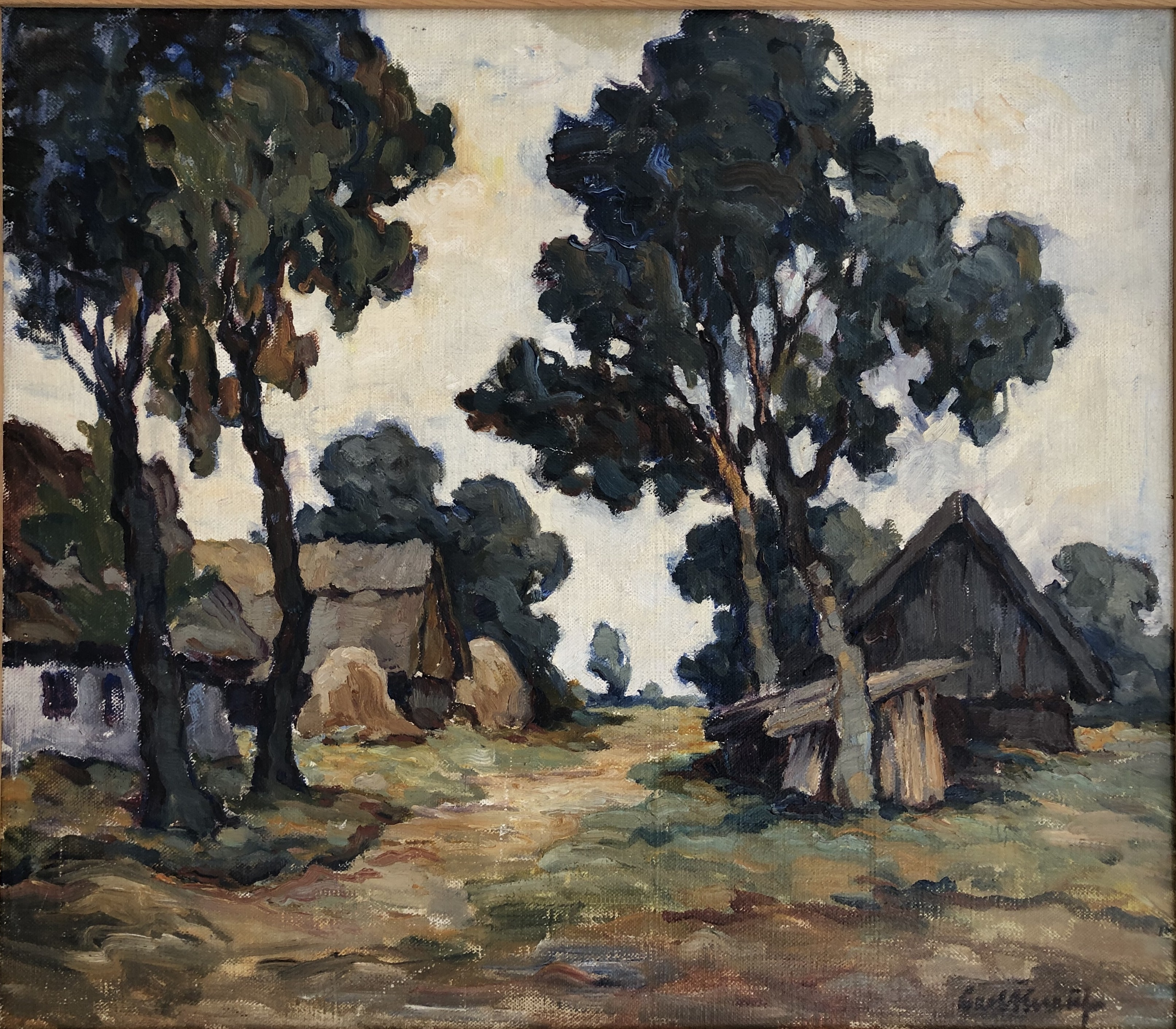
Carl Knauf: Dorfstraße in Nidden, Öl/Sperrh. um 1935
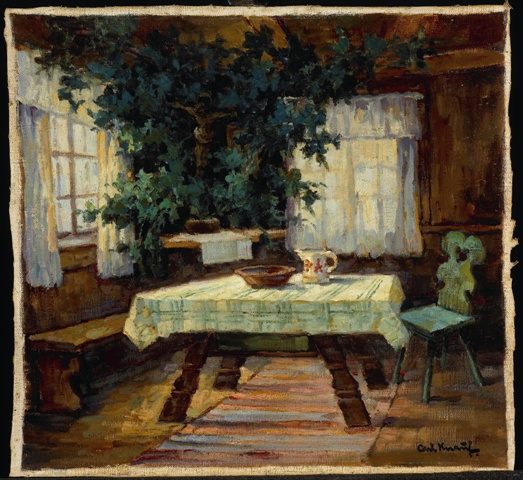
Carl Knauf: Stube im Sonnenlicht, Öl/Sperrh. um 1938
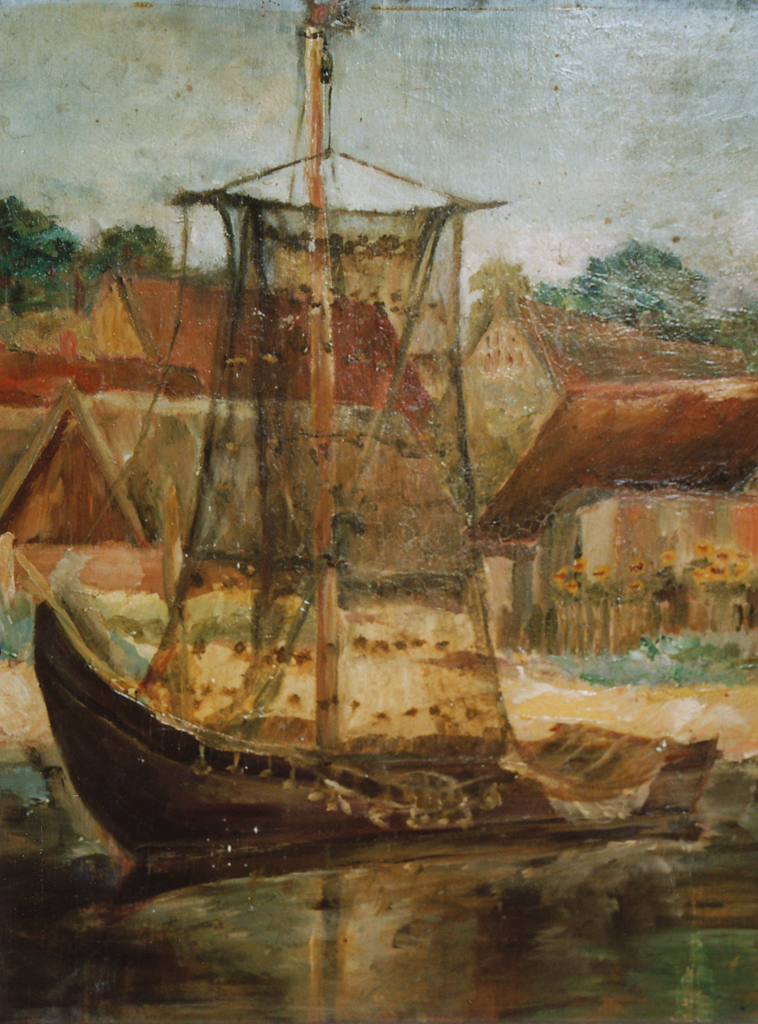
Hella Hirschfelder-Stüve: Kurenkahn in Nidden, Öl/Sperrh. 1941

## Nehrungskurische Namen

### Nehrungskurische Familiennamen und Herkunft der Nehrungskuren
Familiennamen entstanden in Preußen vom 15. bis 17. Jahrhundert oft aus Zweitnamen, meistens Spitznamen, als neben der deutschen, litauischen, nehrungskurisch-lettischen, polnisch-masurischen und kaschubischen Sprache noch die später ausgestorbenen Sprachen Altpreußisch und Altkurisch im Land gesprochen wurden. Deshalb gibt es bis heute im deutschen Sprachraum Familiennamen aus diesen Sprachen. Im Jahr 2005 untersuchten die Expertinnen Dalia Kiseliūnaitė und Arina Ivanickaya 713 historisch bekannte Familiennamen oder Zweitnamen mit Funktion von Familiennamen von der Kurischen Nehrung auf ihre etymologische Herkunft. Sie ergab, dass das oft vertretene Bild, die vorwiegend nehrungskurischen Sprecher der Kurischen Nehrung würden fast vollständig auf eine geschlossene Zuwanderung aus Kurland zurückgehen, die später assimiliert wurden, überholt ist. Es fanden sich Familiennamen deutscher, litauischer, lettisch-nehrungskurischer, altpreußischer (prußischer), altkurischer und slawischer Herkunft. Während sich die deutschen und litauischen Namen zum Teil auch durch die Verbreitung dieser Sprachen als Kirchen- und Kanzleisprachen erklären lassen, gilt das nicht für prußische, altkurische oder slawische Namen. Offensichtlich haben sich dem Berufsstand der Fischer immer wieder Menschen verschiedener Herkunft angeschlossen. Nehrungskurisch setzte sich aber als interne Umgangssprache dieser Bevölkerungsgruppe multiethnischer Herkunft durch. Auf der Nehrung scheinen ältere Forschungsergebnisse von Adalbert Bezzenberger und Kurt Forstreuter plausibel, nach denen die Kurische Nehrung im Mittelalter im Süden von prußischen Semba (Samländern) und im Norden von Alt-Kuren besiedelt war, zu denen in der Ordenszeit deutsche, litauische, nehrungskurische, germanisiert-prußische und slawische Zuwanderer kamen, die eine über lange Zeit multiethnische Nehrungsbevölkerung bildeten, die in der Umgebung der Ordenskomturei und heute von Wanderdünen verschütteten Ordensburg von Rossitten und in mehreren weiteren Ortschaften lebte. Sie verschwand nicht, wie andere Forscher vermuteten, sondern ging wohl schrittweise bis zur ökologischen Verödung der Nehrung im 17. Jahrhundert in die vorwiegend nehrungskurisch sprechende Fischerbevölkerung auf. Einige häufigere Familiennamen der Nehrungskuren (in Klammern die Gesamtzahl einschließlich nur historisch überlieferten Namen) waren:

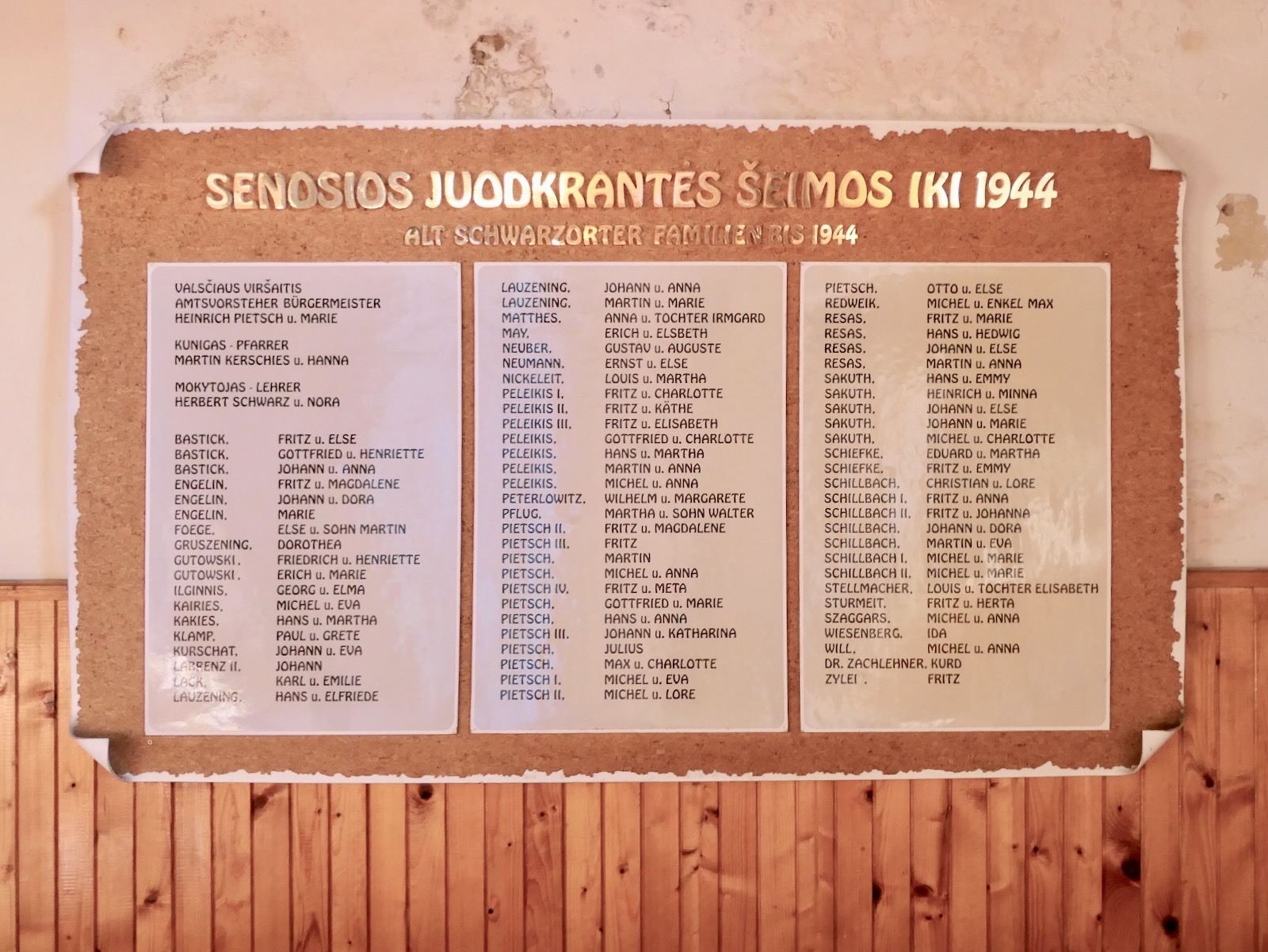
Tafel mit Namen der Familien in Schwarzort (Juodkrantė) bis 1944.

- Familiennamen allgemein westbaltischer Herkunft (insgesamt mit historischen Namen etwa 30 Namen): Kauke, Perkuhn, Pruss, Kulitte, Kurme, Paura, Skujis, Wilkaul, Purwin, Skroßda, Waballs, Wanneck;
- Familiennamen litauischer Herkunft (insgesamt etwa 70): Ažols, Apsche, Greižus, Kairies, Kubilis, Kuršaitis, Naujocks, Schwellnus;
- Familiennamen lettisch-nehrungskurischer Herkunft (etwa 30): Delin, Dobum, Kakis, Gulbis, Kause, Kalleis, Laucenieks, Zemis, Silgan, Swigulls, Blode (?), Birsenš, Pugelis (?);
- Familiennamen mit (teilweise) altkurischen Merkmalen (etwa 20): Sprogis, Kuite, Leikis, Streìis, Gibe, Brinkis, Kikala, Pinkis, Mentz, Melwingis, Strangulies;
- Familiennamen prußischer Herkunft (etwa 10): Ankotas, Droe, Nauditte, Passarge, Perkus, Preikis, Trulaw;
- zusammengesetzte baltische Familiennamen (3): Darwide, Daumundt, Soukantt;
- Familiennamen aus einem Vornamen mit baltischen Bildungsmerkmalen (52): Berteikis, Bruzdeylins, Kwauka, Mikuscheit, Endzulis/Endzuleit, Jackutis, Jekeit;
- Familiennamen deutscher Herkunft mit baltischen Merkmalen (38): Deckaitis, Engelien, Rundock, Tepperis;
- deutsche Familiennamen (250): Moors, Lange, Frischmann, Pietsch, Raesa/Resa/Reehse/Resas/Reese/Rehsa u. v. a.;
- slawische Familiennamen (59): Kasche, Kontarowitz, Trotzky, Schadowsky;
- unklarer oder mehrerer möglicher Herkunft (78): Lambaten, Buhuke, Kiuit < von lett. ķīvīte?, Plewe;
- unklarer/verschieden möglicher Herkunft mit baltischer Prägung oder Überformung (über 5): Akszuleit, Dommien, Domsien, Donredait, Jomiks, Navickas (slaw.?), Sakuth.[66]

Es gibt auch einige kleinlitauische/preußisch-litauische Familiennamen, die neukurischer Herkunft sind und an die Assimilation der Neukuren in die preußischen Litauer erinnern, darunter viele aus Bauerndörfern. Weil auch die Mehrheit der Menschen preußisch-litauischer Herkunft nach dem Zweiten Weltkrieg nach Deutschland kamen, kommen sie heute auch in Deutschland vor. Beispiele sind:
- kleinlitauische Familiennamen nehrungskurischer Herkunft: Lacýtis (von n.-kur.: lācītis = ‚Bär‘, litauische Entsprechung: lokytis), Lābrencis (= ‚Laurenz/Lorenz‘, litauische Entsprechung: Laurynas), Kāzragis (von n.-kur.: kaza = ‚Ziege‘ + rags = ‚Horn‘, litauische Entsprechungen: ožka + ragas).[3]

### Nehrungskurische Ortsnamen (Auswahl)
Auf der Kurischen Nehrung, im heute zu Litauen gehörenden, ehemals im Norden Ostpreußens gelegenen Memelland nördlich des Flusses Memel, auch südlicher und an der übrigen Küste existieren zahlreiche historische Toponyme – Orts-, Flur- und Gewässernamen – die als Erbe auf die frühere Anwesenheit der Nehrungskuren und des Nehrungskurischen verweisen. Seltener sind das Namen, die durch den Wortstamm kuhren (deutsch) oder kursch- (baltisch) auf ihre Ursprünge hinweisen, häufiger Namen, die zweifelsfrei aus der lettisch-nehrungskurischen Sprache, nicht aus anderen baltischen Sprachen kommen. Die Ermittlung der Herkunft ist für die regionale Toponomastik nicht immer einfach, weil mehrere verwandte baltische Sprachen in der Region (zeitgleich Litauisch-Schemaitisch, zuvor Prußisch im Süden, Altkurisch im Nordwesten und Schalauisch im Nordosten) gesprochen wurden. Toponyme, über die mehrere Herkunftshypothesen existieren, die Herkunft also nicht geklärt ist, werden hier nur in Ausnahmefällen aufgeführt, wenn die nehrungskurische Herkunft sehr wahrscheinlich ist, was aber benannt wird. Für fast alle aufgezählten Toponyme ist die nehrungskurische Herkunft sicher, sofern nicht anders angegeben.
Einige der im 15. bis 17. Jahrhundert entstandenen Kolonistendörfer waren in regionaler Tradition nach dem Dorfgründer benannt, weshalb sie oft bis ins 18. Jahrhundert ungewöhnliche Doppelnamen trugen, die den Taufnamen/Vornamen und den Spitznamen/Familiennamen (siehe vorheriges Kapitel, auch umgekehrte Reihenfolge war üblich) des Dorfgründers wiedergeben („John Snoten“, „Philipp Dautschen“, andere Reihenfolge „Kurschen Andre“, „Kuntzen Hans“ usw.). Erst im 18./19. Jahrhundert wurden sie administrativ zu „normalen“ einwortigen Ortsnamen umbenannt. Der Name erlaubt dann nicht automatisch Rückschlüsse auf die Muttersprache der Mehrheit der frühen Dorfbewohner.
Die Mehrheit der Namen bezeichnen heute kleine Dörfer als Teile größerer Gemeinden, die oft nur zehn bis 40 Einwohner haben. Es gibt auch einige bedeutendere Namen, wie der deutsche Name der Stadt Memel (lit. Klaipėda) oder des Flusses Memel (lit. Nẽmunas). Noch häufiger sind weitere Flur- und Gewässernamen, Namen untergegangener Dörfer oder nicht mehr gebräuchliche Namen eingemeindeter Weiler. Weil die Liste eine Auswahl bleibt, werden diese Namen verschwundener Orte, von Flur- und Gewässernamen nur selten exemplarisch erwähnt.

#### Kurische Nehrung (litauische und russische Seite)
- Kunzen / ru. Krasnoretschje (untergegangenes Dorf; cunce: sich ducken)[67]
- Mastinorags (nördlich von Schwarzort; mast: Ort, wo man Fangnetze auswirft, rags: Haken, Horn)[68] (Lage)
- Negeln / Neegeln / nk. Agila / lit. Nagliai (untergegangenes Dorf, agu: Tannennadel)[69] (Lage)
- Nidden / Nida (vermutlich aus Kurland importierter Name; neid, nid: fließen, strömen)[70]
- Ohselmast (bei Pillkoppen; ohsols: Eiche; mast: Fischzeug, Ort, wo man Fangnetze auswirft)[71] (Lage)
- Perwelk / Pervalka (velk-: ziehen, schleppen)[72]
- Pillkoppen / nk. Pilkupa / ru. Morskoje (pili: Burg, kapa: Düne, evtl. pr. Pilakōpō)[73]
- Preil / nk. Preili, Prele / Preila (sicher nk., Wurzel nicht geklärt; mögl. lett. prailup: Dank, oder Wörter für Zugang oder Schiffsruder)[74]
- Preeden (untergegangenes Dorf; pr(i)ēde: Kiefer)[75] (Lage)
- Purwien / Purvinė (Ortsteil von Nidden; purvs: Sumpf)[76] (Lage)
- Skrusdin / Skruzdynė (Ortsteil von Nida/Nidden; skruzde: Ameise)[77] (Lage)
- Sarkau / nk. Zarkau / ru. Lesnoi (nk. Zarkawe: Elsterort[78], oder sakala: Falke; evtl. pruß. Vorgängername)[79]

#### Memelland (Litauen)
Weil Toponyme nehrungskurischer Herkunft außerhalb der kleineren Nehrung deutlich zahlreicher sind, beschränkt sich die folgende Auswahl nur noch auf Namen bestehender Ortschaften. Nicht mehr gebräuchliche Namen eingemeindeter Ortsteile, Namen untergegangener Dörfer und andere Orts- und Flurnamen, die viel zahlreicher sind, gehören nicht in die Aufzählung.
- Aschpurwen / Ažpurviai (āz purvs: hinter dem Sumpf)[3] (Lage)
- Augstumal / Aukštumalai (aukštas: hoch, mala: Ufer)[3] (Lage)
- Darzeppeln / Dercekliai (darva: Teer, ceplis: Ofen)[3]
- Kiaken / Kiokiai (kākis: Dohle)[3] (Lage)
- Kycken-Matz / Matzkieken / Šakiniai (kīkis: Wespenbussard, Froschhabicht, andere Wurzeln Schemaitisch)[80] (Lage)
- Kurschen-Hincke-Taleick / Klein Kurschen / Kuršẽliai (kurš: Kure)[81] (Lage)
- Kurschlauken oder Kepal-Klaus / nk. Kurschulauks / lit. Kuršlaukiai / Kuršlaukė (Kurš-: Kure; lauks: Feld)[82] (Lage)
- Lampsaten / Lamsaten / Lampsaten-Paul / Lamsočiai (lam-: zerstören, brechen; sāta: Hof, Dorf)[83] (Lage)
- Leitukai / Clauswaiten / Letūkai (leitis: Litauer)[84] (Lage)
- Launen / Liaunai, älter: Launiejaj (launs: böse)[3] (Lage)
- Liewern / Lyveriai (līveris: Herumtreiber)[85] (Lage)
- Loellen / Leliai (liels: groß; wahrscheinlicher aber vom lit. lelȳs: schwatzen, viel reden)[86] (Lage)
- Matzkicken / Matz-Kuhren / Macikai (deutsch „Kuhren“: kurischer Ort) (Lage)
- Mellneraggen / Melnragė (melns: schwarz, rags: Horn)[87]
- Memel / lit. Klaipėda; Fluss Memel / lit. Nẽmunas (höchstwahrscheinlich von nk.-lett. memelis, mimelis, mēms: langsam; schweigend, still – vielleicht auch über schalauischen Flussnamen – oder phonetische Umformung des litauischen Flussnamens; auch lit. Stadtname wahrscheinlich nehrungskur. Herkunft: klaips-: Brot + ėda: Esser, oder nk.-lett. klajš: offen, flach, frei + ped: Boden, Land, Region, evtl. auch urbaltisch: klai-: krümmen, biegen + -eda: substantivierendes Suffix)[88][89]
- Minge / Minė (maina: Sumpf; am Fluss Minge / Minija)[90]
- Nimmersatt / Nemirseta (Niemirs: Personenname „Unfriede“, sāta: Zaun, Gehöft)[3]
- Philipp-Dautsch / Sturmen / Šturmai (Daucis: David; höchstwahrscheinlich nk. evtl. auch schalauisch)[91]
- Plutzen-Klaus / Oberhof / Aukškiemiai (pluocis: moorige, sich bewegende Stelle)[92] (Lage)
- Prökuls / Priekulė (vom nk.-lett. Namen der Ortsgründer Jan und Lucas Precoll – entweder aus Priekule/Kurland, oder von prie-: vor + kul: Ecke / Bucht, oder kurt: anzünden / niederlassen / bauen)[93]
- Purmallen / Purmaliai (vom Flussnamen abgeleitet, purvs: sumpf, mala: Ufer)[94] (Lage)
- Schlengen-Andres / Slengiai (sleņģis: Faulenzer)[95] (Lage)
- Schwenzeln / Svencelė (svent- Heiliger, Heiligtum; ceļš: Straße, Dorf liegt an der Verbindung alter heidnischer Heiligtümer, „Litauisch wäre Švenkele zu erwarten“)[3][96] (Lage)
- Stragna / Stragnai (vom Flussnamen Stragnà; stragna: stark)[97] (Lage) (Lage)
- Steppenkuhren / Stankischken / Stankiškiai (deutsch „Kuhren“: kurischer Ort) (Lage)
- Szagaten / Žagatai (žagata: Elster)[3] (Lage)
- Szagatpurwen / Žagatpurviai (žagata: Elster, purvs: Sumpf)[3] (Lage)
- Szarde / Žardė oder Žardininkai (Stadtteil von Klaipėda; nach Fluss Žardė benannt oder umgekehrt, zard-: Ort zum Trocknen von Heu)[98] (Lage)

#### Oblast Kaliningrad (Samland, Memeldelta und Umgebung)
- Cranz (früher Cranzkuhren) / ru. Selenogradsk (krant, kranta: Strand, Ufer (?))[99]
- Groß Kuhren / ru. Primorje (deutsch „Kuhren“: kurischer Ort)
- Inse / ru. Pritschaly[100]
- Karkeln / ru. Myssowka (karkile oder lit. karklė: Weidenbaum)[101]
- Klein Kuhren / ru. Filino
- Korschenruh / ru. Ladygino (kurš: Kure)[102]
- Neukuhren / ru. Pionerski
- Kurschen (3 Ortschaften) / ru. Kusmino, Archangelskoje und Rakitino (kurš: Kure, Name ursprünglich vielleicht lit.)[103]
- Rinderort / ru. Saliwino (Rendē; Alternativname Labagienen dagegen pruß.)[104]
- Schaaken / ru. Nekrassowo (nk. oder pruß. Žākē)[105]